# ポケットモンスターSPECIALの登場人物
ポケットモンスターSPECIALの登場人物（ポケットモンスタースペシャルの登場人物）では、漫画『ポケットモンスターSPECIAL』に登場するキャラクターを紹介する。
ゲーム版に登場する人物についてはポケットモンスターの登場人物を参照。

## メインキャラクター
各章の主人公・ライバル・中心人物のいずれかの少年少女達。主人公・ライバル・中心人物はGB・GBA・DS・3DS・Switchのゲームシリーズ本編のバージョン名がそのまま名前となっているか、バージョン名を元にした名前が付けられている（ただし、イエローは「ピカチュウバージョン」のため例外）。
全員が「ポケモン図鑑」を持っており、作中では「図鑑所有者」と呼ばれている。ただし図鑑自体は最初からは所有していない者も存在する。現在はカントー地方に4人、ジョウト地方に3人、ホウエン地方に3人、シンオウ地方に3人、イッシュ地方に4人、カロス地方に2人、アローラ地方に2人、ガラル地方に2人、パルデア地方に2人の計25人。

### カントー地方
図鑑所有者4人のうちマサラの初代図鑑所有者レッド・グリーン・ブルーが第1章、イエローが第2章からの登場となる。再びカントー地方（ナナシマ）が舞台となった第5章では再びレッド・グリーン・ブルーが主人公を務め、イエローは中盤から登場する。また、ゲームの各シリーズにおいて初代『赤・緑・青・ピカチュウ』の要素がよく採り入れられている事もあり、カントー地方以外が舞台となっている章にも度々登場している。第12章ではグリーン、第13章ではレッドとブルーが登場し、メガシンカの使い手となっている。
レッド

第1章・第5章の主人公。ゲーム版『ポケットモンスター赤・緑・青・ピカチュウ』の主人公がモデル。後に『ポケットモンスターファイアレッド・リーフグリーン』の男の子主人公の格好をモデルにした格好をする。
誠実な熱血少年。当初は少々熱くなりやすく、傲慢な所もある少年だったがグリーンと出会い、旅を進めるうちに成長し、一人前のポケモントレーナーとなってゆく。オーキド博士からの評価は「戦う者」。その評価に違わず、ポケモンバトルの腕前は超一流。
グリーン

ゲーム版『ポケットモンスター赤・緑・青・ピカチュウ』のライバルがモデル。後に『ポケットモンスターファイアレッド・リーフグリーン』のライバルの格好をモデルにした格好をする。
本名は「オーキド・グリーン」。冷静な性格で何事にも動じない。レッドとは良きライバル同士で、互いに親友でもある。レッドとの出会いを通じて成長していく。
ポケモンの育成に長けており、祖父であるオーキド博士からの評価は「育てる者」。
ブルー

ゲーム版『ポケットモンスター赤・緑・青』の公式ガイドブックの表紙に描かれていた女の子がモデル。後に『ポケットモンスターファイアレッド・リーフグリーン』の女の子主人公の格好をモデルにした格好をする。
進化に造詣が深く、オーキド博士からの評価は「化える者」。後にそのタイミングまで読み取れるようになる。要領がよく、ずる賢い所もあるが、根は素直な女の子。
イエロー

第2章の主人公。モデルのないオリジナルキャラクター。
本名は「イエロー・デ・トキワグローブ（トキワの森のイエロー）」
第1章の頃トキワの森で迷子になっていたがレッドに助けられ、「ジムリーダーになって欲しい」と頼んだ。
第2章にて主人公として登場し、麦わら帽子を被っている。ポケモンの傷を癒し、思考を読み取る特殊な能力を持つ。その不思議な力から、オーキド博士からの評価は「癒す者」。温厚で少々天然ボケな性格。レッドに憧れと好意を抱いている。

### ジョウト地方
第3章に登場（シルバーは第2章エピローグにも登場）する図鑑所有者で、ゴールドとシルバーが序盤、クリスタルが中盤の主人公を務める（終盤はカントーの図鑑所有者も含めた総動員となる）。再びジョウト地方が舞台となった第9章では、また3人が主役を務める。
ゴールド

第3章・第9章の主人公。ゲーム版『ポケットモンスター金・銀・クリスタル』の男の子主人公がモデル。後に『ポケットモンスターハートゴールド・ソウルシルバー』の男の子主人公の格好をモデルにした格好をする。
お調子者だが、どこか憎めない雰囲気を持っている。間の抜けた行動や、自信過剰な言動も多いものの、ここぞという場面では頭の回転が速く、気転の利く性格。オーキド博士からの評価は「孵す者」。ゴールドが孵化させたタマゴから生まれたポケモンは、特殊な能力をもつ。
シルバー

ゲーム版『ポケットモンスター金・銀・クリスタル』『ポケットモンスターハートゴールド・ソウルシルバー』のライバルがモデル。
第2章の終盤で僅かに先駆けて登場。ブルーにワタルについて話しておりこれがイエローが旅立つ遠因になった。第2章の最後でブルーに調査を頼まれ引き受けている。
第3章から本格的に中心人物として動き出す。ポケモンの通信交換とそれに伴う進化に特別な才能を持つ。オーキド博士からの評価は「換える者」。普段はあまり感情を表に見せないが、ブルーのことを実の姉のように慕っており、ブルーの事にはしばしば直情的になる場面もある。
クリスタル

ゲーム版『ポケットモンスタークリスタル』の女の子主人公がモデル。後に『ポケットモンスターハートゴールド・ソウルシルバー』の女の子主人公の格好をモデルにした格好をする。
愛称は“クリス”。自他共に認める「捕獲の専門家（ゲットのスペシャリスト）」であり、オーキド博士からの評価は「捕える者」。捕獲を得意とするだけあり、ポケモンバトルの力量もかなり高い。ポケモンとの信頼関係を大切にしており、付き合いの長い手持ちメンバーをあまり入れ替えたがらないのは、ポケモンに対する愛情の表れである。

### ホウエン地方
3人とも同じ種類の図鑑所有者であるが、エメラルドは第4章では登場せず、後の第6章の主人公を務める。再びホウエン地方が舞台となった第13章では、再び3人が主役を務める。
ルビー

第4章・第13章の主人公。ゲーム版『ポケットモンスタールビー・サファイア・エメラルド』の男の子主人公がモデル。後に『ポケットモンスターオメガルビー・アルファサファイア』の男の子主人公の格好をモデルにした格好をする。
好きな言葉は“Beautiful!（美しい!）”で、コンテストに出場するのが趣味。また、「ポケモンバトル」を野蛮なものだと考え、嫌悪を感じている。そのため、父親譲りの類稀なバトルセンスを持っているが、本人はそれを隠したがっている。
『ポケモン・ザ・コミック』によると図鑑所有者としての称号は「魅せる者」。
サファイア

ゲーム版『ポケットモンスタールビー・サファイア・エメラルド』の女の子主人公がモデル。後に『ポケットモンスターオメガルビー・アルファサファイア』の女の子主人公の格好をモデルにした格好をする。
父親のフィールドワークを手伝っており、自然の中を探索してばかりでストーリー開始時には原始人のような格好をしていた。また、ポケモンに関する知識が豊富なだけでなく、ポケモンバトルについても熟達している。性格は多少粗野で乱暴。だが、時折女の子らしい一面も見せる。言葉が訛っている。
『ポケモン・ザ・コミック』によると図鑑所有者としての称号は「究める者」。
エメラルド

第6章の主人公。モデルのないオリジナルキャラクター。
バトルフロンティアに挑戦しに来た、クロワッサン型の髪にダボダボの服を着た謎の少年。年齢はルビー・サファイアの1歳下。初めはポケモンを持たず、「オレはポケモンが好きなんじゃない! ポケモンバトルが好きなんだ!!」と豪語していたが後にそれを覆す発言をする。
『ポケモン・ザ・コミック』によると図鑑所有者としての称号は「鎮める者」。

### シンオウ地方
第7章・第8章に登場。ダイヤモンドとパールは旅立つ前はポケモンとはほとんど関係ない夢を持っていたり、当初はプラチナの本名が明かされていないなど従来の主人公とは大きく異なる。
ダイヤモンド

第7章の主人公。ゲーム版『ポケットモンスターダイヤモンド・パール・プラチナ』の男の子主人公がモデル。
愛称は“ダイヤ”。保育園時代にパールと見た漫才コンビ"青空ピッピ・プリン"に憧れ、パールとコンビを結成しプロを目指している。担当はボケ。マイペースでのんびりした性格。新世代お笑いグランプリ「Daibaku Show」では、コントが大失敗するも審査員特別賞を受賞し、副賞を貰った。その後、コトブキシティ付近でナナカマド博士達とぶつかった際に、副賞とプラチナの護衛依頼書が入れ替わり、プラチナと旅をする。
『ポケモン・ザ・コミック』によると図鑑所有者としての称号は「感じる者」。
パール

ゲーム版『ポケットモンスターダイヤモンド・パール・プラチナ』のライバルがモデル。
保育園時代にダイヤと見た人気漫才コンビ"青空ピッピ・プリン"に憧れ、ダイヤとコンビを結成しプロを目指している。ツッコミ担当で、「ツッコミはハート」という信条を持ち、日常的にもダイヤやプラチナの奇行によくツッコミを入れている。フロンティアブレーン・クロツグの息子。ポケモンの構えを見ただけで出そうとしている技が分かる特技を持つ。
『ポケモン・ザ・コミック』によると図鑑所有者としての称号は「志す者」。
プラチナ

第8章の主人公。ゲーム版『ポケットモンスターダイヤモンド・パール・プラチナ』の女の子主人公がモデル。
フルネームは「プラチナ・ベルリッツ」。シンオウ地方に200年以上続く大財閥にして学者の家系「ベルリッツ家」の令嬢で、超高級ホテルや最高級ブティック店を自分の所有物と言うほどのセレブである。生家のベルリッツ家に代々受け継がれてきた「ベルリッツ家をつぐ者は、家紋を刻んだアクセサリーを作るため、その材料をみずからテンガン山の山頂まで取りに行かねばならない」という伝統に挑戦するため旅に出る。父母共に研究家である。
『ポケモン・ザ・コミック』によると図鑑所有者としての称号は「知る者」。

### イッシュ地方
第10章・第11章に登場。ラクツとファイツは第10章でも僅かに登場しているが、後の第11章で主人公を務める。図鑑を持つ者や博士から貰うポケモンがめまぐるしく変わる異色な人物とも言える。
ブラック
- 性別：男
- 年齢：13歳→14歳（第10章）・16歳（第11章）
- 出身地：不明（現イッシュ地方・カノコタウン）
- 賞歴：イッシュ地方ポケモンリーグトーナメント優勝
- 夢：ポケモンリーグ優勝
- 代名詞：夢みる者（ホワイトと同一）
- 特技：調べて準備すること、推理すること
- 人気投票：15位（2011年）
- 手持ちポケモン
- ブオウ（ポカブ♂《ポカ》→チャオブー♂《チャオ》→エンブオー♂）Lv.51 特性：もうか  性格：ゆうかん 個性：ちょっとおこりっぽい

- ムシャ（ムンナ♂→ムシャーナ♂）Lv.57 特性：よちむ 性格：さみしがり 個性：ひるねをよくする

- ウォー（ワシボン♂→ウォーグル♂）Lv.59 特性：ちからずく 性格：ゆうかん 個性：ケンカをするのがすき

- チュラ（デンチュラ♂）Lv.59 特性：きんちょうかん 性格：いじっぱり 個性：ものおとにびんかん

- ゴーラ（プロトーガ♂→アバゴーラ♂）Lv.45 特性：ハードロック 性格：おだやか 個性：ぬけめがない

- レシラム（一時的）

第10章の主人公。ゲーム版『ブラック・ホワイト』の男の子主人公がモデル。一人称は「オレ」。
ポケモンリーグ優勝を目指している少年。チェレンとベルとは物語開始9年前である5歳の幼稚園時代からの幼なじみではあるが、元々別の町に住んでおり、カノコタウンまでは遊びに来ていた。高い所から自身の夢を大声で叫ぶのが日課。容姿は整っている方で、ホワイトやジムリーダーのカミツレから「恰好良い」と評されている。
少々乱暴かつ真っ直ぐな熱血漢ではあるが、チェレン曰く「夢のためによく調べ、準備する男」。大人がポケモンバトルで一番を決める事を知ってからは、ベルの父のムーランドとケンホロウを借りて勝負ごっこの感覚でバトルを始める。そして「ポケモンバトルで一番強くなる」という夢を持ち、ポケモンリーグの存在とそこで優勝することが自分の夢の最終地点であると調べ上げる。その後、自分なりの計画書を書き上げ、「えらい博士」の手伝いをする為ならば堂々と旅に出られると判断し、家族をその気にさせて「家」ごとカノコタウンへ引っ越し、アララギ博士の目に留まるよう毎日ムシャとウォーを戦わせていた（ただし、当の本人達からは気付かれていなかった）。旅の当初は自分の夢を叶える事だけを考えるあまり、周りを考えない自分勝手な面もあったが、ホワイトや幼馴染のチェレン達と通じて成長していく。
起きていても常に頭の中は夢の事で一杯で、他の事を考える余裕がない（限に四天王のギーマとの賭けで、ジムバッジを差し出さなければいけないと言われ、考えて考え抜いたあまり気絶してしまった）。落ち着いて考え事をする際にはムシャに「夢」を食べさせて頭を真っ「白」にし、推理情報で頭の中を「黒」く染めていく（通称「推理タイム」）。本人曰く「夢は限りなくあふれてくる」ものである為、食べさせても問題は無い模様。ただし、ポケモンバトルの試合中にはこの戦法を使わないポリシーを持っている。「天性の優れた記憶力・洞察力に加え、様々な経験を経たからこそ発揮できる非凡な能力」として、国際警察でも高く評価されている。
ポケモンリーグ優勝を決意してから9年後、チェレンの強い推薦もあり旅に出られる事になるが、ガマンできず出発の日の前夜からアララギ博士の研究所前で雨ざらしになりながら待ち続けた。チェレン達のポケモン図鑑を壊しながらも配達員から受け取った箱に入っていた3匹のポケモンの中からポカブを選び、ポケモン図鑑を手にしチェレン達を置いて旅に出る。旅の途中、ホワイトが経営する芸能事務所「BWエージェンシー」が参加するライブキャスターのCM撮影現場に居合わせ、♂のポカブを連れていた事で撮影の協力を持ちかけられるが、トラブルで撮影現場と機材を黒コゲにしてしまう。その場を収める為にホワイトが助け舟を出し、やや強引にBWエージェンシーの社員にされた。損害賠償費はポカのCM出演料のおよそ50倍だがホワイトに肩代わりされ、借金返済よりも♂♀ペアのポカブの撮影オファーを見越して旅の同行を依頼される。
ホワイトを「社長」と呼び、ホワイトからは「君」付けで呼ばれている。ホワイトとの旅では、同行する経緯もあって積極的な行動（特に仕事関係）に振り回されることもある。しかし、共に旅をしていく内に信頼関係が生まれ、ホワイトが昏睡状態の時には一晩中心配したり、別行動になった際には何度も思い出している他、意識している描写もある。
カラクサタウンでポケモンの声を聞き取る事ができる青年・Nと遭遇し、ポケモンと人の共存を否定するNに対し真っ向から反抗した。以降、旅の先々でポケモンの解放を訴える集団「プラズマ団」の事件に巻き込まれていく。
ライモンシティでホワイトがバトルサブウェイ挑戦を決意し、一旦別れて再びの一人旅になる。その後、ホドモエシティでヤーコンからダークストーンを狙うプラズマ団の撃退作戦の協力を依頼され、ジムリーダー達に同行する。シッポウシティにてダークトリニティが率いていた団員達と戦うが、捕獲されていたボルトロス・トルネロス・ランドロスに為す術もなく、ジムリーダー達を拉致された上、ハチクに変装したプラズマ団員にダークストーンを奪われてしまう。直後にライトストーン（＝レシラム）から「英雄」として選ばれた可能性が生じた事でハチクの修行を受け、アイリスと共にセッカシティまで修行の旅をした。セッカジム戦では、チャンピオンを超えてNを倒すと決意し、ハチクからライトストーンを受け取る。
ハチクに勝利しバッジを7個集めたのも束の間、ジムリーダー誘拐を重く見たシャガによりポケモンリーグ開催が1週間後に早められ、現時点でバッジを8個持っている者が出場可能となり優勝どころか参加も厳しい事態に激しく動揺する。途方に暮れている中、ホワイトと再会するがNとアデクのバトルを目撃する。ジムリーダー達を解放する為に「Nの城」の場所を聞き出そうとするも、Nにポケモンと心を通わせていないと指摘され、同時にムシャとの関係について「そばにいればいつもエサの夢にありつけると思ってついて来た」「元々絆なんて無かった」と言われ、ムシャが去って行き挫折する。
ムシャが去ったショックでカノコタウンに帰ろうとするが、手持ちの希望もあり夢を捨てきれずリーグ開催地に向かう。開会セレモニー時にシャガとのバッジをかけたバトルに見事勝利し、ポケモンリーグに出場する。ベスト8まで勝ち残り、ハンダ サムロウ（ハンサム）やアイリスに勝利する。決勝戦ではチェレンとの激戦を制し、同時にムシャーナに進化したムシャが再び手持ちに戻る。そして、チェレンを利用し、ホワイトを拐ったプラズマ団への怒りを発端にレシラムを復活させる。
復活したレシラムと共闘し、Nとゼクロムに勝利した直後、Nを侮辱したゲーチスに立ち向かい、苦戦しながらも勝利。Nと和解し、去り際をホワイトと見送った。その直後、ゲーチスの策略によってライトストーンに戻ろうとするレシラムの収縮エネルギーに巻き込まれ、ライトストーン内部に吸収され飛び去った。取り込まれる直前、ホワイトに「ポケモンリーグで会社のロゴをつけて出場する」約束にロゴ入りのゼッケンを用意していた事を告げた。
第11章では2年が経過するも、未だに行方不明扱いとなっている。実は、ライトストーンの中に繋がっているポケモンドリームワールドで生きており、キュレムのもとに向かうNといたホワイトを巻き込まないようにゼクロムが戻ったダークストーンの中に引きずり込んでしまったが、再会した。そしてゼクロムを取り込んだブラックキュレムの出現によってレシラムが復活すると同時にライトストーンから解放され、Nと協力してブラックキュレムを倒そうとするもNがポケモンドリームワールドからはじき出されて作戦は失敗。海岸で倒れていたラクツ・ファイツと合流してキュレムの故郷であるジャイアントホールへと向かい、レシラムと合体したホワイトキュレムがNが捕まっている可能性があるプラズマフリゲートを狙った攻撃を足止めし、墜落するフリゲートがNの城に激突・炎上した際には、城にいるポケモンを守る為に「ちかい」の9体合体技で鎮火を行った。全てが終わった後、改めてリーグに再挑戦するにあたり最新の知識・情報を学習する必要から、チェレンのトレーナーズスクールに入学した。
ホワイト
- 性別：女
- 年齢：13歳→14歳（第10章）・16歳（第11章）
- 出身地：イッシュ地方・サンギタウン
- 夢：一流のポケモン役者を育て上げること
- 特技：会社経営、タレントポケモンを育てること
- 代名詞：夢みる者（ブラックと同一）
- 人気投票：22位（2011年）
- 手持ちポケモン
- あまんだ（ツタージャ♀→ジャノビー♀→ジャローダ♀）Lv.40 特性：しんりょく 性格：しんちょう 個性：ちょっぴりごうじょう

- じぇしか（シキジカ♀）Lv.33 特性：ようりょくそ 性格：むじゃき

- なんしー（ママンボウ♀） Lv.38 特性：いやしのこころ 性格：ひかえめ

- どろしー（マッギョ♀）Lv.38 特性：じゅうなん 性格：のうてんき

- ゆにぼう（ユニラン♂ Lv.38 →ダブラン♂） 特性：マジックガード 性格：おくびょう

- ばーばら（バルチャイ♀）Lv.42 特性：はとむね 性格：せっかち

- ウォー（ウォーグル♂）（一時的）

ゲーム版『ポケットモンスター ブラック・ホワイト』の女の子主人公がモデル。一人称は「アタシ」。
タレントポケモンを派遣する芸能事務所、「BW（ビーダブリュー）エージェンシー」の代表を務める女社長。若いながらもなかなかのやり手のようで、「BWエージェンシーのタレントポケモンはルックスも演技も完璧だ」と言われている。それでもまだ駆け出しの売り込み中であり、働く人間は彼女だけな事もあり、肝心の経営は赤字の様子。彼女の仕事ぶりを目の当たりにしたブラックも感心していた。
幼い頃に観たミュージカルを切っ掛けに「一流のポケモン役者を育てあげること」を夢に持ち、タレントポケモンには最高の環境を用意するというポリシーを持っている。ポケモンにはホテルを用意し、人間は野宿という生活も日常茶飯事。行動的で仕事となるとブラックをも振り回す一方、可愛い物にハシャいだりと年相応の少女らしい感性も持っている。
先方の手違いで♂♀揃ったポカブを用意して欲しいという連絡が行き届いておらず困っていた際、撮影現場に乱入したブラックのポカを見て撮影協力を持ちかける。しかし、トラブルが原因でポカが放った炎で撮影現場や機材が黒コゲになりブラックが犯人扱いされ、BWエージェンシーの信用の為にブラックを強引に社員にした。ポカブのペアの撮影が受け、今後増えるであろうオファーに備える為、肩代わりした損害賠償の請求として旅の同行を依頼した。
ブラックと共に旅をする内に応援する気持ちが強くなり、生活の費用を出したりと夢の後押しをするようになる。ブラックの事は「割とカッコいい」、「彼がポケモンならかなり有能なタレントになれそう」と発言しており、お互いを意識しているような描写が多々ある。
旅の途中、ライモンシティで行われるポケモンミュージカルの責任者を任され、多くの仕事をこなしていく中でホドモエのつり橋が通行止めになり、ミュージカルのグッズが届かずパニックに陥るも、フウロに依頼し企画を成功させる。しかしイベントの準備に取り掛かった疲労もあり、休む場所を探していた時にプラズマ団の王・Nと遭遇し、観覧車の中に拉致される。ぶぶちゃんがジャノビーとのバトルで歓迎し自らの元を離れNの手持ちになった事、ぶぶちゃんの「声」に気付く事ができなかった自責の念により心に大きな傷を負う。一時は茫然自失となるが、ポケモンと通じ合うアデクの姿を見て立ち直る。今までバトルは一度もした事が無く(その為かバトルに入りそうな時はいつもブラックに押し付けていた)、トレーナーとしての自覚もあまり無かったが、ぶぶちゃんの件もありバトルサブウェイでの修行を決意。BWエージェンシーを一時休業し、ブラックと別行動を取る。
修行の甲斐もあり、サブウェイマスターと引き分ける実力を身に付ける。その後、カナワタウンでベルと再会し、悩みの解消にヒウンシティへ向かい、メロエッタとの交流から自分のやりたい事を見つけたベルに「バトルもできてポケモンに愛を注げる」とポケモン図鑑を託される。6番道路でブラックと再会したのも束の間、行方不明だったぶぶちゃんと再会し、気持ちを理解できなかった後悔を告げ、進むべき道は自分で決めるように指摘しNの言葉に屈しない成長を見せた。
ポケモンリーグではハチクの指示でプラズマ団の情報調査を依頼され、怪しい人物を探ってフードマンとグレイがプラズマ団であることを突き止めるも、フードマンによってプラズマ団の城へ連れ去られてしまう。Nの部屋でぶぶちゃんと再会し、ヘレナ・バーベナからNの過去やNが過ごしてきたポケモンを逃がしたと聞いて涙する。その後Nに「貴方のおかげでぶぶちゃんの声を聞くことができた」と感謝の言葉を口にし、ゼクロムに乗って飛び立つNを見送る。その直後、ブラックを取り込んだライトストーンに手も出せず飛び去られる。
第11章では会社の規模を拡大させ、「ポケウッド」の企画も立ち上げている。プラズマフリゲートによってイッシュ地方各地が凍り漬けにされていく中、マコモ博士からの情報で「ハイリンク」へと向かいライトストーンを発見すると同時にNとも2年ぶりの再会を果たす。そしてNと共にプラズマフリゲートに向かう途中、ゼクロムがキュレムに取り込まれた際にレシラムによってライトストーンからポケモンドリームワールドに引きずり込まれ、2年ぶりにブラックと再会を果たした。ライトストーンから解放された後はホワイトキュレムの足止めを行い、Nの城が炎上した際には「ちかい」の9体合体技で鎮火を行った。逮捕され自らの夢を食い潰したブラックを「極悪人」と揶揄するゲーチスに対しては、それが夢ではなく「野望」だと断言した。事件の後、芸能事務所を再開し、ファイツをポケウッドの女優として一時的に売り込むが、解放したポケモンの返却という夢を汲んで事務所への勧誘は諦めた。
タレントポケモン
ホワイトが公募して預かっている、「BWエージェンシー」のタレントポケモン。ぶぶちゃん以外は事務所の休業に伴い、親に返還されている。
ぶぶちゃん（ポカブ♀）

アラン（ミネズミ）
ライブキャスターのCMを担当。
まめのり（マメパト）
得意な芝居は不明。
テリー（ヨーテリー）
危険なスタントを担当。
シャルロット（コロモリ）
笑いの芝居を担当。
ロコちゃん（メグロコ）
泣きの芝居を担当。
ラクツ
- コードネーム：黒の弐（2）号
- 性別：男
- 年齢：12歳（第11章）
- 出身地：不明
- 経歴：国際警察警視
- 代名詞：逮捕（とらえ）る者
- 手持ちポケモン
- フタチマル♂  Lv.45 特性：げきりゅう 性格：まじめ 個性：ねばりづよい

- ケルデマル（ケルディオ）Lv.40 特性：せいぎのこころ 性格：まじめ

- カブトマル（カブトプス♂）Lv.55 特性：カブトアーマー 性格：まじめ

- ライオマル（グライオン♂）Lv.55 特性：かいりきバサミ 性格：まじめ

- カブルモ→シュバルゴ

- ゲノセクト Lv.59（一時的） 特性：ダウンロード 性格：まじめ

- チョボマキ（一時的）

第11章の主人公。ゲーム版『ポケットモンスター ブラック2・ホワイト2』の男の子主人公がモデル。一人称は「ボク」。名前の由来は「ブラック2」→「ブラックツー」→「ブ ラ ッ ク ツ ー」から。
国際警察捜査官。文武両道であり、国際警察の基礎訓練を終えわずか12歳で警視の階級まで上り詰めた、通称「ミスターパーフェクト」。常に真面目で冷静沈着な性格であり、日々のボディチェックやメンテナンス等を行っている。容姿はなかなかのイケメンであり、女の子達から好かれている。部下であるハンサムにサポートを任せている他、裏社会の人間であるマジシャンを協力者として雇っている。
元は嬰児の時に犯罪現場で保護された遺児であり、「いでんしのくさび」以外に身元が分かるような物は何も持っていなかった。その後は極めて優れた頭脳や身体能力に目を付けた国際警察の元で訓練を受けながら育った。生まれつき人間的な感情が欠落しており、自分や味方がどれだけダメージを受けるとしても、ためらわず最も有効な手段を取る事ができる。だが「恐怖」や「憐憫」どころか「善悪」も分からず、他人の感情も自分の感情も理解できない欠点があり、育ての親の捜査官（現在は長官）から教えられてきた、「暴力主義的破壊活動をする組織、あるいは個人に対しては国際警察の内規を逸脱し、一般市民の人権を侵害してでもそれを逮捕せよ」以外の生き方が分からない。普段の言動はコミュニケーション・マニュアルを学び記憶し、シミュレートして、状況に応じてベストな受け答えができるようにあらゆるパターンや応用方法を身につけたものに過ぎないという。素の状態では誰に対しても事実をズケズケと言って反感を買いやすいという悪癖がある。
プラズマ団の女の子が研究データが記録されたメモリーカードを所持していると聞き、ヒオウギシティのトレーナーズスクール・E組に通いながらその女の子を探している。女子に接触しても不自然に思われないようにスクールでは女の子に優しい軟派で軽い人物を装っており、転入して来たファイツに接近する。
手持ちを増やす事にあまり興味を持っていなかったが、ゲノセクトに苦戦した事が切っ掛けとなりフタチマルと並び立つ強力な手持ちを欲するようになる。
ヒウンシティへ向かった際の騒動の中で伝説のポケモン達の相手を手持ちに任せプラズマフリゲートへ潜入、船内へ誘拐されて来たファイツこそが捜索対象の少女と知る。協力を求めて共に船の動力室へと向かうが、キュレムによって氷漬けにされ海へと投棄される。更にゲノセクトを無断で持ち出した事とマジシャンに「カセット」を作らせていた事が問題視され、国際警察を解雇される。ケルデマルに連れられた海底遺跡にあった、かつての「王」についての碑文を読み、国際警察解雇によってアームズが使えない戦力の心もとなさを補う為に野生ポケモンの捕獲・進化を行う。そのほぼ直後、遺跡の強制排出の仕組みにより脱出、育ての親の教えに従いキュレムを助け、プラズマ団の殲滅を目指す。ブラック・ホワイトの事は警察として把握・評価しており、合流後、ブラックの推理で見えたプラズマフリゲートが向かった場所をジャイアントホールと定める。アクロママシーンが無効化されたホワイトキュレムに反撃されて逃走を図ったアクロマを追い、激戦の末、かつてブラックのウォーが助けたビクティニの助けを受けて赤いゲノセクトを倒した後、操られた報復に来たキュレムの"ぜったいれいど"に凍らされたアクロマをハンサムに移送させ、Nの城が炎上した際には「ちかい」の9体合体技で鎮火を行った。
七賢人とゲーチスの逮捕の功績を称えられ復職が決まり、次の辞令前にトレーナーズスクール第15期生の卒業式に出席した。
フタチマルと出会った当時の訓練所ポケモン
キュウコン、ムクバード、ミロカロス、キノガッサ、ガラガラ、マルノーム、マルマイン、ボスゴドラ、ケッキング、エルフーン、レントラー、ヌオー、ドンファン、ザングース、ベトベトン、フローゼル♂、ツンベアー

ファイツ
- 性別：女
- 年齢：10歳（第10章）・12歳（第11章）
- 出身地：イッシュ地方・ホワイトフォレスト
- 趣味：星を見ること
- 代名詞：解放（にが）す者
- 手持ちポケモン
- ぶぶちゃん（ポカブ♀）

- ダケちゃん（タマゲタケ♂） 特性：ほうし 性格：むじゃき 個性：おっちょこちょい

- チョボマキ→アギルダー

- （フォッコ♀→テールナー♀→）マフォクシー♀

- カブルモ（一時的）

ゲーム版『ポケットモンスター ブラック2・ホワイト2』の女の子主人公がモデル。一人称は「あたし」。名前の由来は「ホワイト2」→「White two」→「Whi (te) two」から。
ヒオウギシティのトレーナーズスクール・E組に転校してきた少女。バトルの実力は高く、転入早々バトル大会で優勝し、ベルからポケモン図鑑を貰った。クラスメイトのラクツからは積極的に話かけられているものの、当初は彼に苦手意識を持っていたが、学校での交流を経るうちに次第に異性として意識し始めている模様。掛け声は「ファイト、ファイト、ふぁーいつ」。
一見普通の少女だが、その正体は元プラズマ団の団員であり、母親と所属していた。スクールに通い始めたのは母親の勧めであり、スクールでは目立たないように心掛けている。
第10章時点でプラズマ団に所属しており、逃がされたポケモン達の世話係を担当していた（Nによって後にそれは、ポケモンの方が「こっちが世話をしなくちゃ心配なニンゲン」だからだと知らされてショックを受けていた）。Nを慕っており、「様」付けで呼んでいる。Nが旅立った後、母親を含む団員達と共にアジトを脱出。アジトから出る直前にヘレナからNの写真入りペンダントを渡されており、帰りを待ち続けながら、2年間も大切に持ち歩いている。実はその中にはアクロママシーンを無効化するプラズマ団の研究データが記録されたメモリーカードが入っているが、その事に気付いていない。ポケモン図鑑はNが嫌っていた為に抵抗している。
ヒウンシティでのプラズマ団との戦闘に巻き込まれた際にヒュウに正体が露見するが、彼に庇われてプラズマフリゲートからの攻撃から逃れる。直後にロットと接触するがアクロマによって船内へと攫われて潜入していたラクツにも正体を知られ、同時に自分を探しに派遣された国際警察官だと知る。その事実に動揺しながらもキュレムを助けにプラズマ団の船の動力室に向かうが、キュレムによって氷漬けにされ海中に投棄された。その後、海底遺跡でケルデマルの先輩達と対話し、かつてポケモンを開放していた事が自己満足だったのではないかという自分の不安について「焦らず正解を探し続ける」と決め、ポケモン図鑑があれば自己満足にならずにポケモンの助けになれるのではないかと認識を改め、苦手なモンスターボールの捕獲・交換などでラクツを手伝う。遺跡からの脱出後はアクロマに捕らえられたNを助けにプラズマフリゲートに向かい、そこで再会したヒュウと和解、無事にNを救ってからアデクやハンサムと船を脱出し、Nの城が炎上した際には「ちかい」の9体合体技で鎮火を行った。逮捕されてなお「衆愚は甘美な『理想』を見せてくれる指導者を求める」と言うゲーチスに対し、「人間はだませても利用されて傷つけられたポケモン達はだませない」と厳しい言葉で糾弾した。
ラクツとヒュウが正体について黙ってくれたため、トレーナーズスクールも無事に卒業でき、月日が流れた後でN・ヘレナ・バーベナ達と共に解放（略奪）されたポケモンを持ち主に返す旅に出た。
第12章のラストで、フレア団に利用されて極悪非道に育ち、エックス達の誰も引き取れなかったマフォクシーを引き取りたいと申し出る。トロバによれば「解放」の専門家と知られているらしく、出会った人やポケモンが思わず「助けてあげたく思う人」と言われている。

### カロス地方
第12章に登場。幼馴染のサナ・トロバ・ティエルノと共に旅をしている。
エックス
- 性別：男
- 年齢：12歳（第12章）
- 出身地：不明（現カロス地方・アサメタウン）
- 賞歴：カロス地方ポケモンバトルジュニア大会優勝
- 代名詞：籠る者
- 手持ちポケモン
- マリソ（ハリマロン♂→ハリボーグ♂→ブリガロン♂）Lv.42 特性：しんりょく 性格：がんばりや 個性：ちょっぴりごうじょう

- ガル（ガルーラ♀←→メガガルーラ♀）Lv.50 特性：きもったま←→おやこあい 性格：ずぶとい 個性：とてもきちょうめん

- サラメ（ヒトカゲ♂→リザード♂→リザードン♂←→メガリザードンX♂）Lv.40 特性：もうか←→かたいツメ 性格：さみしがり 個性：いねむりがおおい

- エレク（ラクライ♂→ライボルト♂←→メガライボルト♂）Lv.49 特性：ひらいしん←→いかく 性格：やんちゃ 個性：イタズラがすき

- ラスマ（ゲンガー♂←→メガゲンガー♂）Lv.48 特性：ふゆう←→かげふみ 性格：きまぐれ 個性：すこしおちょうしもの

- ルット（カイロス♂←→メガカイロス♂）Lv.48 特性：かいりきバサミ←→スカイスキン 性格：れいせい 個性：ぬけめがない

第12章の主人公。ゲーム版『ポケットモンスター X・Y』の始めに選べる、男の子主人公の容姿の内の一つがモデル。一人称は「オレ」。
幼少の頃にアサメタウンにやって来て、ワイ達と出会った。ジュニア大会に出場し、「次期四天王候補」等と将来が有望な天才トレーナーとして期待を集めていたが、徐々に行動がエスカレートしていくマスコミと、ある試合が切っ掛けで周りの大人達から掌返しで罵倒されたのが原因で現在は引きこもりになっていた。そのせいで「大人」に対して強い不信感を抱いている。両親は仕事で遠くの地方に行っており、食事はワイの母親・サキの作り置きを食べていた様子。幼少期は夢に向かって突き進む真っ直ぐな少年だったが、今ではかなり捻くれた性格になっている。
ジュニア大会の時、強引な報道記者に絡まれたがコンコンブルに助けられ、メガリングを貰った。正式な継承を経ていなく後述のようにメガシンカについて知らない事も多いが、その時に「リングを付けている左腕にもうひとつの「脳」や「心臓」ができた」ような継承者として正しい感覚を得ている事からも、十分な素質がうかがえる。
幼少期から観察力・洞察力・判断力・瞬発力に長け、長い引きこもり生活によりそれらの感覚が更に敏感になり、旅に出てからは異常なまでに勘が鋭くなっている。引きこもり中でも衰えないバトルの腕前の一方で、ジュニア大会後は野生ポケモンと触れ合う事もなく、情報源も断っていた為か捕獲は不得意。ガル以降の手持ちは人から譲り受けたり、対話後に加わっている。
ゼルネアス・イベルタルの争いによるアサメタウンの壊滅や、謎の組織・フレア団に狙われた事などにより、ワイ達と共にアサメタウンから旅立つ。外に出るも、序盤は常にワイのさいさいの上に立てたテントの中に籠っていた。尚、ジュニア大会の頃に手に入れた賞金は殆ど手を付けていなく、旅の資金に利用している。
自分のメガリングが発する波長を追跡され行く先々で幾度となくフレア団に襲撃される事となり、当初は力をどうにか隠しておきたいと考えていたが、旅の中で仲間達のエースとして戦ううちに徐々に積極性を取り戻し外に出られるようになり、後手に回り続けている現状を打破しようと考えるようになる。だが、アサメタウンから誘拐されてきたワイの母・サキを含む住人を助けにフレア団と戦った時、メガシンカがバトル中1匹しかできないと知らずにガルとエレクを同時にメガシンカさせようとして失敗し攻撃が遅れ、仲間を危険に晒した上にコルニがキーストーンを奪われた責任を感じショックから倒れてしまった。クノエシティの大樹に引きこもるが、樹を通じて語りかけてきたゼルネアスの声に導かれ、クレッフィが見せた情報でフレア団のアジトを突き止めマチエールとセキタイタウンに潜入、途中ではぐれて単身でフラダリとの戦いに挑み、満身創痍になりながらもゼルネアスの復活に成功した。その後、ワイの手持ちとなったゼルネアスに連れられて脱出。
フレア団との再戦に向けてフラダリのいるポケモンの村へ向かい、フラダリが操るジガルデを倒す為にコルニ・グリーン・カルネ・ワイのキーストーンを借り、五つのキーストーンによる5匹同時のメガシンカを成し遂げフレア団の野望を阻止した。
最終決戦後はメガシンカの継承式に参加する為、シャラシティに向かった。その後、コルニに呼ばれてワイと同行させられる。

ワイ
- 本名：ワイ・ナ・ガーベナ
- 性別：女
- 年齢：12歳（第12章）
- 出身地：カロス地方・アサメタウン
- 夢：スカイトレーナーになること
- 代名詞：翔ぶ者
- 手持ちポケモン
- けろけろ（ケロマツ♂→ゲコガシラ♂→ゲッコウガ♂）Lv.48 特性：きずなへんげ 性格：しんちょう 個性：ぬけめがない

- ヤコちゃん（ヤヤコマ♀→ヒノヤコマ♀）Lv.34 特性：はとむね→ほのおのからだ 性格：ゆうかん 個性：こうきしんがつよい

- さいさい（サイホーン♂）Lv.42 特性：いしあたま 性格：てれや 個性：からだがじょうぶ

- ぶいぶい（ニンフィア♀）Lv.48 特性：メロメロボディ 性格：おとなしい 個性：のんびりするのがすき

- そるそる（アブソル♂←→メガアブソル♂）Lv.50 特性：きょううん←→マジックミラー 性格：いじっぱり 個性：かんがえごとがおおい

- ぜるぜる（ゼルネアス）Lv.57（一時的） 特性：フェアリーオーラ 性格：おだやか 個性：ひるねをよくする

ゲーム版『ポケットモンスター X・Y』の始めに選べる、女の子主人公の容姿の内の一つがモデル。一人称は「アタシ」。フルネームは「ワイ・ナ・ガーベナ」で、幼馴染のエックス達からは「ワイちゃん」、サナのみ「ワイP」と呼んでいる。
第12章初登場時はブロンドのロングヘア（幼少期はツインテール、スカイトレーナー訓練校時代はポニーテールにしていた）だったが、コレアのヒトツキに髪を切られた時はミディアムヘア、メガリング習得後はショートヘアとなり、第12章のエピローグではショートボブヘアになった。
サイホーンレーサーの母親を持つが、幼少期に母親からサイホーンレーサーになるよう強要されて育ち、それに反発して本人はスカイトレーナーを目指している。スカイトレーナー訓練校に通うも、有名なレーサーの母親を持ち、先生から注目されているという理由で先輩のミソラやその取り巻き達から嫌がらせを受けていた。引きこもりになっているエックスを何とか外へ出そうと日々説得しているが、その説得はいつも空回りしていた。
気が強い性格で、外へ出ないエックスに対する怒りのあまり家の壁を蹴り飛ばす事もあったが、継承者となってからは感情に任せて暴れないと誓った。直情的ではあるが観察力や記憶力に優れ、5人組の中ではエックスに次ぐ実力者である。また、幼馴染だからという理由で男性陣の前でも平気で服を着替える等、大胆な一面がある。5人組のリーダー格であり、母親の件で意気消沈していた時は全員の心がバラバラになる事もあった。エックスを引きこもりにさせた原因である事から、マスコミを警戒しており、マスコミ以外の信用できない大人やエックスを邪険に扱う者達も嫌っている。今まで自分達の息子を放ったらかしにしたエックスの両親に対しても快く思っていない。
ゼルネアスとイベルタルの争いによるアサメタウンの壊滅や、エックスが謎の組織「フレア団」に狙われた事などにより、エックス達と共にアサメタウンから旅立つ。事件の前日も母親と喧嘩してそれきりになっていた事がずっと心残りだった。普段は毅然とした態度を崩さず旅の中でもリーダー役として5人の先頭に立って行動していたが、シトロンから母親がフレア団に攫われていると聞き落ち込む。そんな中で起きたミソラ達との戦いで迷いを吹っ切り、パキラとコレアの会話を偶然耳にしてフレア団の計画と直前の戦いが洗脳実験だと知る。8番道路でフレア団と交戦し逃げられるも、母親を含むアサメタウンの住民達を救出する。クノエ総合病院で気を失った母親に謝罪と感謝を述べ、フレア団の野望を阻止すると決意する。
セキタイタウンでのフレア団との戦いではジムリーダー達と協力して最終兵器の完全開花を食い止め、直後に伝説のポケモンの1匹であるゼルネアスと心を通わせパートナーとなり、フレア団を撤退に追い込んだ。その後の潜伏生活中にコンコンブルからメガリングを託され、フレア団との再戦に向けてポケモンの村へと向かい、イベルタルの相手をぜるぜるに任せて自身はエックスの戦いをサポートした。
フレア団との最終決戦後は意識を取り戻した母親と再会した。ミソラとは和解しており、「ビビヨニストの素質があるからなれ」と誘われている。

### アローラ地方
第14章に登場。主人公は共に舞台となる場所とは別の出身地である。
サン
- 性別：男
- 年齢：11歳（第14章）
- 出身地：カントー地方・グレン島
- 代名詞：貯める者
- 手持ちポケモン
- エン（ニャビー♂→ニャヒート♂→ガオガエン♂） 特性：もうか 性格：わんぱく 個性：ものをよくちらかす

- ダラー（アローラニャース♂）Lv.59 特性：テクニシャン 性格：きまぐれ 個性：ちょっぴりみえっぱり

- バーツ（ヨワシ♂）Lv.49 特性：ぎょぐん 性格：れいせい 個性：とてもきちょうめん

- フラン（ミミッキュ♂）Lv.55 特性：ばけのかわ 性格：いじっぱり 個性：イタズラがすき

- ドン（ケケンカニ♂）Lv.56 特性：てつのこぶし 性格：ずぶとい 個性：ちからがじまん

- レイ（ツンデツンデ）Lv.61 特性：ビーストチャージ 性格：のんき 個性：からだがじょうぶ

第14章の主人公。ゲーム版『ポケットモンスター サン・ムーン・ウルトラサン・ウルトラムーン』の始めに選べる、男の子主人公の容姿の内の一つがモデル（ただしゲームとは違い帽子を斜めに被っている）。一人称は「オレっち」。
ライドポケモンを使う「運び屋（正しくは配達員）」の少年で、通称「運び屋サン」。拠点とするメレメレ島ではそれなりに有名人だが出身地はカントー地方のグレンタウンで、5年前に曾祖父が暮らすアローラ地方に移住した為、アローラ地方の風物詩には知らないものもある。貯金1億円を目指して運び屋以外でも化粧品製造などの副業をしており、初登場時は足の骨折で「ナマコブシ投げ」のアルバイトをしていた。ムーンを「お客さん」と呼んでいる。
マイペースかつ能天気で天然ボケな性格だが、勤勉で自身の仕事には誇りを持っている。輸送する荷物に対しては慎重に配慮する一方で自身の持ち物には無頓着な所があり、渡されていたポケモン図鑑は思わずロトムが逃げ出すほどに管理が劣悪だった。バトルの実力はククイ博士からもお墨付きを貰うほどだが、仕事や金が絡まない状況ではやる気が激減する。
1億円にこだわる理由は、曽祖父がニャース達と住んでいた島（現在のエーテルパラダイス）を奪ったエーテル財団から買い戻す為である。この島は元々エーテル財団の所有物だったのだが、曽祖父に島を譲った財団の「偉い人」が行方不明になり、アローラに到着する前夜に曾祖父が亡くなった為、元に戻して「エーテルパラダイス」を作ると決定してしまう。引き渡しを担当していたザオボーに、曾祖父の夢だった「ポケリゾート」を自分が果たす為に島を買い取るにはいくら掛かるかと問い詰めた際、口頭で提示された金額が「1億円」だった事が判明する。この経緯から、エーテル財団に対する強い不信感を持っている。
ムーンと共にククイ博士のポケモン研究所に向かう途中、カプ・コケコと出会いバトルとなり、戦闘後「かがやくいし」を手に入れる。ポケモン研究所に到着するも、ポケモン図鑑を粗末に扱ったことやカプ・コケコの発見を知らせなかったことでククイ博士に叱られ、強制的にゼンリョク祭りに出場する羽目になった。稼ぎ時に仕事ができなくなり当初は全く乗り気でなかったが、優勝賞品である「しまめぐりの証」が価値のあるお宝だと見当をつけ換金しようとやる気を出して見事優勝を果たし、カプの怒りを鎮めるために4島を巡るトレーナーに選出される。決勝戦でグラジオのタイプ:ヌルに追い詰められた時、かがやくいしが放つ光とエンが繰り出した強力な攻撃の影響で気絶し、眠ったままククイ博士のヨットに乗せられて島めぐりの旅に出る。
当初は島めぐりに反対していたが、ハラから「幻のきのみをカプ達に届けてほしい」「仕事にかかる費用は自分達が受け持つ」「報酬を出す」と説得され、カプ達にきのみを届けながら島めぐりをする事になった。アーカラ島での試練を達成するが、カキがスカル団に襲われたと聞き、メモリアルヒルに向かった。グラジオ戦ではカヒリを通じてハラからZリングを手に入れ、"ダイナミックフルフレイム"でタイプ：ヌルを退ける。カプ・テテフの怒りを鎮め、幻のきのみを渡した。ウラウラ島に向かう途中の海でハギギシリの襲撃に合い、バーネット博士と共に直前に合流していたリーリエと共にウラウラ島に漂着する。
スーパー・メガやす跡地での「試練」の後でジーナとデクシオからジガルデ・セルの回収を依頼され、ポータウンでの異変を感じて現地へ向かうとムーンやキャプテン達と合流し、因縁のあるエーテル財団がUB出現の黒幕である事を知り、グズマがウツロイドに拉致された後に国際警察から接触され、UBの情報提供と引き換えに600万円を請求し、遂に1億円を稼ぐ目処が立つ。人間のせいでUBという脅威がアローラに現れた以上、人間である自分がカプに「このきのみで怒りをお鎮めください」と頼むのは筋違いだと苦悩するが、人間として危機をくい止める責任があるとムーンに諭される。ポニ島ではきのみを盗んだケケンカニに殴られて身動きできない重傷を負ったがハプウに助けられ、カプ・レヒレからしまクイーンとして認められた彼女と共にポニの大峡谷にある「さいだん」を目指す。そして、道中でグラジオ・リーリエ兄妹と再会すると、4島から集まってきたカプ達によって「さいだん」へと連れて行かれ、リーリエが持っていた「たいようのふえ」を吹きコスモウムを進化させる。しかし、戦闘よりもポニのさいだんでリラが連れて来ていたザオボーとの交渉を優先して、今ある9700万円分だけ先払いして残りも支払うと宣言したが、ザオボーは本気ではなかったばかりか交渉自体を忘れかけており、すでに「エーテルパラダイス」は完成し、返したとして元の島に戻すにも1億円では足りないと言われる。直後、現れたネクロズマによってソルガレオと共にウルトラスペースへ吸い込まれた。
そして追いかけて来たムーンとウルトラディープシーで半年間を過ごすことになるが、ウルトラ調査隊との遭遇を経て、ルナアーラを吸収したネクロズマを追ってアローラのラナキラマウンテンに帰還。ジガルデ・セルから戻ったジガルデ・パーフェクトフォルムや復活したソルガレオ・ルナアーラとウルトラネクロズマに挑み、弱らせる事に成功。ウルトラ調査隊のアマモの捕獲を見届ける。
その後、カキをパートナーにして事業を拡大、更に元スカル団の従業員を2人雇い、ポケリゾート建設費用の為に働く。尚、ポニのさいだんで飛び散った1億円は全額戻ってきた。

ライドポケモン
サン自身の手持ちではなく、ライドギアに付いているボール型の装置を介して転送されてくるポケモン達で、普段は牧場などで生活している。
ケンタロス ラッシュ

バンバドロ ダッシュ

ラプラス スイム

サメハダー ジェット

ムーランド サーチ

カイリキー プッシュ

ムーン
- 性別：女
- 年齢：11歳（第14章）
- 特技：弓術
- 出身地：シンオウ地方
- 代名詞：調合（つく）る者
- 手持ちポケモン
- モクロー♂→フクスロー♂→ジュナイパー♂ 特性：しんりょく 性格：のんき

- アゴジムシ♂→デンヂムシ♂ 特性：むしのしらせ→バッテリー 性格：むじゃき

- アローラベトベター♂→アローラベトベトン♂ 特性：どくしゅ 性格：のうてんき

- ヒドイデ♀ Lv.35 特性：ひとでなし 個性：ようき

ゲーム版『ポケットモンスター サン・ムーン・ウルトラサン・ウルトラムーン』の始めに選べる、女の子主人公の容姿の内の一つがモデル。一人称は「わたし」。
届け物を預かってシンオウ地方からアローラ地方にやって来た少女。学者の家系で、薬学に習熟した優秀な薬剤師。6歳で博士号を取得し、「ミス・ポイズン」とあだ名が付いた。薬学に興味を持つ前は「防毒」「解毒」なども研究しており、あらゆるポケモンにどくタイプを付与する実験も行っていたらしく、薬の原料であるきのみに非常に詳しい。弓矢の名手でもあり、鏃にモンスターボールや道具をつけて遠距離からの援護に活用する。
初登場時は黒髪のショートボブヘアだったが、ウルトラスペースでの半年間でミディアムヘアとなり、『ウルトラサン・ウルトラムーン』の女の子主人公の格好に着替える。エピローグではロングヘアーとなっていた。
「作れない薬はない」と自賛する自信家だが冷めた性格で（サンからは「なんか暗い」と言われている）、理論的でないことには否定的な反応をする。一見、強気な性格に見えるが、精神面では打たれ弱く、時には泣いてしまう時もある。昼よりも夜が好きな為かアローラの風土は苦手らしく、連れていたロトムにも愚痴をこぼすほど。バトルの実力もあるがアローラ地方初心者であるため現地のポケモンやリージョンフォームのポケモンに関する知識は不十分。また、公平性を重んじ触れられたくない性格でもある。
初対面でサンに言われた事から「運び屋さん」と呼んでいる。アローラ地方のメレメレ島に着いて早々、アルバイト中のサンにナマコブシをぶつけられて服を台無しにされてしまう。マイペースなサンに対して当初は突っ込んでいたが、短時間であまりにボケる彼に疲れて突っ込む気力を失いつつある。サンの事は友人ではないと言っているが、怪我の絶えない彼を無料で治療している。
元々はプラチナの父親の元で研究員として働いていたが、自身の不注意で助手をしていた姉のポッチャマを毒状態に犯してしまい、その毒の治療に必要なきのみと鱗粉を手に入れる為、ロトムの移送を兼ねてアローラ地方に向かった。アローラ地方のメレメレ島に着いて早々サンと出会い、彼の案内でククイ博士のポケモン研究所を訪ねロトムを提供した。その翌日のゼンリョク祭りでしまクイーンのライチの手伝いをしてリーリエと出会い、オニスズメに襲われるコスモッグを助けようとして吊り橋から落ちるが、カプ・コケコに助けられた。リーリエから事情を聞き、代理としてゼンリョク祭りに参加。毒を使った戦法でグラジオのポリゴンを追い詰めたが、敗北した上に非論理的な事を言われて落ち込んでしまう。
島めぐりをするサンのサポートに、ククイ博士からロトム図鑑とモクローを貰った。アーカラ島ではマオと共にシェードジャングルできのみを探していた際、カプ・テテフとデンジュモクに遭遇。旅の目的の一つでもあったカプ・テテフがばら撒いた「鱗粉」の採取に成功する。
ククイ博士のヨットでウラウラ島に向かう途上、就寝中に船が転覆してエーテル財団に保護され、ククイ夫妻より先にスカル団の本拠地があるポータウンへ向かいサンと合流。そしてアローラに脅威を招いたのが他ならぬ人間である事に悩むサンを諭し、ズガドーンを撃退したカプ・ブルルに「人間が責任を持ってアローラの危機をくい止め、平穏を取り戻す」と宣誓し、約束として幻のきのみを捧げた。ポニ島では先行したサンとはぐれたため、医療従事者としてリラに同行し、ザオポーを追ううちにポニのさいだんに辿り着くと、ハプウが持っていた「つきのふえ」を渡され、これをサンと共に吹いてコスモウムを進化させる。ネクロズマによって異世界へ攫われたサンとソルガレオを追ってウルトラディープシーに突入するが、一緒にきたはずのルナアーラとはぐれ、元の世界に帰還する方法も分からないまま半年が過ぎる。精神的にも追い詰められていたが、ウルトラ調査隊との遭遇を経てアローラに帰還を果たす。サンとはラナキラマウンテンの別の場所に落下して気絶していたがエーテル財団に捕まり、ザオボーに触れられたくない過ちを煽られるが、グラジオの手助けで脱出し人間用の「なんでもなおし」を作り、ルナアーラに連れられてラナキラマウンテンの最終決戦の場に向かい、戦闘不能になっていたソルガレオを「げんきのかたまり」で復活させ、サンやジガルデと共にウルトラネクロズマを撃破した。
全てが終わった後はポッチャマの治療に一度シンオウへ帰るが、ルザミーネやネクロズマの治療でアローラへ戻る準備を進める。

### ガラル地方
第15章に登場。
創人
- 本名：剣創人（つるぎ そうど）
- 性別：男
- 背番号：808
- 手持ちポケモン
- スティックン（サルノリ♂→バチンキー♂→ゴリランダー♂・キョダイマックス） 特性：しんりょく

- ランスン（ガラルカモネギ♂→ネギガナイト♂） 特性：ふくつのこころ

- テッコツン（ドテッコツ♂） 特性：こんじょう

- グンバイン（ヤレユータン♂） 特性：テレパシー

- ステッキン（バリコオル♂） 特性：バリアフリー

- アーマン（ダクマ→ウーラオス・れんげきのかた） 特性：せいしんりょく→ふかしのこぶし

第15章の主人公。ゲーム版『ポケットモンスター ソード・シールド』の始めに選べる、男の子主人公の容姿の内の一つがモデル。シリーズ初の名前が漢字の主人公である。一人称は「ボク」。シルドミリアからは「そーちゃん」の愛称で呼ばれる。
実家はポケモンの持つ身具の手入れを仕事にしている一子相伝の元刀鍛冶の家系で、ポケモンの得物の手入れを行う身具職人（しんぐマイスター）。亡くなった父を師匠に手入れの技術を学んだ。基本的に温和で大人しいが、身具の手入れの時は人が変わり周りへの配慮が吹き飛ぶ。困難で不利な状況でも戦況を冷静に見極め、的確な指示を出す事ができ、観察力に優れている。
1年前、伝説の「くちたけん」と「くちたたて」を見ようと立ち入り禁止の「まどろみの森」に行った時に、森に落ちたねがいぼしを追っていたシルドミリアと森に忍び込み、ザシアン・ザマゼンタの幻覚を見る。だが、その際にシルドミリアが手持ちを失い、責任を感じて取り戻すまで協力すると決め、それ以来一緒にマグノリア博士の助手をしている。
元々はガラル地方出身者にしては珍しくダイマックスやジムチャレンジに興味が薄く、シルドミリアと知り合うまでマグノリア博士や委員長のローズも知らなかった。公式戦やダイマックス同士の戦いは初心者で、身具を持たないポケモンへの興味と知識も乏しいが、チャンピオンのダンデからジムチャレンジの推薦を受けるだけの実力者である。
ジムチャレンジに挑戦した動機は、鍛えた身具がどれだけバトルに通用するか確かめる為、そして鍛えて実力をつけ、もう一度「まどろみの森」に行って剣と盾のポケモンと戦う為である。旅の中で「くちたけん」「くちたたて」の形状が建国神話に登場する英雄の武具に似ていると気づき、ブラックナイトと呼ばれる災厄との関係にも迫っていく。
ダンデの推薦でジムチャレンジャーになり、ラテラルタウンのジム戦でオニオンのキョダイゲンガーの口から、亡き「お師匠」こと父親の声を聞き、身具は「バトルで攻めるための道具」ではなく、ポケモンが生きる為に不可欠な体の一部である事を思い出す。
アラベスクタウンのジム戦後、エネルギープラントのトラブルと、パワースポットではないルートナイントンネルでダイマックス現象が報道され、起きた原因を調査した後に次のスタジアムのキルクスタウンに向かう途中、ジムリーダーのメロンにバリコオルの「氷の杖（ステッキ）」の強化と修復を依頼され引き受ける。修復中にメロンの息子でもう一人のジムリーダーのマクワから野試合を挑まれるが手が離せずマナブに代わって貰う。その時、バリコオルと杖から目を離した一瞬のうちに杖とバリコオルをコオリッポの群れに連れ去られ、シルドミリアがペタと出会った氷のステージにたどり着きその場で修復を終えるも、納得いく仕上がりにいかなかったために鍛えた身具とジムで戦う事は叶わず、ファイナルトーナメントの再戦を目指す。その後、ソニアから崩れたラテラルタウンの壁画の中から「2人の英雄」と「剣のポケモン」「盾のポケモン」の彫像が現れたと報告され、隠された意図を感じるもう一つの物証として以前ナックルシティの宝物庫で見た4枚のタペストリーに続く、キルクスタウンにあった5枚目のタペストリーを見る。メロンに勝利した後、スパイクタウンに向かう前にバリコオルと信頼を作るためロトム自転車を水上移動できるアクアモードに改造して貰い、水路の9番道路を一人で進む。合流後、シルドミリアが「くちたけん」と「くちたたて」、ポケモン達を持ち去った2人組を思い出しており、ドータクンとグソクムシャに襲撃されるがスパイクタウンのジムリーダー・ネズに助けられる。スパイクタウンで犯人のソッド・シルディを暴くも逃げられ、襲撃されたソニアからローズと2人組が手を組み災厄ブラックナイトを起こそうとしていると聞いてシルドミリア・ホップ・マリィやジムリーダー達とシュートシティのローズタワーに向かう。オリーヴと戦っていたビートと再会し相手をジムリーダーに任せて最上階にいくがローズはいなく、立体映像で「新たな英雄伝説」を始めると言われた直後に各地からパワースポットの光の柱が上がり、ナックルシティにローズとブラックナイトがいると見て急行する。
道中、キョダイマックスしたカビゴンに10番道路の橋が落とされ、ホワイトヒル駅から運休中の線路を通ってナックルシティに到着。ソニアとダンデ、キバナ・ルリナと合流してエネルギープラント地下に向かい、ローズを問い詰めるもそれはまたも立体映像であり、本人は2人組とムゲンダイナの戦いを邪魔させないため最上階にいて閉じ込められた。2人組が「くちたけん」「くちたたて」を使えず敗北した後、委員長を助けるようにオリーヴに言われて最上階に向かう。ジムリーダーやホップ、マリィがムゲンダイナと戦闘中、ギガ・メガが弾き飛ばされた「くちたけん」と「くちたたて」を持って現れ、手にしたときにムゲンダイナの毒に触れ、復元しようとしたが今までと違い鍛え方などが何も分からず、本気になったムゲンダイナを止めに現れた、本来の持ち主のザシアン・ザマゼンタに渡す事も拒んで独占しようとした。直後、ムゲンダイナに捕まりザシアン・ザマゼンタの"ギガインパクト"がぶつかった後に行方不明になり、その後ドローンロトムの録画映像を調べたことで、ケーシィの"テレポート"のように消えていたと判明。
ヨロイ島に昏睡状態で現れてマスター道場の門下生のクララに解毒剤を飲まされ、師匠のマスタードに事情を聞かれる。自分の行為でガラルの危機を回避できなくなった後悔からシルドミリア・マナブと顔を合わせる事を拒んでいたがマスタードの策で再会して謝罪し、マスタードからダクマを託されみずの塔の修行を経てウーラオスに進化させる。その後、ガラルファイヤーに連れられた時に「くちたたて」を手に入れる。カンムリ雪原に連れられて倒れていたビートを助け、彼が世話になっているピオニーに紹介されるも気に入られず怒鳴られ追い出されそうになったがシャクヤに庇われて動向を許され、ビートを導いていたバドレックス本体と出会う。バドレックスの力を取り戻す事で、残る「くちたけん」の行方を突き止められると聞き、情報を集めて「くろいにんじん」を使い愛馬のレイスポスを呼び出す。力を取り戻したバドレックスが持ってきた「くちたけん」の毒を除去し、ザシアン・ザマゼンタに返しに向かう途中、ブラッシータウンに向かう列車の途中でシルドミリアとザシアン・ザマゼンタに再会し、剣と盾を手に入れて本当の姿を取り戻した2匹を見る。ナックルシティにいたムゲンダイナとザシアン・ザマゼンタの戦いを見届けた後、「くちたけん」「くちたたて」を手に入れてジムチャレンジを続ける意味がなくなったとスパイクタウンでジムチャレンジを棄権し、他地方にいる身具を使うポケモンを探す旅に出る。

シルドミリア
- 本名：盾シルドミリア（たて しるどみりあ）
- 性別：女
- 背番号：303
- 手持ちポケモン
- ビット（ヒバニー♂→ラビフット♂→エースバーン♂・キョダイマックス） 特性：もうか

- キロ（サシカマス♂） 特性：すいすい

- テラ（エレズン♂→ストリンダー♂・ローなすがた・キョダイマックス） 特性：パンクロック

- ペタ（コオリッポ♂） 特性：アイスフェイス

- ギガ（タイレーツ） 特性：カブトアーマー

- メガ（ガラルマッギョ♂） 特性：ぎたい

ゲーム版『ポケットモンスター ソード・シールド』の始めに選べる、女の子主人公の容姿の内の一つがモデル。一人称は「あたし」。周囲には「しーちゃん」の愛称で呼ばれている。
当初は「盾・シルドミリア」と呼ばれていたが、単行本化の際、「盾シルドミリア」に変更された。ソード・シールド編の第4話も「盾シルドミリア」を署名する。
天才的なコンピュータ技師だがせっかちで落ち着きがなく、マグノリア博士から止められる事も多い。ダイマックスに興味を持っており、「ダイマックスシミュレーター」なる立体映像投影装置を自作するほど。また、生まれつき話し声がとても大きく、本気の声量は"ばくおんぱ"と勘違いされる。大声を親から注意されたり、周りから遠巻きにされて孤立する事が多かったある時、悪く言わない創人と出会い友達となる。
1年前、ダイマックスに必要なねがいぼしを追ってまどろみの森に向かった時に、森の中でザシアン・ザマゼンタの幻覚を見る。森の奥で不用意に「くちたけん」と「くちたたて」に近づき、発生した光の衝撃によって失神、その上に手持ちを入れたボールを全て吹き飛ばされて紛失してしまう（旅の中でソッド・シルディ兄弟による窃盗だった事を思い出す）。その後、手腕を買われてマグノリア博士の助手になり、行方不明の手持ちを探している。
元々マグノリア博士の助手になりたいと思い勉強していたので、ポケモンに関する膨大な知識を持っているのだが、手持ちとはぐれたショックからか無意識に知識の引き出しに鍵をかけてしまい、思い出せなくなっていた。だが、再会を機に徐々に鍵が外れてきているらしく、なかば無意識に知識を披露する場面が増えている。
ダンデの推薦でジムチャレンジャーになり、手持ちを探している話を広めて情報を集める目的でポケモンリーグ出場を目指す。バウタウンのジム戦後、手持ち1匹で戦い続ける事に限界を感じていたが、ホップのおかげで再会したキロの活躍で次のエンジンシティやラテラルタウンのジム戦で勝利する。しかし、アラベスクタウンのジム戦でポプラに敗北し、ジムチャレンジは5つ目までとなった。
その後、報道されたダイマックス現象と「ダイマックスシミュレーター」との関係を疑われる危険を避けるため変装して調査する。ラテラルタウンの彫像と、宝物庫やキルクスタウンのタペストリーからまどろみの森であった事を思いだし、ポケモンを奪われた不安と心配になっていた怒りで激昂、手がかりをつかんだソニアと合流しようとしたが連絡が途切れてしまう。直後に残りのギガ・メガを持ったドータクンとグソクムシャに襲撃され、スピーカーの声から犯人と確信、ネズが回収した中身が空のソニアのカメラで気を引いているうちに、取り出していたメモリーカードの中身のデータを解析中に再び襲撃される。スパイクタウンで暴かれた犯人のソッド・シルディの多くの迷惑に人やポケモンを晒しながら悪びれない態度に攻撃しようとしたがニダンギルに生気を吸われ、ネズに助けられるが逃げられる。また、まどろみの森で記憶を失った原因がニダンギルだと判明し、2人組が「英雄の血族」と言っていてザシアン・ザマゼンタに代わる英雄になろうとしていた言動を思い出す。
エネルギープラント最上階で、2人組のポケットから落ちていたギガ・メガが「くちたけん」「くちたたて」を持ってきた事で、遂に全ての手持ちと再会する。創人が消えた原因を探る為にマクロコスモス社のスーパーコンピューターを借りて創人が直接触れていたムゲンダイナの毒の成分と、「くちたけん」「くちたたて」の形状の金属を検索し、ヨロイ島とカンムリ雪原に手がかりを見つけてオリーヴから「ヨロイパス」を受け取り、マナブとヨロイ島へ向かう。到着してすぐ、マスター道場のクララに出迎えられたが、新しい門下生と思われてバトルを挑まれる。創人と再会した後はマスタードの課題で創人の修行を応援し、ガラルファイヤーに攫われた後は帰りを待ちながら修業をしてガラルサンダーに攫われていたマリィを探しに来たホップと合流する。
創人がカンムリ雪原から帰ってきた時はガラル本土で強力なブラックナイトが発生しナックルシティに向かう。ジムリーダーやライバル達の協力もありザシアン・ザマゼンタに「くちたけん」「くちたたて」が戻り、「自分が鍛えた、『くちたけん』と『くちたたて』の真の力を見たい創人の夢を応援する」目的を達成。その後はローズが持っていたガラルのエネルギー資源の資料をオリーヴから預かってブラックナイト事件の真相とガラル粒子の事を知り、更に歴史に埋もれていた「王族」に関する資料が大量に出てソニアの助手に選ばれ多忙な日々を送る。

### パルデア地方
第16章に登場。
バイオレット
- 本名：バイオレット・ラング
- 性別：男
- 手持ちポケモン
- ホゲータ♂→アチゲータ♂ LV.24 特性：もうか

- マメバッタ♂（テラスタイプ：むし）→エクスレッグ♂ LV.25 特性：むしのしらせ

- パルデアウパー♀→ドオー♀（テラスタイプ：いわ） LV.23 特性：どくのトゲ

- ミニーブ♀→オリーニョ♀ LV.24 特性：はやおき

ライドポケモン
ミライドン
第16章の主人公。ゲーム版『ポケットモンスター スカーレット・バイオレット』の始めに選べる、男の子主人公の容姿の内の一つがモデル。名前が第2バージョンの男性主人公は初。ネモからは「王子さま」と呼ばれている。グレープアカデミーの男子学生で、学年は1年生。家族構成は父・母。
「スピード王子」を自称し、尊大な口調で話す。一人称は「余」。ミライドンと共に「最速」を目指しており、強化する「秘伝スパイス」を求めている。手持ちにニックネームは付けていない。
瞳の色は緋色で、名前のバージョン名の色（すみれ色）とは逆である。先入観と固定観念に縛られるタイプであり、ペパーとは異なり、ネルケの正体がクラベルと気付いていない。
スカーレットの事はネモ同様、「レッティ」と呼んでいる。
相手の事は基本的に「その方」と呼ぶが、交流のある相手は「お前」と呼ぶ。ペパーの事も当初は「その方」と呼んでいたが、交流を深めてからは「お前」と呼ぶようになった。
スカーレット
- 本名：スカーレット・コイト
- 性別：女
- 手持ちポケモン
- ニャオハ→ニャローテ

- ピカチュウ♀ （テラスタイプ：ひこう）

- タマンチュラ 特性：ふみん

- イルカマン 特性：マイティチェンジ

- カルボウ→グレンアルマ

ゲーム版『ポケットモンスター スカーレット・バイオレット』の始めに選べる、女の子主人公の容姿の内の一つがモデル。一人称は「わたし」。名前が第1バージョンの女性主人公は初。原作絵と比べると、目付きが非常に鋭い。バイオレット、ネモからは「レッティ」と呼ばれている。
1話から登場しており、当初はヘルメットで素顔と正体を隠していた。
彼女のパートナー兼主力のニャオハは、クラベルから貰ったグレープアカデミーの研究室出身の個体である（バイオレットのホゲータ、ネモのクワッスとは同郷）。
グレープアカデミーの女子学生で（正式な入学では無く、成績優秀と偽造してアカデミーに潜り込んでいる）、学年は1年生。ネモの次に成績優秀な女子生徒と言われている。
トレジャーハンターを生業としており、「災いのお宝」の情報を求めている。バイオレット同様、手持ちにニックネームは付けていない。瞳の色はすみれ色で、バイオレット同様、名前のバージョン名の色（緋色）とは逆である。
食いしん坊で空腹に弱く、美味しいものに目が無い。ネモに対してはつっけんどんな対応をしており、彼女を一度も名前で呼ばず「お前」呼ばわりしているが、9話からは「バトルの事しか頭に無いので、警戒する必要が無いから」と警戒しなくなり、11話ではネモから「ライバル兼友達」と言われた事を否定しなかった。そして15話では本人の前ではないが、ペパーに対して、「ネモ」と名前で呼んでいた。
スター団と関わりがあり、グレンアルマは1年前に行き倒れていた所を助けられたメロコ達から貰ったカルボウで、「イワイノヨロイ」と共に譲り受けている。

## ポケモンリーグ関係者

### ジムリーダー
カントー・ジョウト・ホウエン・シンオウ・イッシュ・カロス・ガラル・パルデア、それぞれの地方の各地において8ヵ所ずつあるポケモンジムの責任者で、各々にトレーナーバッジを配る権限が与えられている。ジムリーダー達は各協会に支給される「スーパーボール」を、捕獲・携帯用に使用している。ガラル地方では個人の個性に合わせたボールを使用する。

### しまキング・しまクイーン＆キャプテン

#### しまキング・しまクイーン
ハラ

ライチ

クチナシ
手持ちポケモン：アローラペルシアン♀
ウラウラ島のしまキング。あくタイプの使い手。Zリングを所有しており、「Zワザ」の使い手でもある。能力を高めてから攻撃する戦法を得意とする（アーカラ島のしまクイーン・ライチからは「いちいち回りくどい」と指摘されている）。
常に気だるそうにしているが実は元国際警察官で、在職中のリラ・ハンサムとは現在も交流がある。以前就いていた職業柄からグラジオに違和感を持つ等、人を見る目がある。
サン・ムーンがウルトラホールで行方不明になった半年間は、各島のキャプテン達の修行の稽古をつけていた。

ハプウ
手持ちポケモン：バンバドロ、トリトドン、ゴルーグ、フライゴン
ポニ島のしまクイーン。じめんタイプの使い手。ポニ島の先代しまキングの孫娘であり、亡き祖父を尊敬している。
サンより小型な少女だが、老人のような言葉使いで話す。「実力を身につけるために長い旅を続けてきた」との事で、ケケンカニに統率されるマケンカニの群れをバンバドロだけで制圧する。他のキング・クイーン達によってしまクイーンに推薦され、カプ・レヒレに認められて「かがやくいし」を授かり感激のあまり号泣する。
ケケンカニに襲われて大けがを負ったサンを救助し、一緒にポニのさいだんがある大峡谷へと向かった。半年後のUB戦でスイレンと共闘し、ズガドーンを倒す。

#### キャプテン
カキ
手持ちポケモン：アローラガラガラ、リザードン
アーカラ島のキャプテンの一人。ほのおタイプ使いの少年。
ダンサーを目指していて留学する為にスーパー「メガやす」でアルバイトをしている。同じアーカラ島キャプテンのスイレン・マオと行動する事が多い。
初めはカントー地方出身にもかかわらず島巡りに選ばれたサンをよそ者扱いしていたが、仕事に誇りを持っているサンの言葉でバイトの無断欠勤に気付き、気付かせてくれたサンと一気統合する。カプ・テテフから授かったZリングを所有していたが、グラジオによって破壊される。サンにホノオZを託し、「ゼンリョクポーズ」を伝授する。その後ウラウラ島の「ポータウン」でアセロラや他のキャプテン達と合流し、スカル団のアジト「いかがわしきやしき」に乗り込むも、ボスのグズマが召還したUBに襲われ交戦する。
その後、ライチにZリングを修復して貰い、半年後のUB戦でマオと共闘しフェローチェを倒す。
事件後はサンの運び屋のパートナーとなり、夢のための資金集めに邁進している。

スイレン
手持ちポケモン：オニシズクモ
アーカラ島のキャプテンの一人。みずタイプ使いの少女。
丁寧な言葉使いで話すが、怒ると人格が変わる一面を持っており、妹達から「怖い」と評されているらしい。
スカル団との交渉の際には先陣を切ってアジトへ突入するが、UBに襲われる。半年後には特訓を経てハプウと共にズガドーンを倒す。

マオ
手持ちポケモン：アママイコ♀→アマージョ♀
アーカラ島のキャプテンの一人。くさタイプ使いの少女。
明るい性格で料理が得意。実家はアイナ食堂。ムーンをシェードジャングルに案内する。
スカル団との交渉の際には怒ったスイレンを止めきれず、イリマやアセロラに助けを求める。半年後には特訓を経てカキと共にフェローチェを倒す。
事件後は実家で新メニューのZ定食スペシャルを開発し、マラサダとエネココアの店を出そうとしているハウからレシピの相談を受けている。

イリマ
手持ちポケモン：ヤングース→デカグース、アローラコラッタ
メレメレ島のキャプテン。ノーマルタイプ使いの少年。
半年後のUB戦でマツリカと共闘し、デンジュモクを倒す。

アセロラ

マーマネ
手持ちポケモン：トゲデマル
ウラウラ島のキャプテン。でんきタイプ使いの少年。従兄弟のマーレインとは「マーさん」「マーくん」と呼び合っている。発明が得意だが、成功例が少ないので他のキャプテンからはあまり頼りにされない。
アローラ地方の島の人々をUBの被害に遭わないよう、ナッシーバスで展望台に避難させる。
半年後にはマーレインとキャプテン・キング・クイーン達を送り届ける飛行艇を製作し、UB戦ではマーレインと共闘しウツロイドを倒す。

マツリカ
手持ちポケモン：アブリボン
ポニ島のキャプテン。フェアリータイプ使いの女性。画家でもある。非常にのんびり屋でつかみ所がない。スパムむすびが好物。
招集メールを受け取ってポニ島に帰ってきたが、そのメールは半年前に出された物で、そもそも集合場所はポニ島ではなくナッシーアイランドでありかなり遅れて他のキャプテン達と合流した。途中、ウルトラスペースから投げ出されやつれていたグズマを救護テントに運んだ他、旅の途中のどこかで死んだと思われていたモーンを発見している。
UB戦ではイリマと共闘しデンジュモクを倒す。

### 四天王・チャンピオン
各地方のポケモンリーグはそれぞれ別に存在し、そのあり方も大幅に異なる。尚、ガラル地方には四天王が存在しない。

### ポケモン協会理事
「ジョウト・カントーポケモン協会」理事
「ポケモン協会」のカントー及びジョウト地方のトップ。回を追うごとにどんどん髪の毛が薄くなっている。レッドのジムリーダー就任試験の際に、あわや大惨事という問題を起こしたり、オーキド博士の孫でありポケモンリーグ準優勝者というポケモントレーナーとしては有名であるはずのグリーンの経歴を知らず、元ロケット団であったマチス・ナツメの処分を全くもって行わないなど、あまりにも大雑把な運営をしている模様。ただし、ジムリーダー業務を長期に渡り放棄したキョウとサカキから権利を剥奪したり、グリーンの事を知ると共に実力を認め、体調不良のレッドに代わる新たなトキワジムリーダーに任命したり、仮面の男事件でいち早く犯人をジムリーダーと絞り込み、ゴールド・クリスタルをジョウト・カントー地方の全ジムリーダーが揃うポケモンリーグに送り込むなど、正しい対処もしている。
他地方のポケモン協会理事と顔が似ている。
協会の管理ポケモン
第3章でレッドのトキワジムリーダー就任試験を担当。
クヌギダマ×2
1番手・3番手。
フォレトス×2
技："こうそくスピン"・"まきびし"
2番手・4番手。
マリルリ
技："うずしお"
5番手。
ポリゴン2
技："ロックオン"
6番手。
「ホウエンポケモン協会」理事
「ポケモン協会」のホウエン地方のトップ。他地方の理事に顔がやや似ているものの、彼らとは対照的に威厳を持ち、処分も厳しく行う。巨大なアフロヘアーが特徴。
かつて、ジョウト地方の研究棟にレックウザを操る「翠色（みどりいろ）の宝珠」の製造を依頼しており、グラードン・カイオーガが激突する事態に備えて、レックウザを切り札にできるよう計画していたが、ボーマンダの乱入によって脱走し計画は頓挫する。その一件を自らの責任と言うセンリに対して、逃げたレックウザの捜索を命じた。
「シンオウポケモン協会」理事
「ポケモン協会」のシンオウ地方のトップ。ダイヤ達のプラチナのジム戦への介入を度々阻止しようとしたが、徐々にあきらめ気味になった。方向音痴。第7章ではポケモンジム入口の銅像を通じて会話するのみで、本人の登場はなかった。
第8章でようやく本人が登場した。顔は他地方の理事とほぼ同じだが、ソフトクリーム状に結い上げた髪とトレンチコートが特徴的。やりの柱の事態を収拾したダイヤ・パールに感謝し、伝説のポケモンの調査に自ら協力を申し出た。ダイヤ・パールと「厚着男子トリオ」を結成しようとしている。

## バトル施設リーダー

### フロンティアブレーン
バトルフロンティアはジョウト地方・ホウエン地方・シンオウ地方に存在し、各施設のトップに君臨するフロンティアブレーンが存在する。ホウエン地方はエニシダがオーナーを務めているが、他地方のオーナーの存在は明かされていない。また、作中ではジョウト地方からシンオウ地方に移転した描写がある。

### その他バトル施設リーダー
ノボリ＆クダリ
手持ちポケモン：ギギギアル（ノボリ）、アイアント（クダリ）
ライモンシティのバトルサブウェイで「サブウェイマスター」を勤めている、双子の兄弟。車掌も担当している。
ホワイト曰く「ロボットみたいな人」。ノボリは丁寧な口調で話し、クダリはやや幼く歯に衣着せぬ口調が目立つ。ホワイトの修行に付き合いカナワタウンやヒウンシティに連れて行った。

バンジロウ
手持ちポケモン：チャオブー、フカマル♂→ガバイト♂、メラルバ→ウルガモス
トレーナーズスクール75期生・E組・出席番号6番。入学式の日にラクツ・ヒュウ・ペタシに教室内でポケモンバトルを挑み、教室の破壊と乱闘騒ぎで停学処分を言い渡されており、その間はシズイの元に身を寄せていた。
復学の日にクラスメイトがヒウン音楽祭に行った事を知り、追いかけたヒウンシティが氷漬けにされ倒れていた学友を救助した。事件終盤ではNの城へと駆けつけ、城の炎上時には「ちかい」の9体合体技で鎮火を行った。
イッシュ地方のチャンピオン・アデクの孫であり、髪形や数珠つなぎのモンスターボールが似ている。

ルミタン
カロス地方・キナンシティにある「バトルハウス」のオーナー・バトルシャトレーヌ四姉妹の長女。川に流されていたカツラを助けた。
ラジュルネ
四姉妹の次女。
ルスワール
四姉妹の三女。
ラニュイ
四姉妹の末っ子。

## ポケモン研究者
オーキド博士（オーキド・ユキナリ）

手持ちポケモン
- ラキっち（ラッキー♀）Lv.60 特性：しぜんかいふく 性格：やんちゃ

- ガルっち（ガルーラ♀）Lv.53 特性：きもったま 性格：なまいき

- オニっち（オニスズメ♂→オニドリル♂）Lv.51 特性：するどいめ 性格：がんばりや 個性：まけんきがつよい

- オドっち（オドシシ♀）Lv.55 特性：おみとおし 性格：おだやか

- レディっち（レディバ♂）Lv.49 特性：むしのしらせ 性格：おくびょう

- ドードリオ

マサラタウン在住のポケモン学の権威で、グリーンとナナミの祖父。各章の様々な主人公達を送り出した。ポケモン図鑑を作る事が若い頃からの夢で、現在もしばしば図鑑の改良を行っている。主にノーマルタイプのポケモンを使用。カントーとジョウトに研究所を持っている。
若い頃は共にポケモン研究を行ったキクコ・ジョウト地方の育て屋夫婦・ガンテツ・ヤナギとは仲が良い親友だった。かつては凄腕のトレーナーで、第1回ポケモンリーグでキクコを破って優勝した過去を持ち、第9回ポケモンリーグではドクターOという名で出場してオニっち（オニスズメ）1匹でブルーに勝利する活躍を見せるが、研究所内に何度も敵の侵入を許し誘拐されたり、最近（第3章時点）は野生のマグマッグを捕獲できないなど、老齢ゆえの衰えも見せている。
第1章では強くなる方法を知る為に研究所に忍び込んだレッドを悪人と勘違いし、問い詰めた際に研究所のポケモンに逃げられてしまった。その後はトキワシティまでレッドと共に行動し逃げ出したポケモンを全て回収する。その際のポケモンに対する姿から誤解が解け、フシギダネと図鑑を渡した。ポケモンリーグでは研究所からゼニガメと図鑑を奪ったブルーが、数年前に行方不明になった少女である事に気づき、何故盗みを働いたか知る為に参加した。準決勝でブルーと対決、その戦いで正体を明かされるも勝利する。そして彼女が研究所から盗んだ理由を知ると正式にゼニガメ（この時は既にカメックス）と図鑑を渡した。その後はレッドとグリーンが決勝で戦いたいだろうと思い棄権する（この為ブルーが繰り上げで3位になった）。
第2章ではレッドのピカがボロボロになり帰って来た事から、レッドの敗北を察してカスミに伝える。その直後にやって来たイエローが目的等を話さずにピカを連れて行こうとした為に警戒し、バトルする。その際イエローがポケモンを傷つけないように戦う姿を見て、ピカとレッドの図鑑を手渡した。その後ジムリーダーやグリーンに伝え、この時イエローの事を少年と呼んでいてこの時点では性別に気付いていなかった模様。
第3章ではシルバーに図鑑を取られた事から戦ったゴールドに話を聞きに訪れた。その際にゴールドに図鑑を欲しいと頼まれたが、悪人ではないものの周りが見えなくなるタイプと感じ、資格がないと判断して渡さなかった。しかしゴールドがゴロウのコラッタを助けに溺れかけた姿を見て考えを改め、ポケモンは「相棒」という答えを聞いて特別に図鑑を渡した（この時まではジジイと呼ばれていたが、図鑑を渡すとじいさんに呼び方が変わった）。その後は最終決戦に向かうゴールドに手紙を送った。最後の方では子供が図鑑を貰いに尋ねてきている（おそらくはエメラルド）。
第5章では図鑑をバージョンアップさせようとした所をロケット団に捕まるがレッド達に助けられる。サキによって図鑑所有者が石化した姿を見てブルーの両親にその姿を見せないようにし、石化から助け出す方法を探してジラーチを知る。
第6章ではジラーチ捕獲の為エメラルドをバトルフロンティアに派遣し、クリスタルと共にエメラルドのバックアップに力を尽くす。途中から助っ人としてオダマキ博士に頼みルビー・サファイアと更にゴールドも呼び出しバトルフロンティアに送り込む。なお、クリスタルとエメラルドがいたポケモン塾の施設を瞬く間に改装するくらいの資産は持っている様子である。
第8章では、シンオウポケモン協会からの依頼でプルートメモの解読に協力した他、マイの手紙を胸が潰れる思いで読み、世の中を作ってきた大人として恥じながら、それでも「希望を捨てないでくれ」とマイにシェイミを紹介し、グラシデアの花を手に入れるように教えた。
第9章では、ロケット団の再興を懸念していた時、ワタルからの接触を受けてゴールドをポケスロンドームに派遣する。
第12章ではナナカマド博士からの連絡を受け、伝説のポケモン達が暴れるカロス地方へグリーンを送り出した。

ウツギ博士
手持ちポケモン：オタチ
ワカバタウン在住の学者で、主にポケモンの「タマゴ」を研究している。少々おっちょこちょいな性格で、シルバーにワニノコを盗まれた事にも最初は気付かなかった。シルバーのニューラによって凍った床に転び、腰と頭を打ってワカバタウン総合病院に一時入院していた。

オダマキ博士
ミシロタウン在住の学者で、サファイアの父親。ポケモン学の権威で、他の博士とは違い外に繰り出してフィールドワークする自己体験型。ルビーの父親であるセンリの親友であり、良き理解者でもある。娘であるサファイアもフィールドワークの手伝いをしており、サファイアの手持ちのえるる（ホエルオー）、とろろ（トロピウス）を貸し与えた。
ルビーとはグラエナに襲われていた時に出会うが、バトルを嫌がる姿に苛々していた（この事は娘に根に持たれる羽目になった）。後にポケモン図鑑とキモリをエメラルドに渡そうとするも、カイオーガの起こした津波に流され会う事もできなかった。
第6章では回想シーンでその事情をエメラルドに説明していた。また、オーキド博士の計画に協力し、ルビー・サファイアをバトルフロンティアに送り込む。

ソライシ
ホウエン地方の自然科学の権威。ハジツゲタウンに研究所を構える。騙されやすく、動きがどこかコミカル。アクア団に利用されてカイオーガ復活の手助けをする。その後、アクア団の基地に捕らわれたがナギ・アスナに救出される。
第13章ではトクサネ宇宙センターの天体観測所に勤務している。

ナナカマド博士
マサゴタウン在住の学者。オーキド博士の先輩で、主にポケモンの進化を研究しており、ベルリッツ氏とハマナを助手としている。常に眼の鋭い怖そうな人だが、実は大の甘党。
ミオシティの学会へ向かうが、上級SHITAPPAの男によってベルリッツ氏と特殊な檻に閉じ込められ負傷する。その後はトウガンの警護の元で療養・研究を行い、回復後に、デンジを除くシンオウ地方のジムリーダーと共にテンガン山のやりの柱に向かう。ダイヤ・パールの実力を評価しており、第7章では正式にポケモン図鑑とポケッチを託し、第8章では直に伝説のポケモンの調査を依頼した。
第12章で再登場、カロス地方で復活した伝説のポケモンにより被害が出ている情報を入手し、オーキド博士に伝えた。

ヤナセ・ベルリッツ
プラチナの母親。プラチナ同様にアクセサリーを作るため、その材料を自らテンガン山の山頂まで取りに行った経験を持つ。
第4章・第6章に回想シーンで登場しており（その時点ではプラチナの母だと公言されていなかった）、第4章の5年前にホウエン地方のポケモン協会に在籍していてジョウト地方にある研究棟でレックウザを研究していた。レックウザを操る為に、人工的に「翠色の宝珠」を製造しようとしていたが途中で挫折し川に捨てる。その欠片は後にエメラルドに渡った。
プラチナにやぶれた世界について調査するようアドバイスし、国際警察（ハンサム）にも手助けを求める。その後、第8章終盤でナナカマド博士達に合流し、ポケモンの「進化」だけでなく「変化」に関する研究の手伝いを申し出る。

ベルリッツ氏
プラチナの父で、ナナカマド博士の助手。大財閥ベルリッツ家の当主であり、15億円もの法外な大金を「微々たる額」と断言できる大資産家。娘の旅を支持し、執事のセバスチャンとは護衛をつける事を条件に合意させた。
ミオシティ滞在中に、パカ・ウージ達の消滅及びプラチナの誘拐（無論これは嘘である）を上級SHITAPPAの男に告げられ、要求通りギンガ爆弾の製作費を払ってしまう。その後、特殊な檻によって閉じ込められたがプラチナと再会。旅を続けるのは危険と見て中止を決め込むが、プラチナの強い意志を受け入れダイヤ・パールを共に戦う者として認めると共に、3人を支援する。その後、ミオシティでトウガンの警護の元で研究・療養を行う。回復後に、デンジを除くシンオウ地方のジムリーダーと共にテンガン山のやりの柱に向かう。

カラシナ博士
カンナギタウンの長老でシロナの祖母。シロナと似た服を着ていて、髪にリーシャンのぶら下がった装飾を挿入している。かなりぶっ飛んだ個性的な性格で、パール曰く「ツッコミどころが多すぎる」人物。カンナギ周辺の地理を熟知しており、ダイヤ達の案内役を買って出る。モーモーミルクが大好物。
トバリシティの隕石は、かつて自分が"りゅうせいぐん"の修行で宇宙から落とした物である。未完成の"りゅうせいぐん"を撃ったシロナを厳しく叱責し、修行を促した。

アララギ博士（娘）
手持ちポケモン：チラーミィ♀
カノコタウン在住の学者・アララギ博士親子の娘。作中の主人公にポケモン図鑑やポケモンを渡す人物としては、初の女性である。
「出発の日」をブラックに台無しにされ激昂し、図鑑とポケモンを託す事をやめようかと考えるが、木に登ったポカを攻撃していたクルミルを撃退する姿を見て認め直した。その後は、チェレン・ベルの壊れた図鑑の修理を行う。
ブラックから初めて連絡を貰った際、リバティガーデン島にいるビクティニの調査を依頼した。
図鑑とポケモンを託す日の前夜、マコモ博士との電話に夢中でツタージャ・ポカブ・ミジュマルの3匹をボールに戻す事を忘れ、3匹が喧嘩をしてポカブが風邪をひいてしまった。また当日は、自分で手渡さず箱に入れて配達員を呼んで届けさせた。その事までNのゾロアに監視されており、父との待ち合わせ場所にいたNにポケモンをモノ扱いしていると冷たく指摘される。

アララギ博士（父）
手持ちポケモン：ミジュマル→（フタチマル→）ダイケンキ
アララギ博士親子の父。娘同様、ポケモンの研究員を勤めている男性。
ブラックが幼少期の頃からポケモン図鑑の開発をしていた。チェレンとベルの壊れた図鑑の修理を娘に協力し、ヒウンシティでベルに推薦されたホワイトに図鑑の1基を渡す。
一年前、娘と同じくツタージャ・ポカブ・ミジュマルの成長を比較して研究しようと思い用意していたが、研究所に侵入したNによって逃がされ、その時にツタージャはNに付いていき、ポカブは後にホワイトが保護した「ぶぶちゃん」だと判明する。ミジュマルは唯一手元に戻り、自分でダイケンキまで育てた。
コバルオン達にポケモンを連れ去られたショーコ、トリッシュの前に現れ、人間同士の戦いがポケモンの命や住処を脅かした過去を話し、アデクと戦い疲れているNを取り押さえようとブラックのブオウ、ホワイトのあまんだにダイケンキを加えた3匹の最終進化形で攻撃を仕掛け、捕らえようとするが逃してしまい、持っていた図鑑を破壊される。その後、Nが操るゼクロムと目覚めたレシラムを使いこなせていなかったブラックの戦いを見て、ハンサムの助けを受けてブラックの図鑑をバージョンアップした。
第11章ではプラズマ団の手に落ちたキュレムの力によって氷漬けになっていくイッシュの為、チェレンと連絡を取ろうとベルとサザナミタウンのマリンチューブに向かう。事件終盤ではNの城へと駆けつけ、城の炎上時には「ちかい」の9体合体技で鎮火を行った。

マコモ博士
手持ちポケモン：ミルホッグ
サンヨウシティに住む研究者の女性。アララギ博士とは大学時代からの親友。
キラキラとした目が特徴で、大声で話す。トレーナーのレポートを集めるシステムを構築しており、ポケモンの見る夢について研究している。ムシャ（ムンナ）から「ゆめのけむり」を貰った。その後はアララギ博士に付き添い、イッシュリーグの会場で「夢」を研究していた。
11章ではアローラ地方の学友バーネット博士とも連携をとりながら研究を進めており、異空間「ポケモンドリームワールド」でならばライトストーンの内部に取り込まれたブラックと接触をする事ができるのではないかという仮説を立てる。そこで夢のエネルギーが最も集まるとされる「ハイリンク」と呼ばれる場所にライトストーンがあると考え、ホワイトを派遣する。

プラターヌ博士
手持ちポケモン：フシギダネ、ゼニガメ、ヒトカゲ♂（一時的）
ミアレシティ在住の学者。
トロバがホロキャスターで撮影した、ゼルネアスとイベルタルの争いの映像をフラダリと共に鑑賞する。エックス達からは悪人ではないと判断されているが、エックスやトロバ・サナからはそのマイペースすぎる言動やフラダリの悪事を微塵も疑わない事等から信用が薄い。
セキタイタウンでの事件後、フラダリがフレア団のボスだと知り、警告を一笑に付した事を謝罪する。その罪滅ぼしにヒャッコクシティでメガシンカの謎を調べる中でエスプリが操るルチャブルに襲撃されたが、エックス達に救出された。
フラダリの敗北後、メガシンカのルーツを探る為、ホウエン地方にコンコンブルと向かう。

ククイ博士
手持ちポケモン：イワンコ♂、ゴンベ♂
アローラ地方在住の学者。研究者としてはポケモンの技が専門。上半身裸の上から白衣を着ているのが特徴で、ムーンにも心の中で突っ込まれている。妻のバーネット博士とはラブラブで、「ハニー」「ダーリン」と呼び合っている。
サンとは友人で、ポケモン図鑑とニャビーを託している。かつて島めぐりを行った経験がある。ポケモンの技を自分自身で受けて体験するのがモットー。
研究者でありながらポケモンバトルも得意で、アーカラ島のロイヤルドームの「ロイヤルマスク」としても活躍している。
起動しなくなったロトム図鑑を修理にコニコシティでムーン達と合流し、メレメレ島に向かう途上の海上でバーネット博士と合流した直後、ハギギシリの襲撃でヨットが転覆してしまい、エーテル財団に救助されエーテルパラダイスに運び込まれる。UBがポータウンに出現すると親友マーレインがいるホクラニ天文台へ向かった。
後にロイヤルマスクの正体をバーネット博士に知られ、「ララン＆ジャラ」のリングネームで夫婦ファイターとしてバトルロイヤルに参加する。

ナリヤ・オーキド
手持ちポケモン：アローラゴローン、アローラゴローニャ
オーキド・ユキナリの従兄弟。アローラ地方のポケモンの生態系を調べている学会の権威。ユキナリと瓜二つだが、髪型が異なり、肌も日焼けしている。
ゼンリョク祭りに招かれ、ハラと共にバトルトーナメントの審判を務めた。
ジーナとデクシオに頼まれてジガルデのリボーンマシーンの完成を手伝い、半年後には彼らやリーリエと共に異空間の裂け目へと向かい、ウルトラスペースから帰還したサンとラナキラマウンテンで再会する。

バーネット博士
アローラ地方在住の学者の女性。パルキアやギラティナのようなポケモンが関わるこの世ならざる領域「異空間」の研究者。プロレス好きでロイヤルマスクのファン。当初は、正体が夫である事は知らなかった。
イッシュ地方に住むマコモと大学時代の友人で、第11章では「ポケモンドリームワールド」に関する研究の連携を取っていた。
3か月ほど前から浜辺で行き倒れていたリーリエを保護し面倒を見ており、リーリエのコスモッグが空に穴を開ける能力がこれと同じものではないかと注目する。リーリエを連れてマンタインサーフで夫と合流したが、直後のハギギシリの襲撃でリーリエと離ればなれになってしまい、エーテルパラダイスで保護された後はリーリエがいるウラウラ島に向かった。
UBにまつわる一連の事件後、マサキの元を訪ねるリーリエに同行してカントー地方へ向かう。
ライドポケモン
マンタイン サーフ

マグノリア博士
手持ちポケモン：ヤバチャ（しんさくフォルム）、ポットデス（しんさくフォルム）
ガラル地方在住の女性学者。特にダイマックスの研究をしており、十数年前にダイマックスのメカニズムを解明したため、ガラル地方では知らない者の方が少ない有名人である。
助手になった創人・シルドミリアと一緒にトラックの「マグノリア号」で旅立つ。運転が好きで、自動運転を使わず自らハンドルを握り、好んで峠や悪路を攻める。

フトゥー博士
パルデア地方のポケモン博士で、ペパーの父親。パルデアの大穴の内部「エリアゼロ」で、研究を続ける科学者。息子との関係はあまり良くない様子。

## ポケモンの預かりシステム開発者
マサキ（ソネザキ・マサキ）
手持ちポケモン：ロコン、コイキング、タマタマ→ナッシー、カモネギ
ポケモン転送・預かりシステムの開発者で、カントー地方（ナナシマ除く）とジョウト地方のネットワーク管理者。若くして数々の教育機関を卒業しているエリートで、加えてポケモン評論家・「ポケモン協会」役員でもある。
コガネシティ出身でコガネ弁（関西弁）で話す。普段はハナダの岬にある小屋に住んでいる。ブルーによってレッド達よりも早くイエローが女だと知っていた。
第1章で転送システムの事故でコラッタと融合してしまい、レッドに助けられ親友となる。その際オニドリルに攫われた事がトラウマになっている。後にイーブイの捕獲を助けたり、ミュウツーの情報を教えるなど、所々に登場してレッドを助ける。
第2章ではロケット団の実験で生態系が変化したトキワの森を調査で訪れた際、川に落ち溺れかけたがピカを連れていたイエローに助けられ、カンナに襲われるもイエローの機転で救われる。イエローと別れて帰宅したものの、ブルーにレッドがピカがいなくなった分をどのポケモンで埋めたか調べて欲しいと頼まれるが、キクコに差し向けられたシバのサワムラーに自宅を襲撃され調べきれなかった。ブルーに助けられるも、成り行きでスオウ島に乗り込み、イエローと合流。更にグリーン達とも合流する。ナツメの運命のスプーンでチーム分けをした際は正直戦いたくなかった為に曲がらず、マチスと組んだ（マチスは戦うつもりはあったが組む相手がいなかった）。マチスと共にシバと戦い、マルマインとタマタマのコンビネーションでシバを追い詰めたが、操られたシバによってマチスが引きずり込まれそうになる。その際にレッドと再会し、助けられた。シバとの対決が終わった後、レッドにイエローの事を教えた。
「仮面の男」事件（第3章）以来ナナミと仲がいいが、グリーンからはあまり快く思われていない様子。第5章では5の島のロケット団倉庫でロケット団員達を倒した事から、実力は一般トレーナー以上である。
第5章ではブルーがデオキシスに襲われた際に彼女の日記を発見し、レッド達に渡す。その後はブルーの事をレッド達に頼まれたが、サカキの存在を知り、レッド達に伝えに行った。その後はレッドがチャクラを倒した後に駆けつけたが、そこで悪者と罵倒され激怒するもレッドに止められデオキシスに襲撃される。その後はマユミとアズサに連絡を取り、デオキシスの秘密を暴いた。
第6章の終盤に出てからはしばらく登場していなかったが、第12章に再登場。同じくネットワーク管理者のクロケアに連絡を取っていた。第13章でも登場し第5章の事件で回収した「ルビー」と「サファイア」が形を変え始め不安を感じレッドに相談していたが、直後にアオギリ・マツブサの襲撃を受けて宝珠を奪われた上に負傷する。

ニシキ
手持ちポケモン：ハネッコ
第5章から登場。マサキの転送システムの研究仲間で、ナナシマのネットワーク管理者。第5章にて、レッド達を助ける為にマサキと共に奔走する。

アズサ&マユミ
第5章に登場。カントー(ジョウト)地方のマサキの転送システムの研究仲間で、ポケモン転送管理センターを姉妹で運営している。妹のマユミは慌てがちで、姉のアズサは冷静な性格。マサキ曰く「天才姉妹」。
アズサは『ポケモンボックス ルビー&サファイア』『ポケモンバンク』に登場しているキャラである。

ミズキ
シンオウ地方の「ポケモンあずかりシステム」 責任者で、パイナップルのように結い上げた髪型が特徴の女性。グリーンの姉、ナナミとは知り合いで、ジムリーダーから託された3匹のポケモンの治療を見守っていた。

ショウロ
マコモ博士の妹。姉の研究の手伝いをしており、いつも袖の長い白衣を羽織っている。姉に対しても丁寧な言葉使いで話す。イッシュリーグの会場で姉の「ゆめ」の研究を手伝った。
容姿はゲーム同様、NPCトレーナーの「じゅくがえり（女の子）」をモデルとしている。第11章ではクマシュンのローブを着て登場。

クロケア
手持ちポケモン：パンプジン（おおきいサイズ）
コボクタウンに住む、カロス地方の預かりシステムの管理人。「いやマジで」が口癖。容姿はゲーム通り、NPCトレーナーの「バッドガイ」に眼鏡をかけている。
強面だが世話焼きな良い人で、不良達を自宅に居候させながらシステム管理を手伝わせ職と住居を提供している。見ず知らずのエックス達5人組に無条件で協力し、ヘリコプターでショウヨウシティまで送り届けた。ケンカ好きでバトルの実力も高い。ゴミ屋敷に住んでいるが、ヘリの不時着で破壊されたボルダリングコースの修繕費を全額払うなど金銭的には余裕がある模様。なお、この事故がきっかけでザクロと親しくなった。
フレア団との最終決戦の前から行方不明になっていたマチエールを探しており、預かりボックスが使用された事を知り仲間達とポケモンの村へ向かい、エスプリとして利用されていると知り、フラダリに一喝してスーツを操る装置を破壊した。
マチエールが疑われた、エクスパンションスーツの事件をトロバと調べてマギアナを知り、無実を証明した。

マーレイン

## 伝説のポケモン・幻のポケモン・ウルトラビースト
僅かな文献でしか語られず、存在さえも不確かとされている幻のポケモンと、各地方において、伝説や神話上で語られる伝説のポケモンがおり、いずれのポケモンも、作中の登場人物や悪の勢力との戦いにおいて重要な立場に置かれている。デオキシスを除いて世界に1匹しか存在せず、ゲームでは作品をまたいで登場する伝説のポケモンも多いが本作品では反映されていない。

## 悪の組織・勢力
各章で図鑑所有者と敵対する悪の組織や勢力であり、第6章を除き集団。

## サブキャラクター
各章での重要人物や物語の本筋にある程度関わる人物、比較的出番の多い人物。

### カントー地方（ナナシマ含む）
ナナミ（オーキド・ナナミ）
手持ちポケモン：ピッピ
グリーンの姉で、オーキド博士の孫娘。第2章で初登場しており、オーキド博士の下で助手をしている。
第3章の「仮面の男」の事件でマサキと仲良くなり、後に助手をしている。第5章現在はマサキの家で留守番している。マグマ団カガリの回想シーンの描写に登場しており、コンテストの腕前を競っていた事もあり、少女期は仲が良かった様子。
第8章でも医者として登場。シンオウのジムリーダー達がプラチナに託したポケモンを治療し、ポケルスを確認する。

ヒデノリ
手持ちポケモン：バタフリー、ニドラン♂、オクタン
釣り人。イエローの伯父で、釣りの腕を仕込み、ドドすけを譲った。
第1章のカントー地方ポケモンリーグでブルーに自身のバタフリーとビードルの交換を迫られた事もある。
第3章ではゴールドが旅先で知り合う。イエローと共に育て屋夫婦に助けられ、しばらく彼らの下に留まる。第3章のエピローグでは、育て屋の仕事を手伝っている描写がある。
容姿のモデルは『金・銀・クリスタル』での「つりびと」。

ポケモンだいすきクラブ会長 （カントー）
手持ちポケモン：ケーシィ→（ユンゲラー→）フーディン、ギャロップ、オニドリル
「クチバシティ」にあるポケモンだいすきクラブの会長。役職通りポケモンが大好き。性格は少し図々しいが、憎めないキャラである。クチバシティを始め、セキエイ高原などに登場している。
当初「ポケモンは可愛がるもの」としてバトルを忌避しており、ケーシィをロケット団に誘拐され行方不明になっていた際、レッドと出会う。事件後ケーシィが監禁中にフーディンに進化していた時は気絶していたが、ポケモンリーグを観戦して以来すっかりバトルに魅せられてしまう。資金稼ぎに猛特訓の末、ギャロップやオニドリルに"ネコにこばん"を覚えさせていた。
容姿は、1998年ごろに小学館の学年誌のポケモンスタンプ（切手）関連の記事に登場した人物に準じており、「"ネコにこばん"を覚えたオニドリルとギャロップ」は当時ポケモンスタンプ関連のプレゼントとして実際に抽選で配布されたものである。

ジュンジ
手持ちポケモン：ゴースト、ウインディ、ラプラス
第2章から登場。グレンタウン出身の「ボーイスカウト」。
2年前、グリーンに偶然出会い、連れ去られた自分のゴーストを助ける為にラプラスを捕まえようとしていた。グリーンと共に無人発電所に潜入して僅かながらキクコのゲンガーの注意をそらし、グリーンを"ゆめくい"の呪縛から救う活躍を見せた。その後はボーイスカウトとなり、グレン島でカツラの特訓の相手をしている。
第3章以降ではアキヒトと共に登場している事が多い。

アキヒト
手持ちポケモン：ガラガラ、ペルシアン、パラス
第2章から登場。レッドのピカを連れ去る為にレッドに化け、イエローと戦った「理科系の男」。かつてはタマムシ大学に通っていたが、教員のエリカに異端児と見なされ追放された過去があり、恨んでいた。
陰に隠れ、不意打ちで相手を仕留める戦術を用いる。ピカを連れ去った後、後を追って来たイエローを苦しめるが、駆けつけた正義のジムリーダーズに取り押さえられ、ピカの反撃を受ける。実はピカを捕まえたのはキクコから受けた依頼で、ジムリーダー達に倒された後は用済みとばかりにキクコに操られたが、グリーンに操り元であるゴースを倒されて救われた。
その後はグレンジムでジュンジに介抱され、意識を取り戻した後オツキミ山で氷漬けのレッドを見つけた事を話した。この出来事がある為、カントーのジムリーダーには頭が上がらない。以降は第3章・第5章共にジュンジと行動しており、性格もかなり丸くなっている。

キワメ
手持ちポケモン
- バクフーン♂ Lv.61 性格：なまいき

- メガニウム♂ Lv.61 性格：なまいき

- オーダイル♂ Lv.61 性格：なまいき

- カイリュー♂ Lv.63 特性：せいしんりょく 性格：なまいき 個性：ケンカをするのがすき

第5章から登場。レッド達がナナシマの2の島で出会ったお婆さん。古来から伝わる草・炎・水の究極技を守っている伝説のトレーナーで、レッド・グリーン・ブルー・クリスタル・ゴールドにその技を授けた。
自宅の道場にある修行の仕掛けの二つは『ファイアレッド・リーフグリーン』のミニゲームが基になっている。本人曰く視力は6.0。錫杖の下部分からはロープが飛び出す。
ホウエンのハギ老人と同い年で仲が良く、ミュウ・ジラーチといった幻のポケモンに関する資料を集めている。
第13章では、ダイゴからの要請によりサファイアとエメラルドへ究極技の指南をする。

### ジョウト地方
ゴロウ
手持ちポケモン：コラッタ
容姿はNPCトレーナーの「たんぱんこぞう」をモデルとしている。「〜でやんす」が口癖。ヤミカラスに荷物を取られたがゴールドに助けられ、友人になる。途中までゴールドと行動を共にしていたが、ポケモンを家に届ける事を頼まれ別れた。後にウツギ博士の助手になった。

ミレイ
手持ちポケモン：ソナぴょん（ソーナンス）、マリルリ
クリスタルの母親で、通称「クリスママ」。娘と同じく「捕獲（ゲット）の専門家（スペシャリスト）」である。子持ちとは思えないような個性的な人柄・ファッションが特徴で、「〜ぴょん」と語尾につける。ミーハーでいつもテンションが高いが、怒る時と普段のギャップが激しい（クリスタルのポケモン捕獲の時と普段のギャップは母親譲りと考えられる）。何かと娘を気にかけて世話をする一方で、迷っている時には敢えて叱咤して立ち直らせている。ガンテツと知り合いで、大量の特製ボールを届ける。
クリスタルのポケモンのニックネームの由来は、指図されて「〜ぴょん」にするように言われた事にある（クリスタル自身は人前でニックネームを呼ぶことが少々恥ずかしい）。
第3章ではソーナンスを放し飼いにしていたが、第9章ではマリルリを放し飼いにして「マリルドール」（雑巾のにおいがするらしい）を抱いている。ジョウトに新しくできたサファリゾーンにジョバンニ塾の子ども達の遠足を引率するクリスタルをヘリコプター（デザインがルリリに似ている）で送り、新しい服装を見立てた。

ジョバンニ
キキョウシティでポケモン塾を経営する講師。「〜デース」という片言の日本語を喋る。驚くとクルクル回転する癖がある。同時に身寄りのない子供を引き取って育てている慈善家である。
多くの子供を抱えすぎて塾はかなり貧乏になり、建物全体が横に傾くほどのオンボロぶりだったが、後に新品同様に改装された。クリスタルはこのポケモン塾でボランティア活動を定期的に行っており、エメラルドが滞在していた時期もあった。悪者にひったくられた金をゴールドに助けられた（ゴールド本人は食べるはずだった煎餅を悪者に台無しにされ、弁償させるつもりだった）。ホウオウ・ルギアを解放させる時も子供達と協力した。
学年誌掲載時とコミックスでは容姿が大幅に異なっている。

ガンテツ
ヒワダタウンに住むボール職人。若い頃、オーキド博士・キクコ・ジョウト地方の育て屋夫婦・ヤナギ達とは仲が良い親友だった。製作したボールは使いこなせるトレーナーにしか渡さない。セレビィを捕獲する特別なボールの作り方が書かれた巻物を持っている（ヤナギは知っていた為に友人には話していた模様）。チエという孫娘がいる。
リングマを狙っていたシルバーに頼まれて「ヘビーボール」を作った。その後ゴールドと出会うが自身のボールを馬鹿にしていた事からよく思っていなかったが、挑発に乗り使いこなせなければ下働きという約束で「フレンドボール」を特別に作った（その後ゴールドはチエにヒメグマを捕まえて賭けに勝った）。ポケモンリーグの会場に居た時に「仮面の男」の襲撃に遭い、巻物を奪われた。
第11章にもトレーナーズスクールの水曜日・2時限目の「ボール学」の担当教師として名前のみが登場している。

クルミ
手持ちポケモン：ドブルくん（ドーブル♂）
ジョウト・カントーで放送されている「コガネラジオ」のDJ。歌手でもあり、ゴールドは彼女の大ファンである。
「オーキド博士のポケモン講座」を代表に、様々な番組に出演している。第10回ポケモンリーグのリポーターも勤めた。「ラプラスに乗った少年」というCDを出しているが、これは昔作られた曲のカバー。
第9章ではポケスロン会場の様子を中継する。ゴールドをトラブルメーカーと称しながらも興味を持ち、彼の試合状況を追ってアナウンスしている。
なお、ゲーム版とは大幅に異なる容姿をしている。

ヒロオ
手持ちポケモン：ヨノワール
コガネラジオのディレクター。思いつきで企画を実行する癖がある。第3章の後、レッド・ゴールドの特訓を聞きつけ、密かにシロガネ山にやってきていた。
第9章でクルミとポケスロンドームの中継に来ていた時、ワタルのカイリューに襲われたがゴールドによって救出される。その後、ゴールドに運転手にさせられてエンジュシティまで連れて行き、4将軍の事件を密着取材しようとアルフの遺跡に向かう。第9章終盤ではテレビ局のプロデューサーに抜擢され、「タウリナーΩ」の企画書を携えて登場する。

育て屋夫婦
預かっているポケモン：ガルーラ♀、ケンタロス♂、アーボ、オコリザル、キリンリキ、ドンファン、オオタチ♂♀×2、ポポッコ♂♀×2、ネイティオ♂♀×2
コガネシティ郊外で育て屋を営んでいる老夫婦。婆さんの方は調子のいい性格で、若いトレーナーを引き留め仕事を手伝わせようとし、「婆さん」と呼ばれると怒る。若い頃は美人のアイドル歌手だった。トレーナーとしてもそれなりの実力を持っている様で、ゴールドにポケモンバトルの基礎を教えた。ゴールドを下に見る者が多い中、骨があるとして認めている。
オーキド博士・キクコ・ガンテツ・ヤナギ達とは昔からの親友であり2匹のラプラスを失い悲しみに暮れていたヤナギに作った「ある曲」が、第3章の最終局面で大きな役割を果たす。
育て屋で発見されたタマゴからトゲたろう（トゲピー）を孵したゴールドと出会い、こき使いつつも修行をつけ、「おうじゃのしるし」を渡してミカンの事を頼む。その後はイエロー達の面倒を見ており、オーキド博士からの手紙をゴールドに届けた。
第9章以降はシンオウ地方のズイタウンに引っ越しており、プラチナにゴールドの存在を話している。

ミナキ
手持ちポケモン：マルマイン、ワタッコ、ゴースト
「スイクンハンター」を自称し、追い続ける青年。スイクンを狙っていたロケット団中隊長のケン・リョウ・ハリーの3人に勝利し、水晶壁の中に入る事ができる「とうめいなスズ」を手に入れる。
手品師のようなトリッキーな戦い方をする。同じくスイクンを追うクリスタルを勝手にライバル扱いする等、少々お騒がせな性格。マツバとは親交がある。クリスタルからは得体が知れないが、いい人で信頼できると評価される。絵はかなり下手。涙もろい。
第9章で再登場。スイクンの情報集めにサファリゾーンでスイクングッズを販売していた。サファリのポケモンとバトルを始めたシルバーに注意していたがラムダに襲われる。戦いの後、シルバーの過去の話を聞いて協力を決め、マツバを紹介する。その後、クリスタルが連れてきたポケモン塾の子供達の引率を引き受ける。事件が終わった後日談ではスイクンを追いかけ回していた。

### ホウエン地方（バトルフロンティア含む）
ミツル
手持ちポケモン：カクレオン、ロゼリア♂、ノクタス、フライゴン♂、チルタリス、ジバコイル、RURU（ラルトス♀→キルリア♀）（ルビー）（一時的）、キモリ♂→ジュプトル♂（エメラルド）（一時的）
病弱だが、ポケモンが大好きな少年。トウカシティでルビーと仲良くなり、RURUを借りて初めてのポケモン・カクレオンを捕獲するが、その時に起こった地震でルビーとはぐれてしまう。その後病気の治療の為、RURU・カクレオンと共にシダケタウンに移り住む。
そして更に空気の良い土地を求めて移り住んだキナギタウンで、カイオーガによるホウエン地方を真っ二つにするほどの大災害に襲われる。この際、後にエメラルドに渡る図鑑とキモリを保護し、センリと再会する。事件収束の為、空の柱でレックウザを目覚めさせようとするセンリに協力した。事件収束後、RURUをルビーに返し、図鑑はオダマキ博士に返せたが、キモリ(特訓時にはジュプトルに進化)はレックウザを目覚めさせる際に空の柱ではぐれた。
性格は温和で、いつも穏やか。ポケモンとの信頼関係を何よりも重要視している。いとこのミチルが姉妹に間違われるほど似ていると発言しているとおり、女性的な顔立ちをしている。病気は空の柱の修行を期に、次第に克服して来ている様子。
第13章では120番道路にある秘密基地を引き払う時にルビー・レックウザを目撃し、ルビーをサポートする。その後はグランメテオΔ破壊作戦にも参加し、迎撃チームの一員として地上で対応に当たった。

ルビーの母
本名は不明で、センリの妻。5年前のジムリーダー試験の時「この人と一緒ならどこへでも行く」と言っているほどセンリに尽くしている。しかし、何かと心配性で息子のルビーが何か問題を起こしたり、直面している場面を見ると気を失うこともある。
作中で引越しトラックを運転している為、大型免許を持っている事が分かる。第4章の終盤では、ルビー・サファイアの合同誕生パーティに、ご馳走を作って待っていた。

カラクリ大王
キンセツシティ郊外に住むカラクリ好きの老人で、カラクリを駆使したメカを操る。牛乳瓶の底のような丸眼鏡をかけている。テッセンとは「テッちゃん」「クリちゃん」と呼び合うほど仲がいい。幻の地下都市・ニューキンセツを探していた。最終超決戦ではニューキンセツの放電マシンを飛行用に改造し、サファイアを手助けする。
エメラルドのマジックハンドやブーツを作っており、幼い頃のエメラルドには唯一の理解者だった。出会った時に足のサイズを測った事から、エメラルドからは靴屋と勘違いされっぱなし。
第13章ではホウエン地方が誇る優秀な科学者としてグランメテオΔ破壊作戦に参加した。

マリとダイ
手持ちポケモン：コイル（ダイ）、アブソル（一時的）
ホウエン地方のテレビ局「ホウエンテレビ」のリポーターの女性とカメラマンの男性。ダイがマリに敬語を使っている事から、立場はマリの方が上の様子。英名はマリリンとダイアンである。
ひょんな事からアクア団・マグマ団の暗躍を知り、以後野望阻止のため独自に行動を起こす。ルビー・サファイアに興味を抱く。終盤はアブソルと共に行動する。
第13章では、ルビーがこぼした「最後」という言葉が気になり、アブソルと情報集めに旅に出る。隕石を調査し、一時テレビ局に戻って仮眠を取っていたが、眼鏡の男によってその情報を流された。

ツワブキ社長（ツワブキ ムクゲ）
ホウエン大企業・デボンコーポレーションの社長であり、ホウエンチャンピオンであるダイゴの父親。かつてはハギ・ゲンジと共に、海の悪童3人組と呼ばれていた。
マグマ団・アクア団の野望を察知し、阻止すべくダイゴと作戦を進める中で潜水艇・かいえん1号の特別起動部品を開発するも、カナズミシティでアクア団に手持ちのポワルン（後にルビーに付いていき、POPOと名付けられる）と自身も襲われ負傷する。有事に備えレジロック・レジアイス・レジスチルを目覚めさせる石板を解析しており、その内容の手紙をサファイアに託した。
第13章では、体調が回復している。ホウエンの図鑑所有者にメガシンカの習得を指示し、吸収盤に生体エネルギーを吸収させ、次元転移装置を起動させようとしている。ゲンシグラードン・ゲンシカイオーガによって海で溺れるが、一命を取り留め流星の里で療養する。その後、重傷を負ったヒガナにかつて｢流星の民｣の意向を無視して行ったレックウザ捕獲作戦を詫びるが、自分達の行いの正しさを疑おうとしない傲慢さが今も変わっていないと厳しく指摘される。最終的にはエメラルドの仲裁で和解し、隕石の破壊に協力する。

ハギ
手持ちポケモン：ピーコちゃん（キャモメ♀→ペリッパー♀）、マーコちゃん（ナマズン）、ハンテール、コイキング、ドジョッチ
トウカシティ周辺に住んでいる長身で屈強な凄腕の船乗りの老人。制服を着ようとせず、漁師時の法被を着用している。ルビーの実力を知るも、「余計な詮索はしない」事をポリシーにしており、相手が話したくなければ深く聞こうとはしない主義である。気性の荒い性格だが、ピーコちゃんにはデレデレで、同い年のカントーナナシマのキワメとは「ハギちゃん」「キワメちゃん」と呼び合う仲で昔からタイミングが合わないらしい。かつてはムクゲ・ゲンジと共に、海の悪童3人組と呼ばれていた。
第4章当初は隠居した元漁師だったが、伝説といわれていた魚ポケモン・ジーランスの情報を聞き捜し求めていた。
第5章・第6章では高速船・タイドリップ号の船長になり、第5章では「さいはてのことう」を探し、キワメが島に行く道を記した「ふるびたかいず」を見つけた時にはすでに見つけて探索した後だった。また、第6章では石化したレッド・グリーン・ブルー・イエロー・シルバーをバトルタワーに運んだ他、さいはてのことうで採取した土が事件解決の鍵となった。
第13章で再登場。星の危機を伝えられ、ゲンジと共にデボンコーポレーションの計画に協力する。ゲンシグラードン・ゲンシカイオーガによって海で溺れるが、一命をとりとめ流星の里で療養する。

ヒデノリ
手持ちポケモン：ぎゃーとん（ギャラドス）、ひーとん（ヒトデマン）
ヒンバスを使った金儲けを企む海パン野郎。ヒンバスの件で偶然ルビーに出会った事から事件に巻き込まれていく。
情に厚く涙脆い一面があり、センリのルビーに対する想いを感じて涙ぐんだ。また、ルビーの為とはいえ、結果的にルビーとMIMI（ヒンバス）の絆を引き裂くような芝居をしたミクリを責めた事もある。
なお、イエローのおじ（前述）と同名だが、関連性は全くない。また、第1章や第2章に登場した海パン野郎とも無関係。

クスノキ
ホウエン地方の海底調査隊の隊長。カイナの造船所や博物館の責任者でもある。やや押しの弱い性格。海底洞窟を調査する新型潜水艦を作る等、才能はかなりのもの。コータスの煙を吸い込み体調を崩すが、事件解決後は体調が回復した。

宝珠守り爺さん・婆さん
手持ちポケモン：チリーン×2
かつて、おくりび山で侵入者の撃退と宝珠の守護をしていた老夫婦。しかし今では引退し、その使命を孫のフウ・ランに託しており、二人と同じ服を着ている。エスパータイプの扱いに長けており、チリーンの力でテレパシー・念視・空中浮遊ができる。ホウエン地方のフロンティアブレーンであるウコンとは古い友人である。

エニシダ
第6章から登場。「バトルフロンティア」のオーナー。神出鬼没な情報屋で、サングラスにアロハシャツと怪しげなファッションをしている。UFOのような乗り物に乗って移動する。
「強い者が勝ち、弱い者が負ける」という実力主義者で、フロンティアブレーン達にも試練を課す為に敢えてエメラルドのジラーチ捕獲について黙っていた。
口癖は「それ、○○!」。何かとバトルフロンティアの宣伝をしたがり、エメラルドのバトルフロンティア制覇を宣伝も兼ねて承知した。センリ・オーキド博士と旧知の仲であり、ジラーチの短冊1枚に願う権利と引き換えに頼みを引き受ける。その願い事は「初日から10万人の客がフロンティアに訪れる」事だと発覚。
開会セレモニー時の使用ポケモン
アザミ・ウコンとのマルチバトルでコンピュータによりランダムに決定・指示される。
マルマイン Lv.87

マルノーム Lv.85
技："あくび"・"はかいこうせん"

トオル
第6章に登場。バトルフロンティアを取材に来た記者。飲みきれなかったペットボトルの水を木と間違えてウソッキーにかけて襲われたが、エメラルドに助けられる。ウソッキーを鎮めたエメラルドの力に興味を持ち、彼を追いかけ良き理解者となる。思い込みが激しくやや早とちりな性格で、バトルフロンティアではルールの解説者になる事が多い。後にラティアスと親しくなる。
バトルフロンティアの事件の後、オーキド博士に写真の腕を見込まれて、ポケモンが息づく島でポケモンの生態記録の作成を依頼される。
『ポケモンスナップ』(NINTENDO64版）のキャラクターをモデルとしており、作中では名乗らなかったがポケSpediaで正式に名前が公開された。

ヒガナ
手持ちポケモン
- ボーマンダ♂←→メガボーマンダ♂  Lv.84 特性：いかく←→スカイスキン 性格：なまいき 個性：ちのけがおおい

- シガナ（ゴニョニョ♀）Lv.19 特性：ぼうおん 性格：のんき

- ヌメルゴン♀ Lv.85 特性：うるおいボディ 性格：うっかりや

- オンバーン♂ Lv.86 特性：おみとおし 性格：せっかち

第13章に登場。「流星の民」で「伝承者」を名乗る女性。右足にメガアンクレットを着けている。見た目は少女だが、9年前から容姿が一切変わっておらず実年齢は不明（おそらくルビー達より年上）。実はかつてルビーが関わったレックウザ脱走においても、ボーマンダをけしかけていた張本人である。
1000年前から伝えられていた危機から星を救う使命の下、活動を行っている。しかし、正当継承者を名乗りながらレックウザと何かを成し遂げた功績を一切持たずあくまで自称に過ぎない。また、使命の達成に対する常軌を逸した執着心から目的の為に手段を一切選ばない上に、「伝承」以外の方法で世界を救う事を断固として認めず、更には私怨を織り交ぜる思考で行動している為、目的達成の過程で生じうる「犠牲」について全く省みようとしていない。この結果、身勝手な行動の数々からも同胞である流星の民達からの反感も買っている為、伝承者とは認められていない。
かつて、流星の民を無視してレックウザの捕獲を強行し、結果的にシガナが落命する原因を作ったデポンコーポレーションには強い不信感を抱く。その為、その復讐も兼ねる形でレックウザの捕獲されていた研究所をボーマンダに襲撃させ、ルビーによって撃破されながらも脱走させている。その後もホウエン地方で起こった数々の事件の裏で暗躍しており、また、第4章の時期にマグマ団・アクア団に潜入して超古代ポケモンの情報を与えていた為、この時の事件の黒幕とも言え、実質的に世界を守る為にホウエン地方を犠牲にしようとした。なお、マグマ団では正体がカガリに露見し脱退している。
第13章で初登場。かつて多くの命を奪った技術を応用した科学の力で隕石衝突を回避しようとするデボンコーポレーションをかつての遺恨だけでなく、ワープさせた隕石によって平行世界の罪もない人々の命が奪われる可能性を無視して計画を進める傲慢さが以前と変わっていないと嫌悪し、脅迫文を送り妨害工作を行っている。ラティオスと共に空の柱を訪れたルビーを襲撃、彼に情報を与えて立ち去る。その後、新生されたマグマ団やアクア団のメンバー達の事実上のボスとしてデボンコーポレーションを襲撃。ひたすらダイゴやムクゲに不寛容な態度を貫き、次元転移装置を破壊しようとするが、それを持ったサファイアにはフーパのワープ能力によって逃げられる。その後、トクサネ宇宙開発センターを襲撃し、星の危機から救う目的で打ち上げられたロケットだけでなく次元転移装置をも破壊。そしてルビー達から奪ったメガバングルについていた合計五つのキーストーンによってレックウザと絆を結ぼうとするが、上述の独善的な行為に憤りを覚えたレックウザからは完全に拒絶され重傷を負わされる。｢流星の民｣の意向を無視して行ったレックウザ捕獲作戦が原因でシガナを死なせてしまった事を詫びるツワブキ社長に対し、自分達の行いの正しさを疑おうとしない傲慢さが今も変わっていない事を厳しく指摘する形で尚も不寛容な態度を貫くも、あまりにも身勝手な言い分に激怒したエメラルドの仲裁で和解。隕石の破壊に協力するも傷が癒えない状態で動き回ったせいで倒れ、作戦本番になっても回復しきれず自分とシガナのキーストーンをルビー達に託しエメラルドと共に地上で事態の推移を見守り、これまでの悪行か結局は「伝承者」としての使命は果たせずに終わった。

レンザ&ジンガ&トマトマ
手持ちポケモン：フライゴン×3、ヤミラミ（レンザ）、ヤドラン←→メガヤドラン（ジンガ）、クチート（トマトマ）
第13章に登場。流星の民の男性3人組。腕に螺旋状のメガリングをはめている。太めの男性がレンザ、髭面の男性がジンガ、目が前髪で隠れている男性がトマトマ。レンザは冷静沈着、ジンガは怒りっぽい、トマトマは話し方が訛っているのが特徴。ドラゴンポケモンが飛んだ後に残る飛行機雲、「龍雲線」を見抜く事ができ、これが交差したポイントにポケモンを出す事で空が飛べなくても空中に留まらせる。
空の柱から出てきたルビーを足止めしてヒガナの情報を聞き出し、シガナという正統な伝承者がいた事を話した。先発隊的な隕石が降り始め、ルビーに足止めを謝罪して飛び去った。その後、トマトマはおばばと共にルビー達を保護したが、流星の民である自分達が何の役目も得られず忸怩たる思いを抱く。

シガナ
第13章に登場。レンザ・ジンガ・トマトマとルビーとの会話において名前が登場した人物。
流星の民であり、正統な伝承者だった人物。3人組によれば、「特別な能力を持つ天才だった」らしい。かつてレックウザに乗った経験があった事から、「伝承者」としての資格を得るに至っている。しかし、うずもれのとうでデポンが行った「レックウザ捕獲作戦」にメガレックウザと共に抗った結果、命を落としてしまった。
ヒガナのゴニョニョと同じ名前であったため、事情を知らないルビーはゴニョニョの方のシガナが伝承者と勘違いしかけた。

おばば
第13章に登場。流星の民の長を務める老婆。過去に里を訪れたセンリから、グラードン・カイオーガの暴走を止めるためにレックウザの居場所を聞かれ、それを教えている。基本的に冷静に振る舞うが、流星の民の指導者だけあって、自身も一族の手で「伝承」を成し遂げる事を望んでおり、レンザやトマトマが「伝承」の内容をルビーに明かしてしまった際には何度も静かに睨みつけている面を見せている。
かつてヒガナをシガナに代わる伝承者として認めたが、それがシガナを失ったヒガナの数々の暴走やそれによって生じた悲劇を招く事になる。星を救う為に人々が取って行った3つの手段の内、「科学」による手段を取ったデボンの計画はヒガナの妨害行為によって完全に潰え、「伝承」による手段も手詰まりとなり、アオギリ・マツブサのグラードン・カイオーガのゲンシカイキによる「自然」の手段しか取れなくなってしまう。そして、アオギリとマツブサが私情抜きで星を救おうとしていたのを理解した結果、グラードンとカイオーガのゲンシカイキを発動させる為の技の習得の場を提供する形で協力した。
アオギリ・マツブサに敗れて気絶していたルビー・エメラルド、2人を回収したセンリと共に里に招き入れる。しかし、ヒガナの暴走が原因でヒガナに託していた巻物はルビーに奪われてしまい、更には彼がレックウザの頭上に乗った経験があったという事実から、ルビー・センリに「伝承者」としての役目を託す事を決断。一族の「伝承者」としての役目を果たす悲願を諦める道を選んだ。

### シンオウ地方（バトルゾーン含む）
セバスチャン
手持ちポケモン：ウツドン、チョンチー×2。これらの他に馬車を引くギャロップ2匹とバルキー3匹が屋敷に就いている。
ベルリッツ家の執事で、主にプラチナの世話係をしている。過保護なほど誰より心配しているプラチナの旅立ちには反対していたが、父親との話し合いの末、ボディーガードを付ける事で承知する。60年以上マサゴで働き町の住人を全て知っている為、プラチナの屋敷に迷い込んだダイヤをよそ者と見て侵入者と間違えて攻撃するが、誤解が解けた後はダイヤとポケモン達を接待する。シンジ湖にダイヤと共に同行し、ハマナ・アヤコ・フワライドと共にシンジ湖に落ちたるー・りーを救出し、パールに託す。

パカ&ウージ
手持ちポケモン：ミノムッチ（パカ）、ブイゼル（ウージ）
ベルリッツ家に雇われ、本来プラチナのボディーガードとなるはずだった男性2人組。「世界中どこにいても電話に出て依頼者を不安にさせない」という触れ込みで黒い服とサングラスが共通の特徴。唇が厚く緑のマフラーをしている方がパカ、髪が長く赤いマフラーをしている方がウージ。ウージは話し方が子供っぽい。自分達が「プロ」である事を誇りにしているが、マサゴ公園で自転車で暴走したり、尾行中に温泉で休憩する等どこか抜けている。
当初はダイヤ・パールの事を、プラチナを攫おうとしている悪の組織の手先だと勘違いしていた。道中でプラチナに何度か追いついたが、メリッサやギンガ団の妨害により逃げられている。トバリシティにてようやく本来の目的であるプラチナに会い、止むを得ず気絶させながら保護する。その後にギンガ団のSHITAPPAの大群と混戦になり、同じく混戦となっていたダイヤ・パールに出会い互いの誤解を解消した。その後は共闘しながらも修行をつけ何とか軍勢を退けたが、その直後にサターンが使ったギンガ団の「負の産物」と言われる「反物質世界発生装置」によって違う次元に切り離され、消滅する。直前に、ダイヤとパールに対しプロの技術を多少ながら伝授できた事を感謝し、プラチナの護衛任務を託した。
その後第8章で、「やぶれた世界」内部にて生存が判明する。ギラティナから逃げ続ける習慣のみ繰り返し時間や空間の感覚を失い、生死の判断さえも曖昧になっていた。その後やぶれた世界に現れたプラチナとようやく合流、無事脱出に成功した。尚、サングラスを外した素顔が披露されたのは第8章が初。
モデルは『あぶない刑事』の「タカ（鷹山敏樹）」と「ユージ（大下勇次）」。

ハマナ
手持ちポケモン：ノコッチ
ナナカマド博士の第2助手の女性。ナナカマド博士とベルリッツ氏のいない研究所の留守を守る。ダイヤのりーが盗んだ物で最後まで持ち主の分からなかった「プロテクター」の持ち主。虫と整理整頓が大の苦手。

アヤコ
手持ちポケモン：ニャルマー、ガルーラ♀
ダイヤの母で、フタバタウンに暮らしている。ポケモンコンテストの実力者で、プラチナがコンテストに挑戦した際用いた練習ビデオに、ニャルマーと一緒に出演していた。ダイヤから「Daibaku Show」の副賞旅行に行くと聞かされた時にも電話越しから笑顔で送り出し、真実は何も知らされていなかった。得意料理は「特製きのみグリル」。
ダイヤに新しい服を用意し、シンジ湖まで料理の材料を採りに行くがマーズに捕まる。ダイヤに助け出された後セバスチャンやハマナと共に自宅へ逃げ帰り、新しい服の中に入れていた電話からダイヤの感情を知り、信じて送り出した。ダイヤと「タウリナーΩ」をよく観ており、主題歌も歌える。43巻の第9章から第7章へと繋がる物語にも登場している。

じんりき
手持ちポケモン：ピッピらん・ピッピりん（ピッピ×2）
ハクタイシティ自転車屋の店長。「ンいやァ」が口癖。いつも競技自転車用のヘルメットを着けている。学生時代からマキシマム仮面（マキシ）の大ファン。
ギンガハクタイビルでギンガ団に捕まって尋問される。その後シロナによって救出されるが、当の本人はシロナの姿を見ていなく、"はっぱカッター"の葉についていた米の品種からダイヤ達の事を町で聞き、「自分を助けたのはダイヤ達」と思い込み、翌日3人に礼として折り畳み式自転車3台をプレゼントした。
後にパールと再会。彼に協力するべくリッシ湖に自作のタンデム自転車で同行し、ハクタイシティの銅像の言い伝えをパールに話す。リッシ湖での戦闘や爆破、マキシの稽古にも立ち会っている。また、パールの稽古中に自転車のメンテナンスも行った。

フトマキ
ポケモンの足跡の採集が大好きで、通称「足跡博士」と呼ばれている人物。マニアとも言えるほど足跡に対する執着心がすさまじく、足跡を取り始めると周りの状況が見えなくなる。足跡からポケモンの感情をはじめ、様々な事を読み取る。ピンチにも全く動じない恐るべき胆力の持ち主で、能天気ともいえる。ギャグが好きで、ダイヤとパールの漫才にも割り込んでくる。
はぐれ研究員を警察署に届け外へ出た瞬間、時空間の乱れによりやりの柱へ飛ばされ、足跡からレジギガスの感情と意思を読み取る。
第8章にも登場。未知の伝説・幻のポケモンの足跡が手に入る事とダイヤにぎーの感情を読み取る事を頼まれ、飛び入り参加で同行を申し出た。その後ナギサシティにて、ギラティナの足跡に「破壊」といった気持ちが見られない事から、事態の完全終結を断言した。

ゲン
手持ちポケモン：ルカリオ♂、リオル
トウガンと知り合いの実力派のトレーナー。スピード不足とされるダイヤの為に、こうてつ島にてポケモンバトルの特訓のコーチをする。その後、やりの柱でSaqueと戦う。第6章ではエピローグにて先駆けて登場し、ホウエン地方の「バトルフロンティア」に訪れている。
第8章ではシンオウバトルフロンティアに訪れ、クロツグに壊れたシャカピーを渡す。修理されたシャカピーの飛行を波導でサポートする為、プラチナに同行した。

ナミキ
シンオウ丸の船長。トウガンの知り合いで、妻との結婚の仲人である彼に頭が上がらない。新米船長である為、何かトラブルがある度に慌ててしまい、あまり役に立たない。ナミタロウという一人息子がおり、ダークライによって悪夢に陥っていたが、「みかづきの羽」で目覚めて元気になった。
第3章でもマチスの部下として登場している。

ハンサム
手持ちポケモン：グレッグル
第7章の終盤に初登場した国際警察の捜査官。なお、「ハンサム」というのはコードネームで本名ではない。口癖は、「インターナショナルポリス・アームズNo.○。」
第8章では、ヤナセの連絡により、ギンガ団の捜査にプラチナと協力する。何かとことわざを呟いたり、激しく振舞う癖があり、後者の方が原因でプラチナのポケモン達やコクランのエルレイドに誤解された事もある。
バクを追って向かったハードマウンテンで、プルートに襲われ重傷を負うが、無事回復しプルートを逮捕した。その後長官の指示により「七賢人」の逮捕の為に、前任地のフィオレ地方でポケモンレンジャーの少女から預かったというマナフィのタマゴをダイヤ達に託してイッシュ地方へ向かう。
第10章では「ハンダ サムロウ」と偽名を使って変装し、イッシュ地方のポケモンリーグベスト8に潜入、ブラックと戦った。
第11章では間の2年はプラズマ団を追って他の地方にまで行っていたが、イッシュ地方に戻る。辞令書類をよく見ず当初はラクツを自らの部下だと思い込んでいたが、その実力を見てからは上司として接する。ラクツが国際警察捜査官を解任されてからも、個人的感情から味方であり続け、事件後はゲーチス達を逮捕・移送していった。
第14章では国際警察となったリラと共にアローラ地方に上陸。UBによる被害を食い止める為に奔走した。

バク
手持ちポケモン：ネンドール
第8章に登場。オーバの弟で、「しょうぶどころ」を取り仕切っている。フロンティアブレーンのコクランとも親しい。
ハンサムの潜入捜査に気付きギンガ団の写真を奪ったり、プラチナからバトルレコーダーを奪うなど、がさつな振る舞いが目立つ。以前からヒードランに憧れており、ギンガ団を阻止すべくハードマウンテンへ関わりが深いと言われている「火山のおき石」を取りに行く。
本人曰く「警察はエラソーでムカツく」らしくハンサムとの相性が悪い。しかし、ハードマウンテンではハンサムと共闘し、プルートに一矢報いるに至った。戦いの末、ハンサム共々意識不明の重体に陥るが、無事に回復しヒードランをハードマウンテンに返しに行った。

マイ
手持ちポケモン：ウインディ、シェイミ
第8章に登場。口数の少ない謎めいたロリータ・ファッション風の少女で、しょうぶどころのポケモントレーナー。
外見からは分かり難いがポケモンに生かされていると言うほどポケモンを愛しており、ギンガ団の起こしたシンオウの事件で生活・生命を脅かされ人間を憎むようになるポケモンが増える事を心配していた。また、争いがなく人もポケモンも感謝しあえる世の中を望み、同時にそれが叶わない世界に諦めを抱いている。
カントーのオーキド博士に手紙を送り、その返事で感謝から希望が生まれる事とシェイミの存在を教えられ、224番道路で保護する。やぶれた世界ではプラチナから"しぜんのめぐみ"対策を渡されジュピターと戦った。

ミル
手持ちポケモン：フーディン
第8章に登場。ランドセルを背負った少女。しょうぶどころのポケモントレーナーで、彼らとは信頼関係が厚いようで、バクが負傷して入院した際には取り乱すほど心配していた。
やぶれた世界ではサターンと戦った。

モミ
手持ちポケモン：ハピナス♀
第8章に登場。穏やかな女性で、しょうぶどころのポケモントレーナー。バクが負傷して入院した際に取り乱すミルを慰めていた。
やぶれた世界ではマーズと戦った。

### イッシュ地方
チェレン
手持ちポケモン：ツタージャ♂→ジャノビー♂、マメパト♂→ハトーボー♂→ケンホロウ♂、ガントル→ギガイアス
ブラックと幼馴染の少年。眼鏡を掛けている。
ブラック曰く「超真面目」な性格で、礼儀正しく何かと気が回る。ブラックをアララギ博士に推薦した人物でもあり、ベルのツッコミ役でもある。ブラックやベルとは幼稚園の頃からの付き合いで、ブラックの性格もよく把握している。
ブラックにより自分の図鑑が壊れた上、ベルと共に足止めを喰らっていた。図鑑が正常に機能しているのがブラックだけだと伝えにサンヨウシティで合流。サンヨウジムでブラックのジム戦に付き添い、ベルと共にサンヨウトリオとのトリプルバトルに勝利し、バッジを貰う。
ベルと共に旅をしている途中、ヒウンシティではぐれて別行動になり、ホドモエシティでブラックと再び合流する。冷凍コンテナでプラズマ団にポケモンを奪われかけたが、ブラックと共に「わざおしえの家」で身に付けた合体技で撃退。その後はプラズマ団に興味を持ち、七賢人のヴィオに連れられNとゼクロムの対峙を見る。そして、これまで夢中になれるものが無かった自分も実はNのような圧倒的な強さが欲しいと願っていたと実感した。ポケモンリーグでは、ブラックや手持ちのツタージャにさえ冷たい態度を取るなど「冷徹」に振る舞い、テクニックに関してはアイリスを凌駕するほどに成長していたが、ブラックに敗北し準優勝となる。その際、ムシャの夢の煙で、9年前におけるブラックのポケモンリーグの応援を約束していた事を思い出す。
第11章ではシャガの推薦でラクツ達の通うポケモントレーナーズスクールの教師となっており、眼鏡をかけていない。15期生のE組の担任。ホドモエシティ以降の事は思い出したくない様子で、行方不明のブラックを心配している。ポケウッドの社会見学で、ハチクからイッシュ地方のジムを再編しようという動きを聞いて、自身が滞在するヒオウギシティも候補に挙がっていると知る。プラズマフリゲートがイッシュ各地を凍結させた際にはシズイによってマリンチューブに保護されベル達と合流した後はNの城へと駆けつけ、炎上時に「ちかい」の9体合体技で鎮火を行った。プラズマ団の事件解決後はヒオウギシティのジムリーダーにも就任した。

ベル
手持ちポケモン：ミジュマル♂、ヒトモシ→ランプラー
ブラックと幼馴染の少女。
マイペースな性格で、目の前に起きている重大な出来事を「〜そう」と言っては、もう一人の幼馴染のチェレンに突っ込まれている。バトルに関する知識は乏しく、基本的なタイプ相性すら知らなかった。幾つか習い事をしており、ギターやピアノ、フルートを演奏できる。その腕前は本人曰く「どれも中途半端」だが、人やポケモンを惹きつける魅力を持っている。
旅立ちの当日でも父親から旅の許可を得ておらず、チェレンを巻き添えにしてカノコタウンで足止めを喰らう。その後、サンヨウシティでブラックと再会してジム戦に付き添い、チェレンと共にサンヨウトリオとのトリプルバトルに勝利しバッジを貰う。チェレンと共に旅をしている途中、ヒウンシティではぐれてヒトモシをプラズマ団に奪われたが、ブラック達の活躍によって救われる。
チェレンと別行動してからは父親から逃げる日々でカナワタウンに向かい、そこでフルートを吹いていた時にホワイトと再会する。バトルの腕も上がらず、ブラックやチェレンのように自分に「絶対」と思えるような事が無く悩んでいたが、ヒウンシティでメロエッタと心を通わせポケモンの不思議を研究したいと思うようになり、アララギ博士の助手に志願し、自分よりも適任だとしてホワイトを図鑑所有者に推薦する。アララギ博士からは「意外と何でもそつなくできる」と高く評価されている。
第11章でアララギ博士の正式な助手となり、眼鏡をかけている。ラクツ・ファイツにポケモン図鑑を渡し後を押す、ブラックが行方不明になった事で自分を責めるチェレンを諭すなど、精神的にも余裕ができている。プラズマ団がイッシュ各地を凍結させた際にはチェレンを助けにアララギ博士とマリンチューブ出入り口まで向かい、事件終盤では炎上するNの城へと駆けつけ「ちかい」の9体合体技で鎮火を行った。

ヒュウ
手持ちポケモン：ツタージャ、ナックラー♂→ビブラーバ♂、マメパト、シビシラス→（シビビール→）シビルドン
第11章に登場。ヒオウギシティのポケモントレーナーズスクール15期・E組に通う12歳の少年。ゲームでは主人公より少し年上だが、本作では主人公のラクツと同い年（12歳、53巻より）に変更されている。
学年で5位をとるなど成績優秀だが、短気で怒りっぽい性格であり、それが災いしてクラスの女子から嫌われている。一方妹思いな面があり、祖父から貰ったチョロネコを妹にあげている。妹の前では優しい兄であろうと努めている為、その前だけでは粗暴さが鳴りを潜め他の女子に対してもしおらしい態度をとる。
第11章から5年前はやんちゃな少年だったが、プラズマ団に妹のチョロネコを奪われて以来、他人に心を閉ざすようになりプラズマ団を激しく憎んでいる。また、この経緯から妹や家族との関係も悪化してしまったらしく、スクールの男子寮で生活している。ルームメイトはペタシ。
ファイツが偶然落としたメモリーカードを解析し女子クラスメイトの中にプラズマ団の人間がいると知り、これまでの鬱屈を爆発させる形で必ず正体を突き止めると誓う。合唱コンクール優勝の褒賞でヒウンシティに向かった時に再びプラズマ団と遭遇し、怒りを爆発させて潜伏する下水道内へと向かう。その後地上に戻った際にチェレンにプラズマ団が復活し、クラスの女子の中にプラズマ団員がいる事を暴露。メモリーカードを見せ、ファイツが持ち主だと知ると厳しく問い詰める。チョロネコの件にはファイツが関わっていないと説明され、プラズマフリゲートからの攻撃を庇うが、意識を失う。気がついた時はトレーナーズスクールの職員室に七賢人・ロットにより連れ出されており、知ると同時にシビルドンの直接攻撃を与える。その時、プラズマ団が分離・敵対している事や敵対側がイッシュを氷漬けにしている事を告げられ、アクロママシーンを無効化してキュレムの解放には拾ったメモリーカードが必要だと教えられる。それを邪魔しようとするロットの追っ手を「甘い」と自虐しながらも食い止め、寮の部屋に隠したメモリーカードをロットに取りに行かせる。その後、妹のチョロネコはNが大切にしていると知り、プラズマフリゲートに捕らわれたNの所へ向かいファイツと再会。ヒウンシティで責めた事を謝罪し、Nの救出を手伝う。ゲーチスを止めようとするNに付いて行った先でチョロネコを奪った団員を追い詰め、団員が繰り出したツタージャが自ら手持ちになり、チョロネコも取り返した。その後、Nの城の炎上時には「ちかい」の9体合体技で鎮火を行った。ファイツの事は当初は「転校生」と呼んでいたが、和解後の最終話では「ファイツ」と呼ぶようになり夢を応援すると約束する。

ペタシ
手持ちポケモン：モノズ♂→ジヘッド♂
イッシュリーグでベスト8に残ったトレーナーの一人。喋り方は訛りが強い。
チェレンと戦って敗退し、何度も冷たい態度を取られながらも必死でチェレンを応援する、友好的でかつ純情な性格。しかし女の子と話す事が苦手で、顔を見ただけで煙を上げて取り乱す。
第11章ではラクツ達の通うポケモントレーナーズスクールの生徒となっている。また、周囲と人間関係を築けないヒュウとは男子寮のルームメイト同士で、数少ない理解者でもある。ヒュウの妹と地下から聞こえたヒュウの声につられて下水道に入ったと同時にヒウンシティが氷漬けになり、被害には合わなかったがこだいのぬけみちを通り避難した先でチェレンの依頼でヒウンシティに向かおうとしていたカミツレ・フウロと合流し、ラクツが置いて行った手持ちを見つけて飛び出したハンサムと出会う。
容姿はNPCトレーナーの「たんぱんこぞう」に似ているが、服装は同じくNPCトレーナーの「かいじゅうマニア」に類似している。

キダチ
シッポウシティジムリーダー・アロエの夫で、シッポウ博物館の副館長。
副館長としては頼りなく骨格標本が盗まれたことでアロエにはったおされると慌てており、ホワイトからもイライラされていた。
ダークストーンの護衛のためにダークトリニティに他のジムリーダーと共に攫われ行方不明となるが、Nの城で無事が確認された。

ライモンシティ市長
特徴的な髪型をした中年男性。娯楽の殿堂と呼ばれるライモンシティの発展に試行錯誤しており、ここ数年来場者が横ばいな状態が続いている事を懸念している。
企画会議でホワイトが提案したポケモンミュージカルを採用した。また、ミュージカルと合わせ、バトルサブウェイを企画し、チャンピオン・アデクにバトルシステムの監修を依頼した。

マジシャン
手持ちポケモン：ヘイガニ
怪しげな容姿をした男性。バーの奥の部屋でラクツからメディカルチェックや道具の改造を頼まれている。「〜である（よ）」が口癖。技術力は優れており、本来「3日掛かる」と言う作業を4時間で終わらせる。
本来は裏社会の人間で、ラクツの情報屋・Sとして非合法な手段を使い様々なサポートをする報酬として、現金と国際警察のコンピュータに自由に出入りできる裏口を教えられていた。"テクノバスター"用のカセットの製作も依頼されており、ようやくできた不完全な「ブレイズカセット」を奪い取るようにラクツが持って行ったその日の夕方、ラクツの体調管理モニターが急にダウンしたことを不審に思い情報を集める。そして翌日にはラクツの行動が国際警察内部で問題となり解雇された事や自身のラボが上層部に特定された事が重なり、ハンサムに最新の情報を伝えて行方をくらました。
実は、「黒の壱号」と呼ばれる国際警察の正規の捜査官である。国際警察の長官とも面識があり、ラクツが解任後も捜査官として職責を全うできるか、教育により獲得したモラルを逸脱しないかといった実験を行っており、事件後はアローラ地方からアクロマに依頼のあった件の準備を進めた。

ユウコ&マユ&ユキ
手持ちポケモン：ヒマナッツ（ユウコ）、ミツハニー♂（マユ）、プリン（マユ）、キャモメ→ペリッパー（ユキ）
第11章に登場。ヒオウギシティのポケモントレーナーズスクール・E組に通う女子3人組。双葉のような髪型で、活発で好奇心旺盛な性格の女子がユウコ、ショートヘアでおっとりとした性格の細目の女子がマユ、リーダー的存在で、サンバイザーを付けている活発な性格の女子がユキ。ユキの容姿はNPCトレーナーの「テニスプレーヤー」をモデルとしている。
ラクツのファンであり、いつもラクツを贔屓していて、ファイツとも仲良くなっている。その一方で、怒りっぽく乱暴なヒュウとは仲が悪く、他の女子達と一緒になって妹の事を棚に上げて対立している。特にユキはヒュウとは犬猿の仲。
合唱コンクールではチーム・プリン。プラズマ団の事件解決後はヒュウの活躍を知り謝罪、和解して共にトレーナーズスクールを卒業した。

### カロス地方
トロバ
手持ちポケモン：フラベベ♀→フラエッテ♀→フラージェス♀（あおいはな）
第12章の狂言回し的な存在。エックス・ワイの幼馴染で、小柄な少年。ティエルノからは「トロバっち」と呼ばれている。
学者になることが夢で、プラターヌ博士からポケモン図鑑3台と、ハリマロン・ケロマツ・フォッコの3匹を預かっていたが、ゼルネアス・イベルタルの争いによってフォッコと図鑑1台が行方不明になってしまう。ゼルネアス・イベルタルの争いの状況を博士に説明する為、アサメタウンからエックス達と共に旅立つ。
独力でメガシンカに関する考察を行うなど非常に聡明で、フラダリ・コレアからもその能力を高く評価されている。控えめな性格ではあるが内に強い思いを秘めており、相手が強大な力を持っていようとも正面から非道を糾弾する勇気もある。フレア団が最終兵器を作動させようとした時には勇気を振り絞り、不意打ちでフラダリを退けギリギリで装置のカギを引き抜き兵器の完全起動を阻止した。
フレア団との最終決戦ではバラと交戦。ワイのけろけろと協力して勝利した。その後はシトロンからプラタ－ヌ博士に渡されたフォッコの最終進化系のマフォクシーを返された。またその後、アローラ地方へと向かったジーナ・デクシオに代わり博士の助手として働いている。
メガシンカのルーツを調査しに、ホウエン地方に行ったプラターヌ博士の留守の間、研究所をコンコンブルの弟子達と守りながらメガシンカの研究をしている中、イクスパンションスーツがミアレ美術館を襲った事でマチエールが疑われ、クロケアと調査した状態から、フェアリーとはがねタイプの技と見てワイから預かった図鑑で、数日前にすれ違ったマギアナを知る。また戻る可能性から張り込み、取り押さえようとしたがマギアナの様子から庇った事で連れ出される。直後、警備員に化けていたエクスパンションスーツがマギアナが攻撃を止めた肖像画を持って現れ、撃退したが中身は空だった。クセロシキの取り調べでは、AIだけで動かそうと最初に作ったがいらなくなった「0号スーツ」が、独自学習により伝説のポケモンを全て捕獲するよう目的を更新したかもしれないとの事だった。その後、ファイツと面談してマフォクシーを預け、シャラシティに呼ばれたエックス・ワイに連絡し、ホウエンから始まった「グラン・メテオ」による星を襲った絶望を思い出す。

サナ
手持ちポケモン：ネコP（エネコ♀）、トリP（トリミアン）、ルカリオ♂（コルニ）（一時的）
エックス・ワイの幼馴染で、褐色肌の少女。トリミアントリマーになるのが夢で、人間のスタイリングの心得もある。エックスを「エッP」、ワイを「ワイP」、ティエルノを「ティエるん」と呼んでいる。ゲーム版と異なり最初の3匹は所持しておらず、トリミアンを所持している。
物事をはっきりいうタイプで5人組のツッコミ役。冷めた性格で、ワイとは対照的にエックスを外へ出す事には消極的だったが、本心ではエックスが外へ出てくれる事を願っていた。
「5つの誓い」を立てられたにも関わらず大人（ビオラ）と行動を共にしようとするワイ達に反発し、トリミアンとはぐれた寂しさやフレア団に対する不安をフレア団のコレアに突かれ操られたが、エックスやジムリーダー達の活躍で正気に戻り、ワイ達と和解した。ヒャッコクシティではワイのメガリングを一時的に預かり、日時計に呼応して輝きだしたメガストーンを回収した。
フレア団との最終決戦では因縁あるコレアと交戦。昏睡状態のコルニから預かったルカリオと協力し勝利した。その後はミアレシティに移り住み、新進気鋭のトリミアントリマーとして活躍している。

ティエルノ
手持ちポケモン：ヘイガニ♂→シザリガー♂
エックス・ワイの幼馴染で、ふくよかな少年。
ダンサーになるのが夢で、大柄な体格とは裏腹に身のこなしは軽い。ローラースケートの扱いも巧みで、コルニから渡されて間もないうちからアクロバティックなトリックを使いこなしている。おおらかな性格で諍いを好まないが、怒ると別人のように豹変し、激昂する。ネガティブな発言を繰り返すエックスを根気強く諭す事もある。ワイ同様、大人を信用していない。
エックスが引きこもりになっている間、ガル・コガルを世話していた。ゼルネアス・イベルタルの争いで通っていたダンススクールが崩壊し、アサメタウンから旅立つ。ヒャッコクシティではエックスのメガリングを一時的に預かり、日時計に呼応して輝きだしたメガストーンを回収した。
フレア団との最終決戦ではモミジと交戦。ヘルガーの"れんごく"で右足を負傷するが、進化したシザリガーの猛攻で勝利した。その後はミアレシティでストリートダンサーとして活動を始め、一緒に踊るメンバーも増えてきている様子。

ジーナ&デクシオ
手持ちポケモン：エーフィ（ジーナ）、グレイシア（デクシオ）
プラターヌ博士の助手。ジーナが女性でデクシオが男性。ゼルネアスとイベルタルの争いの映像のコピーをプラターヌ博士に依頼される。
プラターヌ博士の指示でミアレシティのカフェの店員になりすましていたフレア団と交戦し、フラダリの居場所を知らせた。フレア団との最終決戦後は、ジガルデ細胞に酷似した物体の目撃が確認されたアローラ地方への派遣をプラターヌ博士から指示を受ける。
第14章ではサンにジガルデ・コアの収集を依頼する。5か月間で60%のジガルデ・セルを回収しており、運び屋であるサンに残りの40セルを集めるようにと、1セルにつき10万円の報酬を約束して依頼し、回収用のジガルデ・キューブを託す。また、ジガルデがカロスで捕獲・利用された反省から、力を集中分散させるリボーンマシーンの開発にも成功し、ナリヤの協力を得て16番道路で組み立てを完了させる。半年後、ウルトラスペースから帰還したサンとラナキラマウンテンの山頂で再会し、ウツロイドの毒で昏倒したルザミーネを麓まで連れて行く役目を引き受け、ザオボーに差し向けられたプルメリの攻撃から守り続けた。

サキ
手持ちポケモン：クレッフィ（一時的）
ワイの母親で、サイホーンレーサー。引きこもりになったエックスの食事を作っていた。
サイホーンレースの遠征から帰った際、伝説のポケモンの襲撃に遭ってしまう。その後、街の住人とフレア団に捕まり、牢屋に閉じ込められているが脱走を繰り返している。その後ギルガルドに洗脳され、大樹の運搬をさせられていたが、エックス達の活躍で解放され、クノエ総合病院に搬送された。
フレア団との最終決戦後は意識を取り戻し、アサメタウンで娘のワイと再会した。

パンジー
手持ちポケモン：エリちゃん（エリキテル）
ハクダンジムリーダー兼カメラマンであるビオラの姉で、ジャーナリストをしている。ビオラと共にスカイトレーナーのワイの取材でアサメタウンに訪れていたが、ゼルネアスとイベルタルの争いを取材する。
ミアレシティでプラターヌ博士に取材した上でアサメタウンの事件の真相の特集を組もうと考えていたが、プリズムタワーでミアレ出版の編集長に取材を邪魔され、更に原稿や資料を燃やされ、襲われたがエックスに救われる。編集長がフレア団の手先である事と、アサメの事件は「起こされたもの」でテレビや雑誌は事実を掴んでいながら報道せずに隠していると気付き、3年前に担当した雑誌の記事の切り抜きをワイに託してビオラの元に向かった。最終決戦においてはシトロン達と10番道路に向かった。

マチエール
手持ちポケモン：もこお（ニャスパー）
褐色肌が特徴の謎の少女。両親の虐待を恐れて家を飛び出し、ミアレシティで「ミアレギャング」として生活していたが、クロケア達に匿われている。クロケアのことを非常に慕っており、役に立つためにアルバイトとしてフレア団が行う実験に参加している。
実はフレア団の実験台であるエスプリの正体。実験中は催眠状態にあったが行っていた事の記憶は残っており、クロケアへの恩義と周囲への恐怖からフレア団に従い続けていた。しかしエックスの説得を受けてスーツの支配に抵抗、駆けつけたクロケアがスーツの制御装置を破壊して反抗できるようになる。フラダリへ攻撃の指示を出そうとした瞬間にメガギャラドスの攻撃で重傷を負うが、辛うじて一命は取り留めた。

コンコンブル
手持ちポケモン：ヘラクロス♂←→メガヘラクロス♂、ゲンガー♂（一時的）、メガボスゴドラ、メガプテラ、メガデンリュウ（弟子）
メガシンカの秘密を知る老人であり、コルニの祖父。サナから「コンP」と呼ばれている。グリーン・カルネ・ダイゴなど17名の弟子にメガシンカを教授した。第13章の描写によると、カロス地方に移り住んだ流星の民の末裔である可能性が高い。
数年前、性悪な報道記者に絡まれていたエックスを助け、メガリングを渡した。フレア団の野望に巻き込まれ、襲撃された代々守ってきたマスタータワーを捨てる決意をしてコルニやカルネと共に旅立ち、エックスと再会する。
エスプリのオーロットに足を傷つけられ、幹部・アカマロとの戦いで受けた毒に蝕まれ戦線を離脱、その代わりにアサメタウンの5人組にバトルの特訓をつける。自分のメガグローブのキーストーンを別のメガリングに埋め込み、それを自ら見込んだワイに託した。
エックスの継承式の後、プラターヌ博士とホウエン地方に向かう。

AZ（エーゼット）
手持ちポケモン：ゴルーグ
フラダリに監禁されていた大男。正体は、3千年前に醜い戦争を嘆きカロスを浄化しようとした王その人である。トロバ・サナ・ティエルノに助けられ、大昔カロスで起きた戦争の話をする。復活したゼルネアスと協力して子供達を脱出させ、自身はクセロシキ達によって再び捕縛されかけたが一瞬の隙を突き監視者Zの存在を告げて姿を消した。
最終決戦を終えカロスを救ったにもかかわらず侮蔑の視線を向けるミアレシティの人々に対して憤りを抱くワイ達の前に再び姿を表し、最終兵器を起動させるべきかの決断を迫り戦いを挑む。戦闘の中で彼らの覚悟を汲み取ると自らマリソの技を受け持っていた起動キーを破壊、その直後にかつて去っていたフラエッテと再会した。

### アローラ地方
ハウ
手持ちポケモン：アシマリ→オシャマリ→アシレーヌ、ピチュー♂→ピカチュウ♂、ネッコアラ
マラサダが大好物の少年。メレメレ島のしまキング・ハラの孫。マイペースでのんびりした性格で、ポケモンとバトルが好き。
「ゼンリョクバトル」の一回戦でグラジオと戦うが敗北、信念や背負うものが無いと散々酷評され、苦手意識を抱く。その後、ククイ博士からアシマリを貰った。イリマと共にウラウラ島の「ポータウン」でスイレン達と合流し、スカル団と話し合う目的でアジト「いかがわしきやしき」に乗り込むも、ボスのグズマが召還したUBに襲われ、交戦する。
アローラの危機を思い、立ち向かう為に半年間アローラを一人で巡り、手に入れた「かがやくいし」をライチにZリング（アシレーヌZも付与されていた）にして貰った。そして祖父からも成長を認められ、カプ・レヒレを援護してポニ島を襲ったマッシブーンと戦った。
事件後はグズマと共にマラサダとエネココアの店を開店し、マオに店のレシピの相談をしている。
アシマリを貰ってからはパートナー兼主力とし、優先してバトルに出したり連れ歩いている。
原作と異なり、リーリエとの関わりは無い。

リーリエ
手持ちポケモン：アブリー、コスモッグ→コスモウム→ルナアーラ（一時同行）
謎の多い少女。3か月ほど前に行き倒れていたがバーネット博士に助けられ、彼女の元で保護されている。
ポケモンが傷つくのが苦手でバトルもできないが、成り行きで「ゼンリョク祭り」の参加選手になり困っていたがムーンに助けられ、代わりにバトルトーナメントに出場して貰う。
実は「エーテル財団」代表のルザミーネの娘であり、グラジオの妹。エーテルパラダイスで虐待されているコスモッグを居た堪れず、「たいようのふえ」と共に持ち出し逃走していた。
バーネットに連れられてハギギシリの襲撃で海に転落し、助けに入ったサンと一緒にウラウラ島に漂着、アセロラに保護されてサンの島めぐりに同行する。ジガルデ・セルの捜索とスカル団の拠点があるポータウンの調査に向かったサンと別れ、バーネット博士と合流するも、UBの映像に兄の姿を認めて現地のホクラニだけに向かい、兄弟で久々の再会を果たす。
それから半年は兄やビッケとポニ島に侵入する方法を探りつつ、サンやムーンの帰還を待っていた。キャプテン達と合流すると、マツリカから父が記憶を失っているがどこかで生きている事を知らされる。そしてウルトラホールがラナキラマウンテンに開くという情報を得て現地へ向かい、サンやルザミーネと再会すると、恐れていた母親に意を決して父の生存を伝えてウツロイドの寄生から解放した。そしてルザミーネを狙うプルメリに応戦する為、自分でもポケモンを扱えるとは想像もしていなかったが不意を突く事に成功し、グズマが帰還していると知らせる。
事件後は昏睡状態が続く母親の治療に、ポケモンと融合した経験を持つマサキの意見を聞きにバーネット博士と共にカントー地方へ向かう。

ダルス
「ウルトラ調査隊」の男性隊員。UBの研究を専門にしていて捕獲とコントロールする状況を抑えようとしていた。
ルナアーラによるウルトラワープライドの最中にウルトラディープシーに迷い込み、同じくアローラからウルトラスペースに迷い込んでいたサン・ムーンと出会う。ムーンがルナアーラと絆を結んでいると見て彼らに協力を決め、ルナアーラの定員の関係でウルトラディープシーに残ったが、所持していた「ウルトラネクロZ」ごとアローラ地方に引き寄せられる。

アマモ
手持ちポケモン：ベベノム
「ウルトラ調査隊」の隊員の少女。UBと心を通じるのに長ける。かなり無邪気で、モンスターボールが作れない世界にいた為に入れられるだけで歓喜する。サンにルナアーラのウルトラワープライドを教え、ウルトラメガロポリスへ案内した。
サンの指示を受けたジガルデ・ソルガレオ・ルナアーラの攻撃で弱ったネクロズマを「ウルトラボール」に収めた。

ミリン
「ウルトラ調査隊」の女性隊員。冷静かつ慎重な性格でエーテル財団やルザミーネを信用していなかった。
ポケモンと人間の信頼関係を見てサンやムーンを信用し、ルザミーネにネクロズマを捕獲させるのは危険だと判断して二人に協力する。

シオニラ
手持ちポケモン：アーゴヨン
「ウルトラ調査隊」の隊長である男性。ルザミーネにネクロズマの捕獲と救済を頼んだが、ルザミーネには欲望しかなくその後にはかつて、祖先のある者がネクロズマを傷つけて光が奪われたウルトラメガロポリスのように、サン達の世界から全ての光が奪われかねない危機となる。

### ガラル地方
ソニア
手持ちポケモン：ワンパチ→パルスワン
マグノリア博士の孫娘で若き研究者。ごくたまに祖母の助手をしている。元ジムチャレンジャーで、現ガラル地方ポケモンリーグのチャンピオンであるダンデとは幼馴染だが、現在は避けている。ジムチャレンジで知り合ったルリナとは今でも親友。何らかの事情により、いまだにチャンピオンカップもジム戦も観戦できずにいる。
かつてガラル地方で起きたと伝えられる「ブラックナイト」を調べている。若輩故に中々調査の許可が降りずに苦労していたが、創人やシルドミリアとの出会いを機に調査活動が進展しはじめる。
ナックルシティの宝物庫で英雄伝説を現す4枚のタペストリーを見た後、ビートの事件で崩れたラテラルタウンの壁画から現れた彫像を創人達に教え、隠された意図と思われる物証としてキルクスタウンにあった以前の4枚に繋がる5枚目のタペストリーを見てシルドミリアが思い出した2人組の手がかりを掴み、かつてジムチャレンジの推薦人のローズがまどろみの森の事件に関わっていると動揺し合流先に向かっていたそらをとぶタクシーをギギギアルに襲われ墜落寸前に呼び出していたダンデに救われる。
ナックルシティで治療を受け、ダンデに逃げ回っていた訳を話す。チャンピオンになる前のダンデには負けた事がない優秀なポケモントレーナーだったが、ローズに推薦されたのはマグノリア博士の孫としての利害関係ではないかと疑われ、勝ち続けて不正や八百長ではない強さを証明しようとするも、最初のターフスタジアムで苦戦して初めてバトルを苦痛に感じ、一方でダンデは弱音も吐かず、試合は巨大なプレッシャーをも楽しみ、試合で輝く姿に敵わないと思う。アラベスクスタジアムのジムトレーナーに敗北した時には安堵が強く、トレーナーを引退してバトルから遠ざかることを決意。試合後、誹謗中傷が敗因ではないかと心配したジムリーダーに慰められ、その時同じように苦労していたカブから聞いたホウエン地方の伝説のポケモンの話からガラルの伝説に興味を持ち、地方の伝説を勉強する為に大学に入り地元のブラッシータウンを離れた。

ローズ
手持ちポケモン：ゾウドウ、ダイオウドウ（キョダイマックス）、ナットレイ
ガラルポケモンリーグのスポンサー企業「マクロコスモス社」の代表である中年男性。ガラル地方のポケモンリーグ委員長を務め、自身もチャンピオンカップ準優勝の経験がある。かつてのダンデやソニアとビートのジムチャレンジの推薦者でもある。
ガラル地方を支える大企業のトップなので、いち民間企業のトップでありながら公営施設を自由に動かせる権限まで持っている。「やるべきことはすぐやらないと」が信条の人物で、現代にあるもの全てを引っくるめて1000年先の未来までガラルを守るという強い意志で行動している。ガラルへの愛と、地方の為に考え実行していると耳ざわりのいい言葉で熱く語り、口先だけではなく実は伴っているのだが、悪く言えば自分の気の済む事だけやっている独善的な側面がある。
ガラル地方の電力のもととなるガラル粒子が1000年後には枯渇して、その結果文明が崩壊する可能性に気づき、1000年に一度、7日間だけ目覚めるポケモン等の為にも、未来でポケモンが生きていける世界を維持する行動を起こす。ダイマックス、パワースポット、ガラル粒子の関係を解き明かすヒントが歴史の中にあると考えており、ガラルの伝承を研究するソニアにもナックルシティの宝物庫を見れるよう便宜を図っている。また、ダンデがジムチャレンジに推薦した創人にも目をかけている。
自分と似た境遇のビートに同情して将来を開くチャンスを与えようと援助し、ジムチャレンジにも推薦したが、彼の名前も顔もうろ覚えだった。そして、ビートに「ねがいぼし」を集める密命を出し、手持ちのダイオウドウを貸し出していたが、自分と同じ境遇のビートは自分と同じ思いで同じ行動を取ると思い込んでいる節があり、自分の意に反して文化財の壁画を破壊しようとした際には、失望から彼がガラルを愛していないと一方的に決めつけ、ジムチャレンジ参加資格を剥奪してチャンスをあっさり奪う。
ナックルシティ地下のプラントで秘密裏に行っていた実験が失敗してキバナに事情を問い詰められた際には1000年後のエネルギー枯渇の情報を開示したものの、一般に知らせようとはせず、またその手段についても詳しくは教えずはぐらかした。そしてチャンピオンカップ決勝戦当日に実行する予定の計画を前倒しして「ブラックナイト」を敢行する。

オリーヴ
手持ちポケモン：アマージョ♀、ユキメノコ♀、エンニュート♀、ミロカロス、ダストダス（キョダイマックス）
マクロコスモスの副社長。ローズの秘書も務める女性。社長のスケジュール管理からビートとの連絡窓口、マクロコスモス社が原因で起きた事件収拾の指揮など、様々な業務に携わる。
ローズタワーにビートやジムリーダー達が来た時は、ローズがブラックナイトを起こす時間を稼ぐ為に足止めする。2人組がムゲンダイナに敗北した後、ナックルシティに現れてローズを止めるように言い、最上階に行かせた。戦闘後、「くちたけん」「くちたたて」を持ったまま行方不明になった創人を探す為、シルドミリアにマクロコスモス社のスーパーコンピューターを貸して、会社の全てのデータにアクセスできる権限も与えた他、手がかりを突き止めたヨロイ島とカンムリ雪原に向かう「ヨロイパス」と「カンムリパス」を、シルドミリア・マナブ・ビート・ホップ・マリィの5人分ずつ用意する。

マナブ
手持ちポケモン：ナミダくん（メッソン→ジメレオン→インテレオン・キョダイマックス）、ウオのん（ウオノラゴン）
本作オリジナルキャラクターで、15章の狂言回し的な存在。ガラル地方に引っ越して来た少年。マグノリア博士・創人・シルドミリアと出会い、3人と一緒に旅立つ。尚、「図鑑所有者の同行者で、最初のポケモンを与えられているサブキャラ」のポジションは彼が初。
ダイマックスシミュレーターの実験で投影されていたダイマックス状態のゴロンダの映像に驚いて崖から落ちたが創人に助けられ、そのままなし崩しでジムチャレンジの旅に同行する（両親は著名な学者であるマグノリア博士が説得した）。本来はやんちゃでプライドの高い性格をしているが、引っ越し以来、学校に馴染めず旅に出る勇気もなく自信を失っていた。だが、創人との特訓で自信が付き著しい能力の成長が見られるようになり、周囲が驚くような発想を披露する機会も増えた。
別の地方からガラル地方に引っ越して来たばかりでガラル地方特有のポケモンには疎いが、元々トレーナーズスクールの優等生だったのでポケモンバトルの基礎知識は十分にある。当初は実戦経験もなかったが、ジムチャレンジに挑む創人とシルドミリアの特訓相手を経て着実に実力を伸ばしている。
親が聴いていたネズの歌を耳にしているうちにはまり、携帯プレーヤーでいつも聴いている。
ムゲンダイナとの戦闘後に創人が行方不明になった後は、「ヨロイパス」を受け取ってシルドミリアとヨロイ島に向かう。再びブラックナイトが起きた時は、マスタードから選別に「ダイスープ」を貰いナミダくんをキョダイマックスできるようにしたが、ダイマックスバンドを持っていない為、ホップと交換して使わせた。
最終決戦後はマスタード道場に入門を決め、創人達と別れた。
容姿はゲーム版『ポケットモンスター ソード・シールド』のNPCトレーナーの「スクールボーイ」をモデルとしている。

ホップ
手持ちポケモン：アオガラス→アーマーガア、バチンウニ、カビゴン、ウールー→バイウールー、ウッウ
ジムチャレンジャーの少年。ガラル地方ポケモンリーグの現チャンピオンのダンデの弟で、創人・シルドミリアのライバルの一人。シルドミリア同様、声が大きい。ユニフォーム番号は「189」。
ハロンタウン出身。一般参加枠でジムチャレンジに挑んでいる。シルドミリアの事情を知り手持ち探しにも協力し、エンジンシティはずれではキロを発見してウッウからの救助を助けた。シルドミリアのことは、「ちょっと騒々しいけど、素直で頭の回転が速くてかわいい」と好意的に見ている。
その後、順調にラテラルタウンやアラベスクタウンのスタジアムを勝ち進み、キルクスタウンではメロンに勝利する。スパイクタウンまでマリィと向かうが、ローズが2人組とブラックナイトを起こした真偽を確かめるまで一時休止になり、話し合いにローズタワーへ創人達と向かう。
チャンピオンの弟でありながら無様な試合をして「チャンピオン推薦の価値」と「無敗のチャンピオンの名前」に傷が付き尊敬する兄がコケにされるのが嫌で、ダンデの推薦を断っており、兄弟であることも公にはしていない。
ムゲンダイナとの戦闘後、行方不明になった創人を探す為、「カンムリパス」を受け取ってビート・マリィとカンムリ雪原に向かう。ダイ木の丘でガラルファイヤーを捕まえようとしたが、逃げられそうになって脚を掴み、ヨロイ島に連れられる。ガラルファイヤーに連れられた創人がカンムリ雪原で手に入れた、「くちたけん」と「くちたたて」をザシアン・ザマゼンタに返しに行く連絡を受けて見届けに同行し、ダンデとキバナの護衛を受けながらブラッシータウンに向かう。真の姿を取り戻したザシアン・ザマゼンタがムゲンダイナを撃破する瞬間を創人・シルドミリアと見届け、事件解決の数か月後に再開されたチャレンジカップのセミファイナル決勝をマリィと戦う。

ビート
手持ちポケモン：ミブリム♀→テブリム♀→ブリムオン♀（キョダイマックス）、ガラルポニータ→ガラルギャロップ、ダイオウドウ（一時的）
ジムチャレンジャーの少年。ローズに推薦され、創人・シルドミリアのライバルの一人。エスパータイプの使い手。ユニフォーム番号は「908」。エピソード6の扉絵では「スーパーボール」を使用。
幼い頃からの孤独さから捻くれているが、トレーナーズスクールに通わせて才能を磨くきっかけを作ってくれたローズに心酔しており、ローズの命令で「ねがいぼし」を探し集め続けている。しかし、何の為かは教えられていない。委員長に誘われて食事に行った創人に嫉妬し、闇討ちしてリタイアさせようと攻撃を仕掛けたが、敗北してその場は引き下がる。感情を持て余してはいるがよこしまな所はないらしく、ポニータやミブリムが一緒にいる事からもそれが証明されている。捻くれているわりには真面目で、文句が多く尊大なのは自己防衛の表れだが、激しやすいように見えて心の底ではさざ波一つ立っていない。
ラテラルタウンの壁画の中に「ねがいぼし」を見つけ、ローズから借りたダイオウドウで傷つけた事で失望を買い、取り押さえられた上でジムチャレンジ参加資格を剥奪されてしまう。ナックルシティでジムチャレンジ終了を手続きした後、その場でポプラからの手紙を預かるが握り潰した。しかし結局はポプラの元に行き着き、アラベスクタウンの新ジムリーダーになるための厳しく理不尽な教習を受ける。
ネズによってローズタワーにジムリーダーが召集された時はアラベスクスタジアムのユニフォームを着てポプラと一足先にタワーへ向かい、オリーヴと対話中に創人達と再会する。ナックルシティでローズと再会し、行方不明になった創人を探す為にオリーヴに「ヨロイパス」と「カンムリパス」を5人分用意させ、ホップ・マリィとカンムリ雪原に向かう。
ダイ木の丘でガラルフリーザーに立ち向かうが逃がし、雪原に倒れて凍死寸前だったがガラルファイヤーに連れられてきた創人に助けられ再会する。その後はバドレックスの力を取り戻して残る「くちたけん」を探しに創人、シャクヤと行動しバドレックスが持ってきた「くちたけん」の毒に侵された時は治療した。

マリィ
手持ちポケモン：モルペコ、ズルズキン、ギモー♂→オーロンゲ♂（キョダイマックス）
「エール団」に「女神」と応援されているジムチャレンジャーの少女。創人・シルドミリアのライバルの一人。クールな性格だが訛り口調。ユニフォーム番号は「960」。あくタイプの使い手。ラテラルスタジアムはオニオンの不在から、相性の悪いサイトウとバトルするが勝利する。
スパイクタウン出身でジムリーダー・ネズの妹。かつてジムチャレンジャーだった兄や故郷の将来に挑戦の成否が掛かっていることにプレッシャーを感じており、またネズも自身の素行の悪さからバッシングされないかと心配して個人情報を隠すよう説得されている。キルクススタジアムのマクワ戦後、同じ境遇にあるホップと話しながら故郷でもあるスパイクタウンに向かうが兄がソッド・シルディを傷つけそうな場面に出くわした。ブラックナイトの真偽とジムチャレンジの話し合いに挑戦者としてローズタワーに創人達と向かう。
ムゲンダイナとの戦闘後、行方不明になった創人を探す為に「カンムリパス」を受け取ってホップ・ビートとカンムリ雪原に向かう。到着後、先に着いていたシルドミリアから創人が見つかった知らせを受け、残る「くちたけん」と「くちたたて」を探す為、知り合ったピオニーの探検に付き合い、巨人伝説のある三つの遺跡からレジスチル・レジロック・レジアイスを3人で捕獲。とりポケモン伝説のあるダイ木の丘でガラルのファイヤー・サンダー・フリーザーと出会い、微量な「くちた」何かの反応を見つける。
ガラルサンダーに立ち向かい6番道路まで連れ去られ、ウカッツに助けられる。その礼に化石発掘を手伝うが、再びのブラックナイトを止めに行き別れる。事件終了の数か月後、チャレンジカップセミファイナルの決勝をホップと戦う。

マスタード
手持ちポケモン：ウーラオス（いちげきのかた）
「ヨロイ島」にあるマスター道場の師匠。「かくとう」タイプの元ジムリーダーで、18年間無敗の元チャンピオンの老人。来る者拒まずの強面だが良い人で、相手の事は名前に「～ちん」と付けて呼ぶ。本気になった時は服を着替え、普段とは別人格のように真面目かつ非情になる。「ハイパーボール」を使用。

クララ
手持ちポケモン：ガラルヤドン、フシデ
ジムリーダー志望のマスタードの弟子の一人。派手な格好をした女性で、元地下アイドル。「毒々しいアイドル」を自称する「どく」タイプの使い手。ユニフォーム番号は「881」。
CD売上げは8枚しかなく、てっとり早く人気者になれるかと思い競争率の低いどくタイプのジムリーダーが簡単と考え目指していたが、門下生の中でジムリーダーは自分とセイボリーだけで先を越されないように出し抜こうとしている。
ガラルヤドンから「道着セット」を取り戻す修行にセイボリーと挑んでいた時に、毒に侵されていた創人を助け、「ミス・ポイズン」と呼ぶ人物に連絡して解毒剤を調合した。また、マスタードから新たに来る門下生を出迎えるよう言われて駅に向かい、シルドミリアにバトルを挑む。

セイボリー
手持ちポケモン：（ガラルヤドン→）ガラルヤドラン、ケーシィ
ジムリーダー志望のマスタードの弟子の一人。丸眼鏡とシルクハット、胸元にジャボを付けた男性で、由緒ある「サイキッカー」の一族の出身で「エスパー」タイプ使い。ユニフォーム番号は「026」。
簡単な念動力しか使えず、馬鹿にされ続けた事を見返す為にジムリーダーを目指しているが、クララに先を越されないように出し抜こうとしている。
シルクハットの周囲には念動力でモンスターボールを浮かせていて、投げる時の予備動作は派手で長いが対象が見えていれば距離に関係なく届かせる事ができる利点がある。

### パルデア地方
ネモ
手持ちポケモン：クワッス→ウェルカモ、パモ→パモット、イワンコ
パルデア地方のグレープアカデミーに通う1年生の少女で、本校の生徒会長。チャンピオンランクの所持者の一人。一人称は「わたし」。バトル好きな性格でバイオレットとのバトルをお流れにされた後、スカーレットと出会い、彼女の強さに目を付け、彼女とライバルになり最高の勝負をする為に、「災いのお宝」を集める旅に同行する。旅先では一度パルデアを冒険した知識を活かし、主にジムリーダーの人物像や、ジムチャレンジの仕組みを説明するガイド的役割を務めている。スカーレットと共にテストを受け、二度目のジムチャレンジをしている（去年チャンピオンランクになった際、ジムチャレンジをしており、全てクリアしている）。
パートナー兼主力はクワッスで、クラベルから貰ったグレープアカデミーの校長室出身の個体であり、バイオレットのホゲータ、スカーレットのニャオハとは同郷である（先行版1巻の裏表紙参照）。尚、「図鑑所有者の同行者で、最初のポケモンを与えられているサブキャラ」としては、15章のマナブに続く、2代目である。7話から登場し、16話でウェルカモに進化した。
スカーレットを「レッティ」という愛称で呼び、バイオレットは「王子さま」と呼んでいる。スカーレットに対しては強い友情を抱いており、友達兼ライバルになりたいと願っているが、彼女からは当初は冷たくあしらわれていた。しかし、スカーレットは次第に裏表が無く純粋なネモを疑わなくなり、彼女に「友達兼ライバル」と言われた事を否定しなくなるなど、徐々に良好な関係になっていく。現時点では、スカーレットが成績優勝と偽造して、アカデミーに不正入学した事に気付いていない。

ペパー
手持ちポケモン：マフィティフ、スコヴィラン、シェルダー、コジオ
パルデア地方のグレープアカデミーに通う青年。一人称は「オレ」。学年は2年生で、バイオレットの先輩に当たる。父親はフトゥー博士。パートナーのマフィティフを治療する為、バイオレットの秘伝スパイス集めに同行する。彼からは一方的に親友認定されているが、その度に否定している。
スカーレットの事はバイオレット、ネモ同様、「レッティ」と呼んでいる。
バイオレットからは「王子」と呼ぶように言われているものの、反発心から、彼の事は「バイオレット」「お前」と呼んでいるが、19話では一度だけ「王子」と呼んだ。

ボタン
手持ちポケモン：シャワーズ、サンダース
パルデア地方のグレープアカデミーに通う1年生の少女。一人称は「うち」で、ガラル地方出身。スター団への入団勧誘に困った所をバイオレットに助けられた。機械とハッキングが得意でカシオペアにスカウトされ、補給係をしていた。アカデミーには一年半以上前に在籍しており、一度休学してガラルの親元に戻っていたが、現在は復学している。

クラベル / ネルケ
手持ちポケモン：ヘルガー、ヤレユータン
グレープアカデミーの校長で、バイオレットにホゲータ、スカーレットにニャオハ、ネモにクワッスを託した。たまに変装し「ネルケ」という別人として振る舞うが、バイオレットにはバレていないものの、ペパーやネモには正体がバレている。

ジニア
手持ちポケモン：リキキリン
グレープアカデミーの「生物学」担当教師。スマホロトム用のアプリ「ポケモン図鑑」の開発者。

ハッサク
手持ちポケモン：ドラミドロ
グレープアカデミーの「美術」担当教師。一人称は「小生」。コルサの恩人であり、親友同士で彼からは「ハッさん」と呼ばれている。教師とパルデア地方の四天王を兼任しており、四天王としてのタイプは「ドラゴン」。

セイジ
グレープアカデミーの「言語学」担当教師。一人称は「ワシ」。

レホール
グレープアカデミーの「歴史」担当の女性教師で、厳格な口調で話す。スカーレットの依頼主である。

ミモザ
グレープアカデミーの「保険医」担当の女性教師。

キハダ
手持ちポケモン：チャーレム
グレープアカデミーの「バトル学」担当の女性教師。

タイム
グレープアカデミーの「数学」担当の女性教師。

## 端役キャラクター
各章に登場する端役キャラクター達。基本的に単発であるが、章の終盤や後の章で僅かだけ登場する場合も多い。

### カントー地方
海パン男(アキノリ)
11番道路・12番道路のサイクルレースに登場。「でーす」などの喋り方をする。橋で寝ているカビゴンに邪魔をされ、最終的にレースではレッドに敗北する。
第2章では、クチバ湾で行われるなみのりコンテストに向けて練習を行っていたが、海の事故で足を怪我し、大会に出られなくなる。怪我した箇所はイエローのピーすけ（キャタピー）にギプスにしてもらい、そのお礼に自分の代わりに大会に出ると言ったイエローにヤドンを貸した。

虫とり少年
11番道路・12番道路のサイクルレースに登場。森を虫よけスプレーを使用して渡っていた。後で橋で寝ているカビゴンに邪魔をされ、最終的にレースではレッドに敗北する。

フジ
シオンタウンに住んでいる男性の老人。捨てられたり親を亡くしたポケモンを引き取って育てている慈善家。
レッドに町の現在の状態などを話した。グリーンとも知り合っている。
ドードーを飼っており、グリーンと知り合った頃はまだ生きていたが、レッドがシオンタウンに来た頃にはすでに亡くなっていて墓を立てているが、まともな墓に入れたく思っていた。しかし、幽霊が出るという噂の為に他の人と同じようにポケモンタワーに近づけなくなった。
ポケモンタワーの事件の終了後にレッドに町が良くなる事と、ドードーを墓に入れられた事を感謝したが、レッドはその礼に関してはグリーンに言うように頼んでいた。
数十年前、博士としてカツラとジャングルへ行った事もある。

メカポッポ
セキチクシティ近くのサファリパークで、ガイドを勤めるポッポを模したメカ。2体存在し、それぞれ1号、2号と付けられている。ツアーの最中にレッドが違反行為をしたせいでニドキングに襲撃され、2号は大破してしまう。以降からは1号について説明する。
上記のレッドの違反行為によって、パーク内の野生ポケモンに襲われ、レッドと共に逃げる。
自分はプログラムされているだけと話しているが、感情を持っているような言動を見せる。
性格は、上記のように怒る・驚くなどを見せ、マダツボミ系の観察などもしている。
自律思考能力が非常に高く、飛行も可能。レッドの道具を見て、ウツボット達の巣から逃げる方法を即座に編み出すなど機転が利く他、ポケモンの笛も吹ける。また、「サファリボール」も幾つか体内に収納している。最後は、無事にレッドと帰還した。

バオバ
サファリパーク及びサファリゾーンの園長である男。眼鏡をかけている。第9章にて名前が判明した。
レッドが行方不明になった時は、メカポッポ2号の大破した姿を見て、「1号がレッドと一緒だといいが」と考えながら心配していた。
レッドを探す為に仲間達とサファリパーク内に入っていき、見つけた時にレッドが捕まえていたパークのポケモンを見て驚いていた。

郵便屋
第2章の冒頭で登場し、レッドに手紙を届ける。その手紙は四天王からの挑戦状であり、これが第2章の事件の始まりとなる。

タマムシ大学の先生
第2章で登場。ぐるぐる模様の眼鏡をかけている男性。エリカにはタマムシ大学で特別授業ではなく、毎日教えに来てほしいと思っている。
連載当時（1998年）に小学館の学年誌各誌で実施された「タマムシ大学博士試験」のPRキャラクター「マツモト教授」がモデルであり、容姿や語尾に「マツ」を付けて話す点も同じ。彼の登場ページでエリカが紹介している「"りゅうのいかり"を覚えたコイキング」は同企画の景品として実際に成績優秀者に配布されたもの。

暴走族
手持ちポケモン：ガラガラ、ブーバー、ゴース、ベロリンガ
3の島を襲撃した集団。「木の実の森」を独占しようとしたが飛び出してきたマヨに絡んだ時にデオキシスに蹴散らされ、飛び去った後に現れたサカキに助けを求めるも中途半端な悪を制裁される。

マヨ
手持ちポケモン：ノコッチ
ナナシマの3の島に住む女の子。デオキシスに助けられた後サカキにも遭遇し、似顔絵をマサキに送る。

チェア太郎
司会者。各地方にいかなるイベントで司会を担当している男。眼鏡をかけ、蝶ネクタイをしている。第14章にて名前が判明した。
第1章では11番道路・12番道路の自転車サイクルレースで司会を担当した。レッドのカビゴンを起こす作戦で発生した出来事に驚いたような発言をしていた。
第2章ではクチバ湾で行われるなみのりコンテストの司会者をやっていた。そのコンテストで問題が発生しているのを目撃した。
第4章では会場が水没する中、カイナシティのポケモンコンテストの司会を担当していた。
第7章ではポケモンスーパーコンテストで司会を担当した。
第10章ではポケモンミュージカルとポケモンリーグで司会を担当した。
第11章ではヒュウの妹の誕生日パーティー、そしてホミカと共に秋の合唱コンクールで司会を担当した。
第14章ではゼンリョク祭りのバトルトーナメントで司会を担当した。先日スカル団によって身ぐるみを剥がされたらしく、大会ではカプ・コケコの被り物に腰蓑という格好で司会をした。

### ジョウト地方
ゴールドの母
手持ちポケモン：ビードル、コクーン、サンド、ナゾノクサ、スリープ、クラブ、タマタマ、ベロリンガ、ラッキー
本名不詳。ゴールドと似た性格であり、あまり細かい事を気にしない呑気な性格。ゴロウ曰く「この親にあの子あり」。ゴールド同様、ポケモンを家族の一員として扱っている。母のグレン風火山ハンバーグは、ゴールドの大好物である。

密猟男
手持ちポケモン：ホーホー、ウパー（複数）
ワカバタウンにてインチキな捕獲ゲームで子供から金を巻き上げていた男。ゴールドによってインチキを暴かれ、その場から逃走した。
後にキキョウシティ郊外の野生ポケモン保護区域にて密猟を行い、同業者と勘違いし警察のハヤトに近づく。突如ハヤトとライコウ・エンテイ・スイクンの戦いに巻き込まれ、最終的にハヤトに逮捕された。逮捕後、ホウオウ・ルギアの解放に協力した。
容姿のモデルはゲームのNPCトレーナーの「とりつかい」である。

引ったくり男
手持ちポケモン：ドンファン（複数）
キキョウシティにてジョバンニ先生のポーチを奪って逃げていたが、巻き上げた泥で名物の煎餅を台無しにされたゴールドに捕まった。その後、ホウオウ・ルギアの解放に協力した。

モクネン・チンネン・エイソウ・ソウネン・カクネン・カイネン
手持ちポケモン：マダツボミ×6
マダツボミの塔にて修業をしている「ぼうず」達。シルバーを追って塔にやってきたゴールドを強引に修行に引き込もうとする。

チエ
手持ちポケモン：ヒメグマ♀
ガンテツの孫娘。作中では名前は出て来ていない。
空腹状態のゴールドに握り飯をご馳走し、その恩返しをしようとするゴールドにヒメグマの捕獲を依頼する。ジムリーダー対抗戦の会場では仮面の男によって人質に取られた。

炭焼き職人
手持ちポケモン：カモネギ
本名は不明。ウバメの森で炭の材料の木を集めていた時にカモネギが逃げ出し、「仮面の男」に襲われる。

リュウ
手持ちポケモン：シードラ
エリートトレーナーの男性。フスベジムのジムトレーナーで、イブキがワタルに負けた過去を話し一蹴りされる。

シジマの妻
本名不詳。生まれたばかりの子供がいる。和服を着ていることが多い。
ポケモンリーグの観客席に移動する途中、子供がヤンヤンマに攫われそうになりゴールドに助けられた。

ジェット
手持ちポケモン：ビリリダマ、ナゾノクサ、ドードリオ♀
ポケスロンの全コース全競技で最高得点をたたき出す、ナンバーワンの実力の外人ポケスリート。会場が満員になるほどのファンを抱えている。足がかなり速い。「スピードコース」でゴールドと対戦し、途中まではリードしていたが最終種目で敗れる。その後、優勝したゴールドの健闘をたたえていた。
サイボーグ009のジェット・リンクに似ている。

コブシ
手持ちポケモン：ニョロボン
ポケスロンドームのオーナー。ゴールドの競技を見て感動し、涙を流していた。

ケジメ・ハジメ
ポケスロンの競技進行を務める兄弟。リーゼントで筋肉質。

メカホーホー
サファリゾーンの案内を行っているメカポケモン。足がアームになっている。

サツキ・コウメ・コモモ・サクラ・タマオ
手持ちポケモン：ブースター（サツキ）、エーフィ（コウメ）、シャワーズ（コモモ）、サンダース（サクラ）、ブラッキー（タマオ）、リーフィア♂、グレイシア
エンジュシティの「かぶれんじょう」のまいこはん（舞妓）達。ゴールドにエンジュ伝統の「をどり」を見せた。人やポケモンにも「はん」付けで呼んでいる。なお、ゴールドの一番の好みはタマオらしい。

### ホウエン地方
ポケモンだいすきクラブ会長（ホウエン）
容姿は瓜二つだが、ポケモンだいすきクラブ会長（カントー）とは別人。ポケモンを戦わせる事に消極的なルビーの考え方に、理解を示す。熱中すると周りが見えなくなる。

ツガ
クスノキ所長の助手。マグマ団のホカゲのマグマッグに攻撃され、足に火傷を負う。

ミチル
シダケタウンに住むミツルのいとこで、リュウジの婚約者。ミツルとよく似た顔つきで、よく間違えられるという。ミツルからは信頼を寄せられており、ミツルとルビーとの関わりについては彼女だけが本当のことを知っている。第6章では、タイドリップ号の上でリュウジと結婚式を挙げた。

リュウジ
トンネル工事の作業員で、ミチルの婚約者。がたいの良い体と分厚い唇が特徴。
カナシダトンネルの工事を指揮していたが、機械の大きな音が現場の近くに生息しているゴニョニョの群れに悪影響を及ぼしている事に気付き、作業を断念する。その後は手作業でトンネルの開発を進めている。グラードン・カイオーガ復活の際に、ミチルと共に住民の避難に尽くした功労者である。第6章では、タイドリップ号の上でミチルと結婚式を挙げた。

えるな・おうな・う゛ぃな・いいな
ミクリ親衛隊の4人娘。興奮すると、ミクリ以外の全てのものが視界から消える。ミクリに近づくルビーのことを良く思っていない。
ルビーがミクリの弟子として正式に認められた事によってミクリの命令でハジツゲタウンのソライシラボを手伝い、ソライシラボの研究員にはかなり気に入られている様子。
彼女達の名前の由来は「L・O・V・E」である。

盲目の少年
手持ちポケモン：コイキチ（コイキング）
本名は不明。目が見えないが、点字を解読できる。ルビーの心を変える鍵となる。ダイゴに石碑を預けられ、点字を解読した。

エメラルドの親戚
第6章のエメラルドの回想に登場。シルエットのみの登場で、太った兄と三つ編みの妹の兄妹。背の低いエメラルドを虐め、ポケモンと仲良く接する姿に「ポケモンが手足の代わり」と言い、エメラルドが心を閉ざす原因を作った。

ルチア
手持ちポケモン：チルル（チルタリス♂）
第13章に登場。ホウエン地方のコンテストアイドル。ミクリの姪。ミクリの弟子であるルビーのファンであり、ルビーの事になるとテンションが上がる。3勢力和解後、ミクリ達と共にルネシティに向かいルビーにライブスーツとライブドレスを渡した。

カズラ
手持ちポケモン：ゴルコ（ゴーリキー♀）
第13章に登場。コンテストライブの参加者。ルチアの話に呆れている。

ギリー
第13章に登場。世界中を回ってひみつきちの良さを広めているイッシュ出身の25歳男性。ヒガナに敗れ海面に叩きつけられ意識を失っていたサファイアを保護し、ミツルのスーパーひみつきちで介抱していた時、フーパのリングから出現してきたレックウザを目撃する。

### シンオウ地方
たにまの発電所所長
手持ちポケモン：フワンテ
ギンガ団幹部・マーズに襲われ、発電所の電気も奪われた。後にナギサシティでの大停電の原因を突き止め、原因であるデンジを咎めた。
容姿はNPCトレーナーの「さぎょういん」をモデルとしている。

所長の娘
ダイヤにミツハニー達の為に塗っていた「あまいミツ」の木と柵を壊され泣いてしまう。発電所の事件の解決後に仲直りして、ダイヤに「タウリナーΩ」の大百科を渡す。
ナギサシティでは、父と共にデンジを咎めたり、ナギサジムのブレーカーを落としたりと父親の助手として活躍している。

受付嬢
手持ちポケモン：スボミー、ピンプク♀
ハクタイシティ後の通りの受付嬢を務める二人。一人はスカンプーの被害にあったダイヤ達に温泉に行くように勧め、もう一人はアカギと接触した。ダイヤ達に接触した受付嬢は、強烈な臭いの影響で鼻が曲がっていた。

ミミィ
手持ちポケモン：みみぃ（ミミロル）
ヨスガシティのスーパーコンテストの審査員で、話すと語尾に♡マークがつく。審査中も手持ちのみみぃを離さない。プラチナにアクセサリーケースを手渡す。

コンテスト・マダム
ヨスガシティコンテストの常連の観客である、派手な格好をした二人のマダム。かなり嫉妬深く、底意地の悪い性格。
スーパーコンテストにプラチナが誤ってステージに立った際に、身に付けていた指輪の宝石が自分達の物より高価だと気付いて敵視する。翌日のコンテストに参加したプラチナとポッタイシに、他に参加していた3人のコーディネーター達を利用して妨害するが、プラチナ達は大絶賛の演技を魅せ優勝する。悔しがりながらマスターランクの会場に入るが、事の全てを見ていたメリッサとフワライドによって、ゴミ捨て場に放り投げられる仕置きを受けた。

ビック
ヨスガシティのスーパーコンテスト審査委員長。ポケモンの毛づやから食べたポフィンの材料や成分を見通す事ができ、ダイヤのシュカ・タンガ・リリバの実を組み合わせて作った特製ポフィンを高評価した。

ポケモンだいすきクラブ会長（シンオウ）
他地区の会長と同じで、ポケモンを魅せる事を好む人。ポフィンの事をプラチナ達に教え、コンテストを成功させる助言を与えた。コンテストを見るのも出るのも好きなようで、ポフィンケースを常に携帯している。

シュウ
ズイタウンのポケモン新聞社の記者。「訴えられる〜」が口癖。町に現れる謎のポケモンの正体を突き止め、自社の新聞を全国レベルメディアにのし上げる事を目標にしている。
容姿はNPCトレーナーの「カウガール」をモデルとしている。

シュウの父親
手持ちポケモン：トリトドン（ひがしのうみ）
ポケモン新聞社の編集長。他人の写真を勝手に新聞に載せる等、記者としてやや問題のある行動が多い。また、ズイの遺跡での出来事を先に真相を口走りそうになってはぐらかしたプラチナには、事実の隠蔽・言論封鎖だと怒っていた。移動時はトリトドンに乗っている。
当の新聞は、ナナカマド曰く、いつも取留めの無い記事しか書かれていないという。
容姿はNPCトレーナーの「ぼくじょうおじさん」をモデルとしている。

スモモの父親
スロット好きで、仕事もせずにゲームコーナーに通う日々を送っている。その為にいつも空腹感に見舞われている娘のスモモやジムトレーナーからは快く思われていない様子。調子のいい性格。

ウラヤマ
ヨスガシティの南に豪邸を構える大金持ちで、ヨスガのふれあい広場のオーナー。気前はいいが自慢話が長い。屋敷の裏庭には多くの野生ポケモンが集まり、自慢の種となっている。大金持ち同士でプラチナと気が合う。

タタラ
手持ちポケモン：カラナクシ（ひがしのうみ）
タタラ製鉄所の所長。ギンガ団からギンガ爆弾の部品の発注を受ける。その部品が完成した直後ギンガ団に襲われ、応戦しつつ製鉄所の仕掛けを使って追い出す事には成功したが、自分も出られなくなる事態に陥る。その上ギンガ団が残したブビィの群れによって身動きとれなくなるがパールに助けられて事実を話し、資料を渡す。

ポケッチカンパニー社長
ポケッチの開発者。顔立ちが個性的で、目が「3」の形になっている。通常は赤と青のポケッチしか販売していないが、ナナカマド博士に頼まれてオレンジ色を特別に作っている（後にパールに渡る）。
ポケッチを持っていながら一度も使っていないダイヤにポケッチカンパニーの社員達と宣伝活動をさせる。結果的に、ダイヤがポケッチを活用してりーを捕獲した事で好評になったが、同時に盗みを働く原因を作っていた事を暴露しコトブキシティの住民とポケッチカンパニーの社員に袋叩きにされる。

地下おじさん
手持ちポケモン：ダグトリオ（複数）
ハクタイシティに在住のトウガン・ヒョウタの親類で、「たんけんセット」の開発者。ヒョウタと「地下めぐり」をしていた。最終決戦時にはトウガンとテンガン山を掘り進み、地上のジムリーダー達をサポートした。

メカムックル
シンオウバトルフロンティアでのガイド役。
メカポケモンの登場は、第1章のメカポッポ以来である。

### イッシュ地方
ファイツの母
元プラズマ団の団員。娘のファイツをヒオウギシティのポケモントレーナーズスクールに転校させた。

ベルの父
手持ちポケモン：ケンホロウ♂、ムーランド
通称「ベルパパ」。身長はベルより低い。
超過保護でベルがポケモンを持って旅立つ事に頑なに反対しており、当日まで引き留める。ブラックの事は幼少期からベルを危険に晒すと、一緒に遊ぶ事を反対するほどよく思っていない。ベルが強引に旅立ってからも追い掛けている。
第11章にも登場しており、親バカぶりは変わらずカノコタウンからヒオウギシティまで車で迎えに行き、その際一緒にいたチェレンが殺意を感じた気がするほど。

ヒュウの妹
手持ちポケモン：チョロネコ（離脱→帰還）
本名不明。5年前（第10章から3年前）の誕生日に兄からチョロネコを貰ったが、プラズマ団に奪われてしまう。この一件で襲ってきた事からモノズが苦手になる。
ポケモンスクールの合唱コンクールで久々にヒュウと再会、そのままヒウンシティに向かう兄に隠れて着いて行くが見つかる。第11章最終話ではチョロネコと再会した。

ヒュウの祖父
本名不明。5年前（第10章から3年前）、ヒュウにチョロネコ・マメパト・シビシラスをあげた。
容姿はNPCトレーナーの「えかき」をモデルとしている。

カントク
ライブキャスターのCMやドラマ「マチコの町」などの番組を手掛けている監督。
ホワイトとは長い付き合いらしく高く評価しており、ライモンシティのイベント会議への参加をホワイトに提案する。撮影機材をデンチュラとの戦いで壊した事から、ブラックを得体のしれない人物だと思っており、事件が発生すると疑う。
初登場時はバスラオのシャツを着ていた。すっとぼけなADには常にツッコミをいれている。

AD
カントクの側にいるADで、何かと頼りない性格。番組の出演者のアコーディオンを預かりながら目を離してしまったりと何かとトラブルを招く。ホワイトはポカブの連絡がちゃんと行き届かなかった事を彼のせいであると見ていた。ズルッグとズルズキンをおびき寄せようと、ブラックが行動を真似る際に「ちょっとかして」と言われズボンを脱がされる。
第11章でも登場しており、自身のミスでポケウッドのメカバンギラスが大暴れした。

ギタリスト
長髪にサングラスが特徴の男性。ホワイトとは知り合い。
ヒウンシティのカフェ「いこいのしらべ」で、母が大切にしていた形見の曲・"いにしえのうた"を、メロエッタと一緒に演奏したいと思い、出会える日を夢見てギターを弾き続けていた。ようやくその日が来たかと思えば、バルチャイに襲撃され、利き手を負傷。挫折から自分の人生を問う彼に共感したベルに曲を弾く事を託した。

ヒソカ
シャガの秘書を務める女性。アイリスをフスベシティから引き取る際にシャガに同行していた。

ナツミ
手持ちポケモン：シママ♂、ダンゴロ♂、モンメン♂
1番道路でブラックと対戦した山男。極度の暑がりで、相手がほのおタイプの技を出しただけでバトルに集中できなくなる。リュックの中には数十本もの水のペットボトルが入っている。ブラックとの対戦ではシリーズで初めてトリプルバトルが行われた。
ポケモンリーグの優勝を目指しているが、20年間一度もリーグに出場できず1番道路で勝てそうなトレーナーと対戦してきた。トレーナー戦経験の無いブラックに負けた事でポケモントレーナーを引退しようとするが、ブラックの説得やモンメンの自主練で思い留まり、考えを改める。そしてブラックに「トレーナー自身の心身を鍛える」事の大切さを教えた。
バッジを集めきる事はできなかったがリーグの観戦中にプラズマ団の襲撃に遭い、ポケモンと共に生きて「夢」を掴む為にポケモンを解放される事も、集めるべきジムのバッジを管理するジムリーダーがいなくなる事も、次回のリーグが開催されない事も困ると、ブラックが旅の途中で出会った他のトレーナー達と共に七賢人に立ち向かう。

シンノスケ
手持ちポケモン：チラーミィ→チラチーノ、ヤブクロン
ヒウンシティバトルカンパニー会長。掃除が好きでスカイアローブリッジの清掃員のふりをしながら、若いトレーナーを待ち構える事が趣味。
橋の上で木の葉を掃い散らかしたブラックを注意しポケモンバトルを仕掛けるが、ビリジオンの影響で服が破れていたのにも気づいており、実力者と見込んで勝負を仕掛けた。
プラズマ団に掃除のパートナーでもあるチラチーノとヤブクロンを解放される事を望まず、七賢人に立ち向かう。
第11章でも名前のみ登場し、ポケモントレーナーズスクールの清掃員になっている。

ヨシエ
手持ちポケモン：チョボマキ
ビレッジブリッジでベーカリーを勤めている中年女性。ライモンシティでホワイトが手掛けたミュージカルのセレモニーを見学し、ホワイトに興味を持つ。
トレーラーハウスで移動式ベーカリーをしながらイッシュ地方各地を回っている為、客からの様々な情報を熟知している。アデクとレンブの攻防を見破るなど非常に戦術眼に長けている。バトルサブウェイにブラック達を連れて行き、ホワイトのポケモン捕獲にも協力した。
ポケモンと共に生きていく為、七賢人に立ち向かう。
第11章でも名前のみ登場し、ポケモントレーナーズスクールの給食員となっている。

テルユキ
手持ちポケモン：ゴチミル
ハチクの専属医。彼の体調管理だけでなく、ポケモンのケアも担当している。
ハチクとは彼が映画俳優を辞める切っ掛けになった怪我を治療した以来の付き合いで、それ以前からファンだった。ハチクの指示で修行中のブラックとその手持ちの治療を任される。
ブラックとの出会いで「夢」をポケモンと共に見つめ直し、共に生きていく為に七賢人に立ち向かう。
第11章でも名前のみ登場し、ポケモントレーナーズスクールの健康診断を担当している。
容姿はNPCトレーナーの「ドクター」をモデルとしている。

ヒデアキ
手持ちポケモン：ズルッグ
深夜のシリンダーブリッジを縄張りにする暴走族「ブラックエンペルト」の総長。行動隊長が抜けてから勢いを失っているチームに、活気を取り戻そうと躍起になっている。
修行の一つとして橋を通ろうとするブラック達の前に立ち塞がるも、手下諸共ブラックに完膚なきまでに敗北し、敬意を表してチーム名を「ブラックプロトーガ」に変更した。
ポケモンの解放を望まず、七賢人に立ち向かう。

トリッシュ
手持ちポケモン：クイタラン
ブルジョワール家の令嬢の女性。ショーコの友人で、「姫」と呼ばれている。少々自分勝手な性格。
金では手に入らない冒険とロマンを求めてコバルオン・テラキオン・ビリジオンに挑むが、フキヨセのほらあなで大火災を起こしショーコと喧嘩している間に争いを嫌う3匹にクイタランを連れ去られてしまう。しかし、ショーコの才能のおかげで自分も夢を見られたという本音を話して和解、その意をくんだ3匹はポケモン達の意思もあり親の元に帰した。
共に生きる事を望んでくれたクイタランの解放を望まず、七賢人に立ち向かう。
容姿はNPCトレーナーの「ベテラントレーナー（女性）」をモデルとしている。

ショーコ
手持ちポケモン：ミネズミ×4
トリッシュの友人。「ミネズミショーのショーコ」と呼ばれている女性で、いつもワンダーブリッジの上でミネズミ達とショーをしている。やや臆病な性格で、コバルオン・テラキオン・ビリジオンに挑むトリッシュに強引に連れて来られる。
フキヨセのほらあなで起きた大火災から逃げ延びた後、トリッシュと喧嘩している間に争いを嫌う3匹にミネズミ達を連れ去られてしまう。しかし、自分の芸を認めて人前に連れ出してくれたトリッシュに感謝の気持ちを話して和解、その意をくんだ3匹はポケモン達の意思もありポケモンを親の元に帰した。
共に生きる事を望んでくれたミネズミ達の解放を望まず、七賢人に立ち向かう。

ルリ
手持ちポケモン：パッチール
芸名「ルッコ」として活躍中のアイドル。ライモンシティで出会ったラクツと仲良く遊んでいたが、アイドルという立場もあってラクツに別れを告げる。

ウッドウ
ポケウッドの社長。星型の髪とサングラスが特徴。

船長
ホミカの父親。若い頃から俳優になるのが夢で、一度は夢破れたもののポケウッドができた事で再び俳優を目指そうとしていたが、ラクツ達の演技を見て夢に見切りをつけ再び船長を始めた。

チーム・チルット
使用ポケモン：チルット
ヒオウギトレーナーズスクール・A組のチーム。合唱コンクール課題曲は「わたあめ」。チーム・オタマロにホミカの判定で勝利する。

チーム・オタマロ
使用ポケモン：オタマロ
ヒオウギトレーナーズスクール・B組のチーム。課題曲は「ぼくたちの声を届かせて」。

チーム・メブキジカ
使用ポケモン：メブキジカ（あきのすがた）
ヒオウギトレーナーズスクール・C組のチーム。合唱コンクール優勝候補だったが、ラクツ達E組のチーム・プリンと決勝で戦い敗北する。

チーム・ペラップ
使用ポケモン：ペラップ
ヒオウギトレーナーズスクール・B組のチーム。合唱コンクール優勝を目指していたが敗北する。

### カロス地方
ユリーカ
手持ちポケモン：デデンネ
ミアレシティジムリーダー・シトロンの妹。発電用のでんきポケモンを探しに行った兄をプリズムタワーで留守番しながら待っていたが、ラクライが行方不明になった事を兄に連絡する。最終決戦において兄と共に10番道路に向かい、装置の破壊を手伝った。

ミソラ
手持ちポケモン：ビビヨン（複数）
スカイトレーナー訓練校の生徒であり、ワイの先輩。貿易の令嬢であり、両親が仕事で世界を回りながら手に入れたビビヨンを集めている「ビビヨニスト」。目立ちたがりな性格であり、自分より目立っている者を嫌っている。有名なサイホーンレーサーの母を持ち、教師から注目されているワイに嫉妬しており、嫌がらせをしていた。
ワイに対する嫉妬心をフレア団に利用されてギルガルドに洗脳され、14人の取り巻き達とヘリで移動していたエックス達を妨害する。ワイと戦うが、敗北して気を失い、「トゲトゲさんどう」で練習していたサイホーンレーサーに預けられ、その後アサメの住人と同様クノエ総合病院に搬送された。その後は無事に意識を取り戻し、最終決戦においてビオラ達と共に10番道路に向かいフレア団と戦った。最終決戦後はワイと和解している。

ペーシュ・イーレ・オー
手持ちポケモン：チャーレム←→メガチャーレム（ペーシュ）、フーディン←→メガフーディン（イーレ）、ハッサム←→メガハッサム（オー）、メガユキノオー、メガバンギラス、メガクチート、メガヘルガー、メガジュペッタ
コンコンブルの元で修行を積んだ兄弟弟子。ペーシュはヘアバンドをした男性、イーレは髪を束ねた男性、オーは眼鏡を掛けた男性。
コルニやカツラの継承式を見届けており、ポケモンの村に向かうフレア団を見てカツラに伝えたり、最終決戦時にフレア団の陽動に参戦する。
コンコンブルがホウエン地方に行った後はトロバを手伝い、メガシンカの研究やミアレ美術館を調査しマギアナを抑えようと攻撃する。

### ガラル地方
ミツバ
ヨロイ島に住んでいる、マスタードの年の離れた妻。マスタードの事は「ダーリン」と呼んでいる。一児の母で親馬鹿な面もある。

ハイド
マスタードとミツバの息子。見た目は幼いが頭が良く、リサイクルマシーンの「ウッウロボ1号」と、レシピと材料さえあれば食品から薬まで調合できる「ウッウロボ2号」を作った。
クララが「ミス・ポイズン」から聴いた創人の解毒剤を作り、呑ませた。

シャクヤ
手持ちポケモン：ガチゴラス
カンムリ雪原に向かう電車でホップ、マリィ、ビートが出会った父子の娘。珍しいダイマックスポケモンを捕まえようとした旅行の計画を父に知られて勝手に付き合われ、3人に匿われる。しかし、事情を話した後ビートに明かされた。

ピオニー
手持ちポケモン：ダイオウドウ、ボスゴドラ
シャクヤの実父で、ローズの弟。兄であるローズとは姿や使用ポケモンも似ているが、性格は豪快で騒がしい。言葉の最初に「ド」を付けて喋る癖がある。娘を「シャクちゃん」と呼び溺愛しており、その為には周りの迷惑も考えず振る舞う癖がある。雪原に着いた後、マリィに「シャクちゃんを自由に旅させてほしい」とバトルを挑まれ、相性では有利だったマリィのギモーがオーロンゲに進化して敗北。約束通りシャクヤを自由にしたが、考えていた探検のプランを無駄にしない為に土地勘のない3人が代わりに付き合う。巨人伝説の三つの遺跡にいたレジスチル・レジロック・レジアイスを預かる。

ウカッツ
手持ちポケモン：パッチルドン、パッチラゴン、ウオチルドン
6番道路で化石発掘キャンプを開いている女性科学者。ジト目、無表情、猫背、体中の泥汚れなど気だるげな雰囲気で自分本位に物事を進める癖がある。ガラルサンダーに連れられたマリィを助け、研究の手伝いに化石の発掘をやらせた。今はマナブの手持ちのウオノラゴンは、以前復元してマクロコスモス社に預けていた個体。

### パルデア地方
ケイコ
手持ちポケモン：ニャース
路上ミュージシャンの女性。「大空のヌシ」のオトシドリに狙われていた所をバイオレットとペパーに助けられる。